# Простой лист

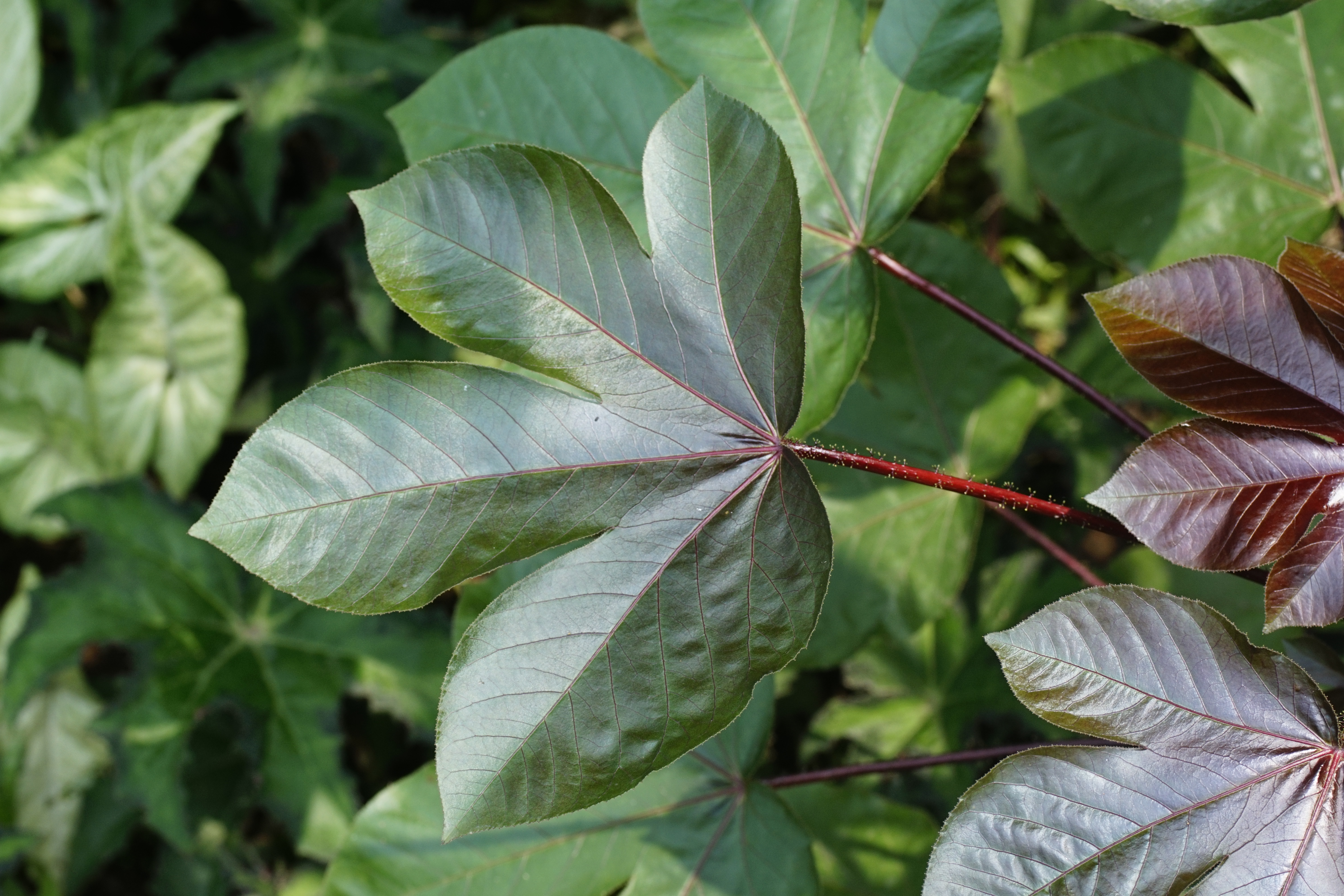
Пальчаторассечёный лист простой, но рассечён на четыре лопасти

Простой лист — лист, состоящий из единственной листовой пластинки и одного черешка. Хотя он может состоять из нескольких лопастей, промежутки между этими лопастями не достигают основной жилки листа. Простой лист всегда опадает целиком. Если лист состоит из нескольких листовых пластинок или черешков, такой лист называется сложным.
Простые листья классифицируют по расположению черешка, по форме листовой пластинки, по степени её рассечения и по характеру края.

### Классификация простых листьев по расположению черешка
У абсолютного большинства листьев черешок крепится к основанию листовой пластинки, в противном случае лист называется щитковидный. Если черешок отсутствует, то лист называется сидячим. Сидячие листья также бывают с влагалищным, стеблеобъемлющим, избегающим, пронзенным прикреплением, и прикреплением с раструбом. 

Виды прикрепления листа к стеблю
Черешковый лист
Черешковый лист c прилистниками
Сидячий лист
Стеблеобъемлющий (сидячий) лист
Сидячий лист с влагалищным прикреплением
Сросшийся лист из двух супротивных сидячих листов
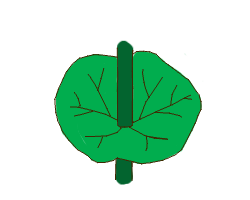
Пронзённый (сидячий) лист
Низбегающий (сидячий) лист
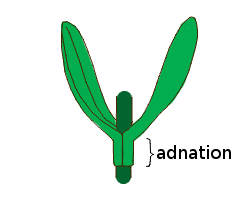
Сросшийся низбегающий лист из двух супротивных листьев
Сидячий лист с растубом

Щитовидный лист (лат. peltate) — простой лист, у которого черешок крепится к центру листовой пластинки с нижней стороны, а не к снованию, как у большинства листьев.  В русском языке под щитовидным листом обычно понимают листья с цельной листовой пластинкой, например, листья лотоса, но латинское название используются и к дольчатым листьям, например рассечённые литья подофилла щитовидного.   Медиафайлы на Викискладе

Примеры щитовидных листьев
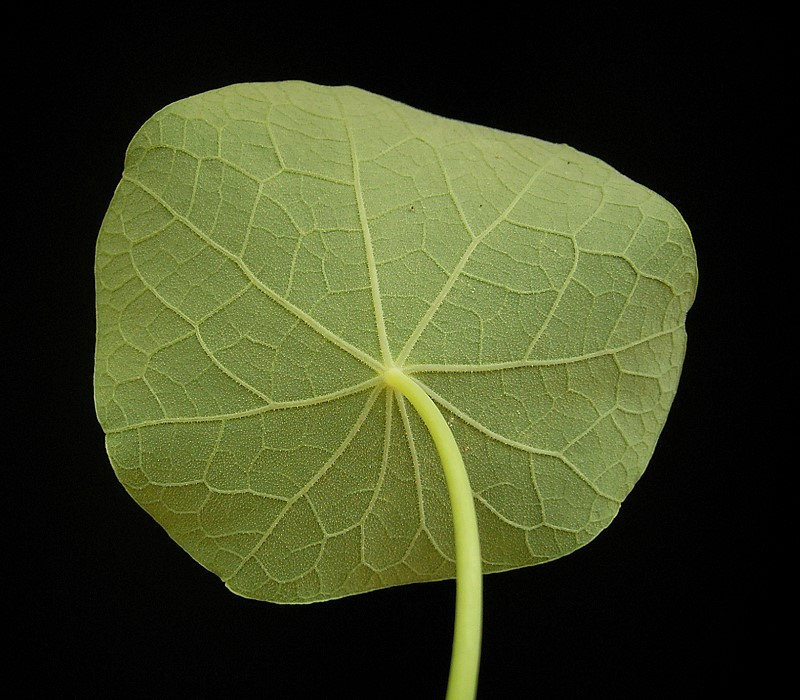
Щитовидный лист Tropaeolum majus
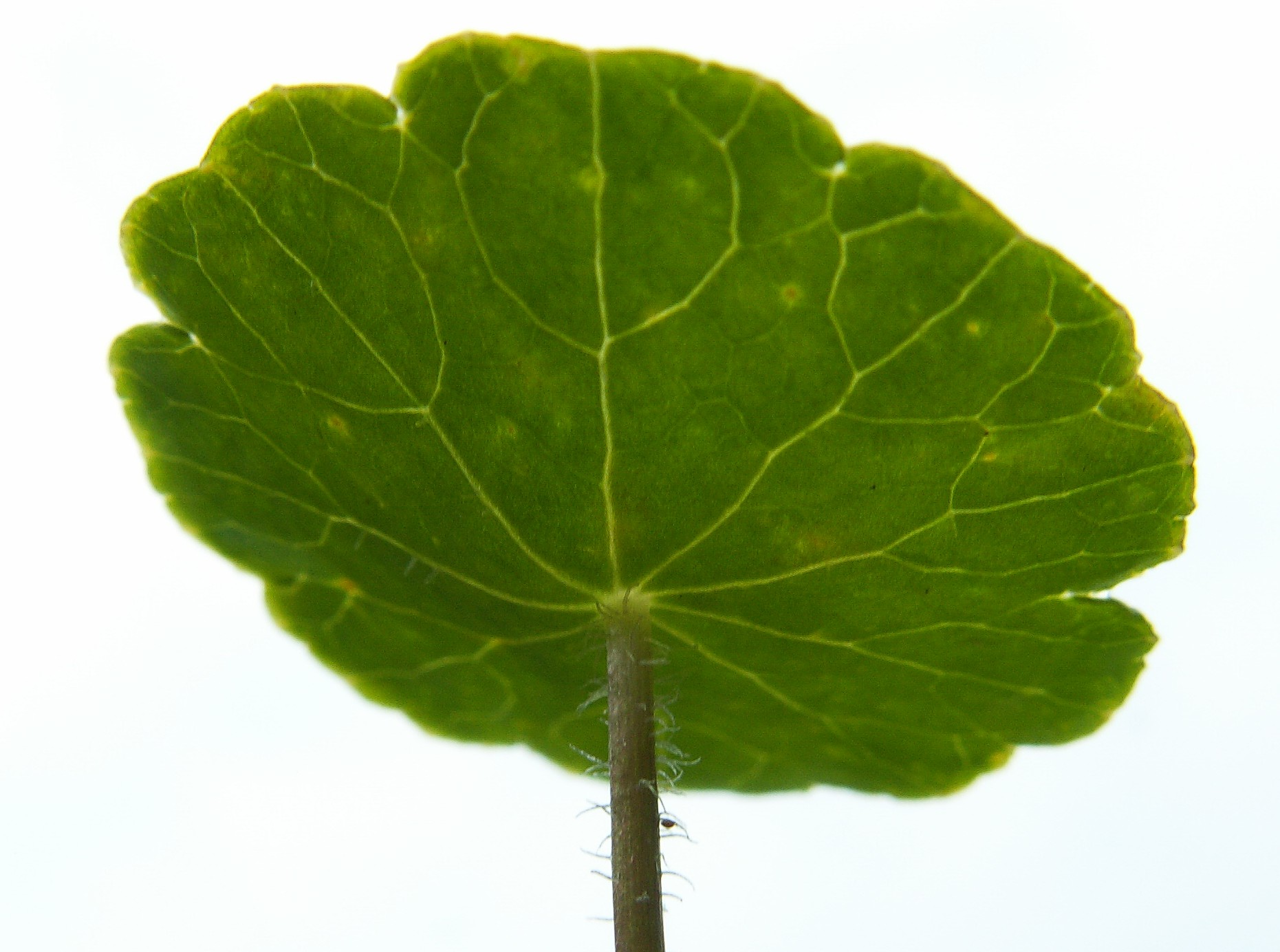
Щитовидный лист Hydrocotyle vulgaris
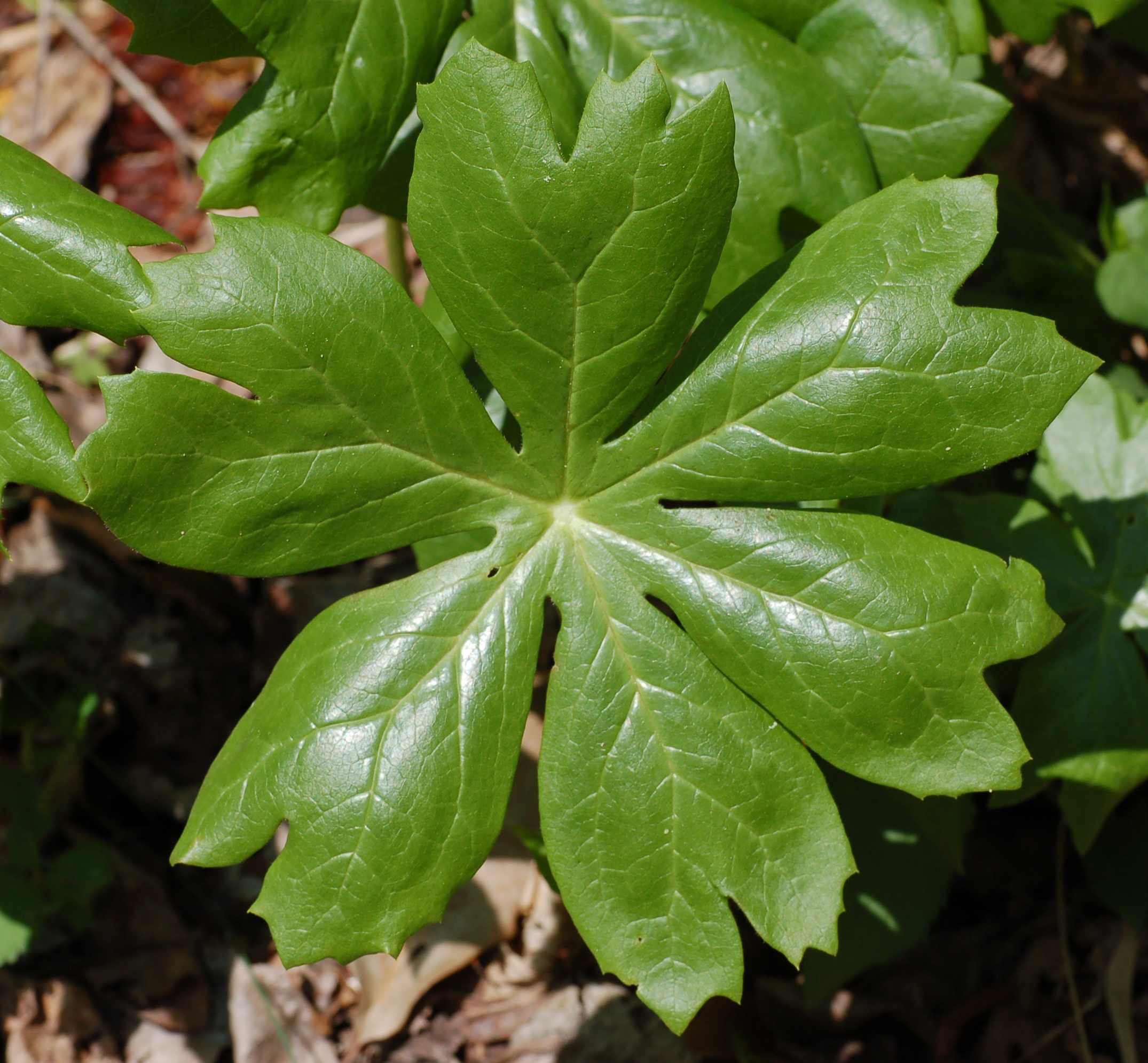
Щитовидный лист Podophyllum peltatum
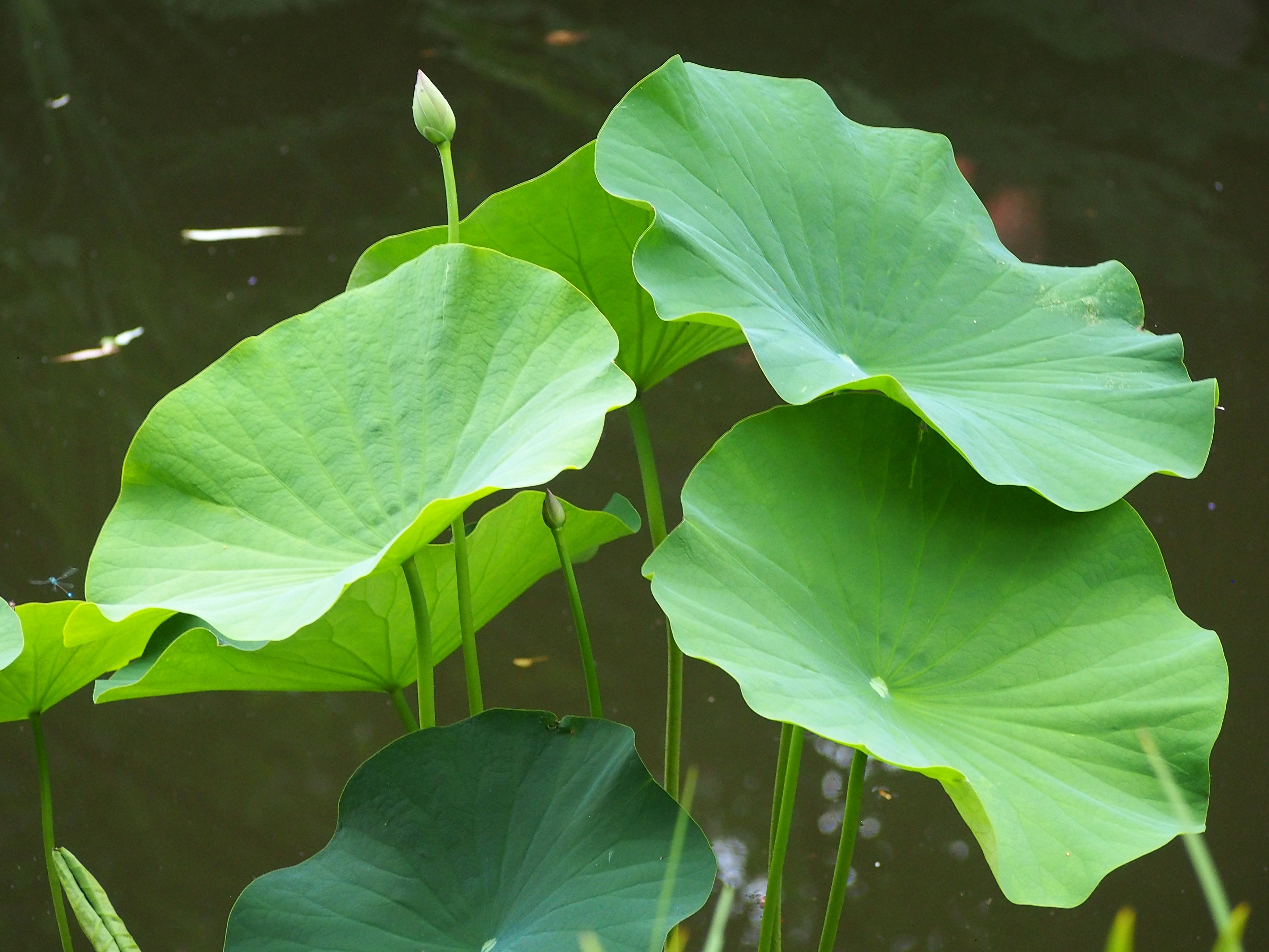
Щитовидные листья Nelumbo nucifera
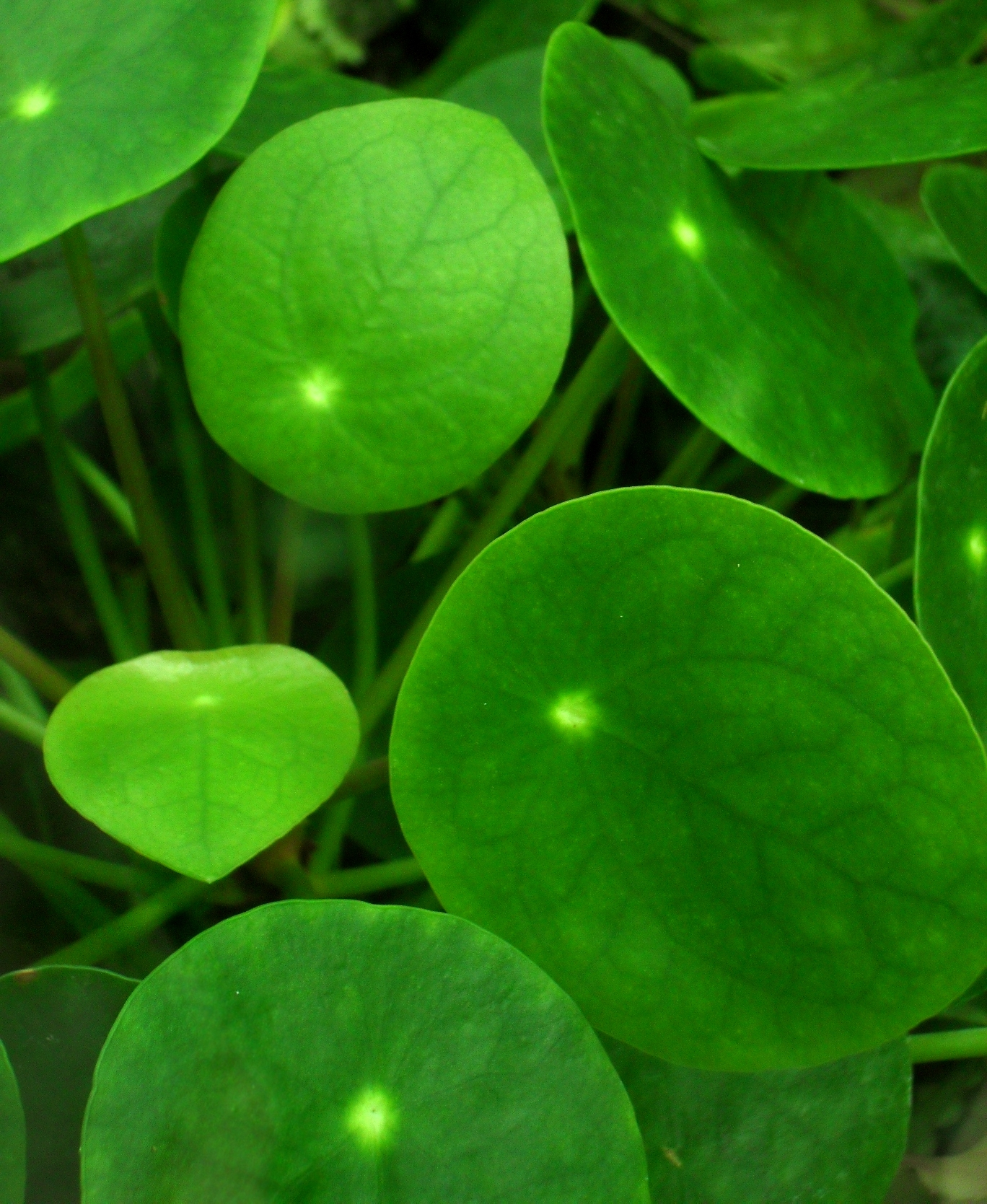
Щитовидные листья Pilea peperomioides
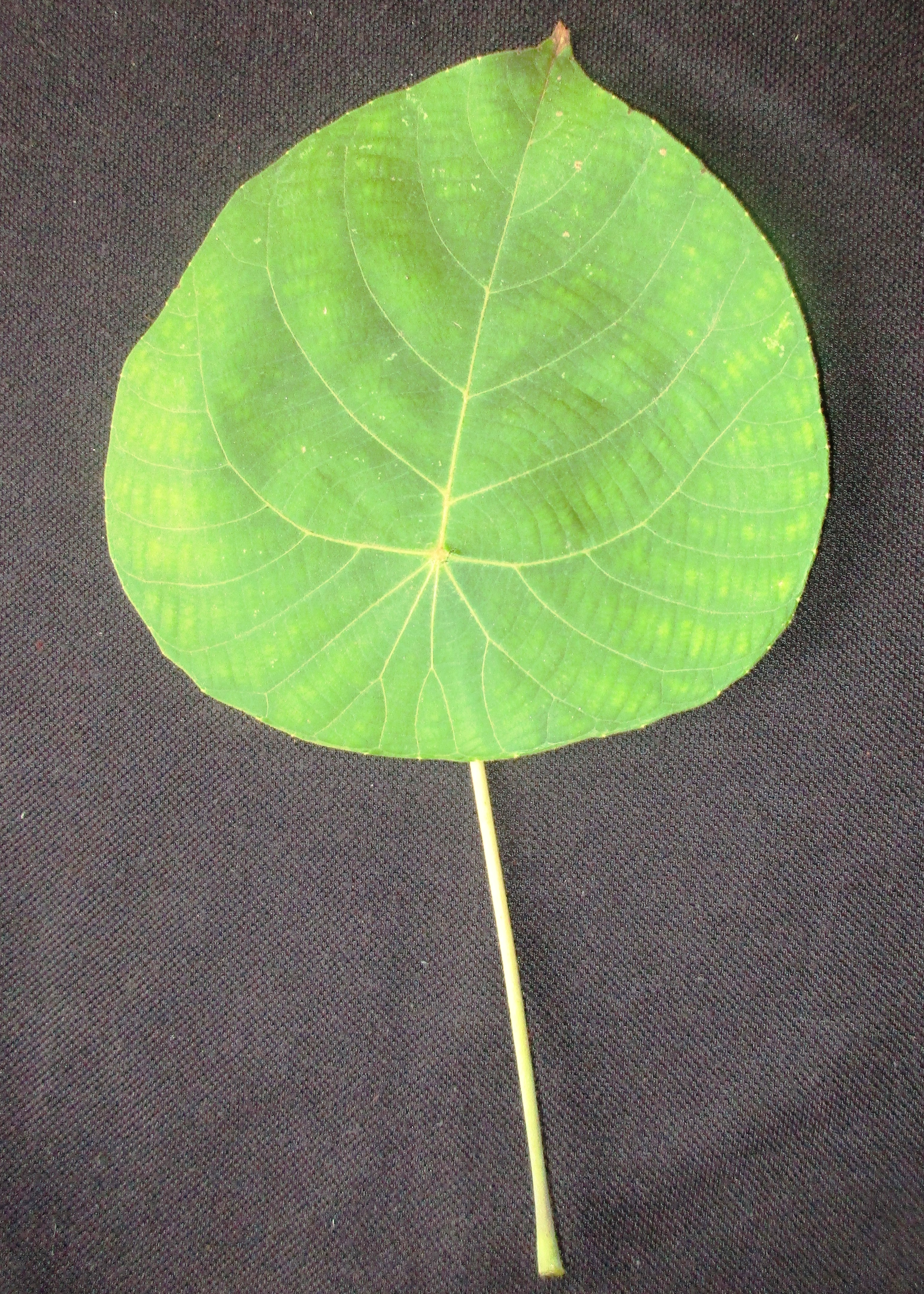
Щитовидный лист Macaranga peltata
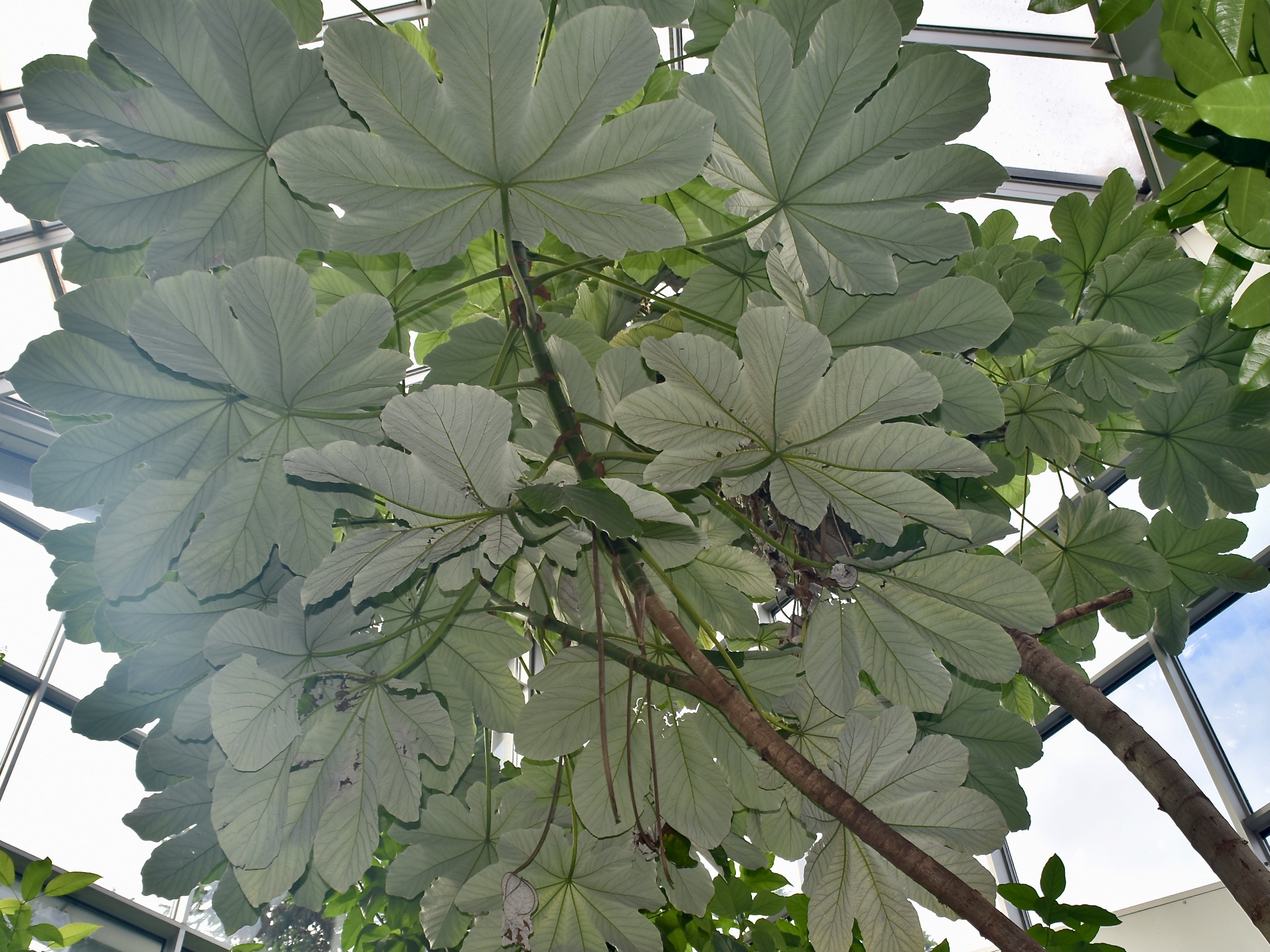
Щитовидные листья Cecropia peltata
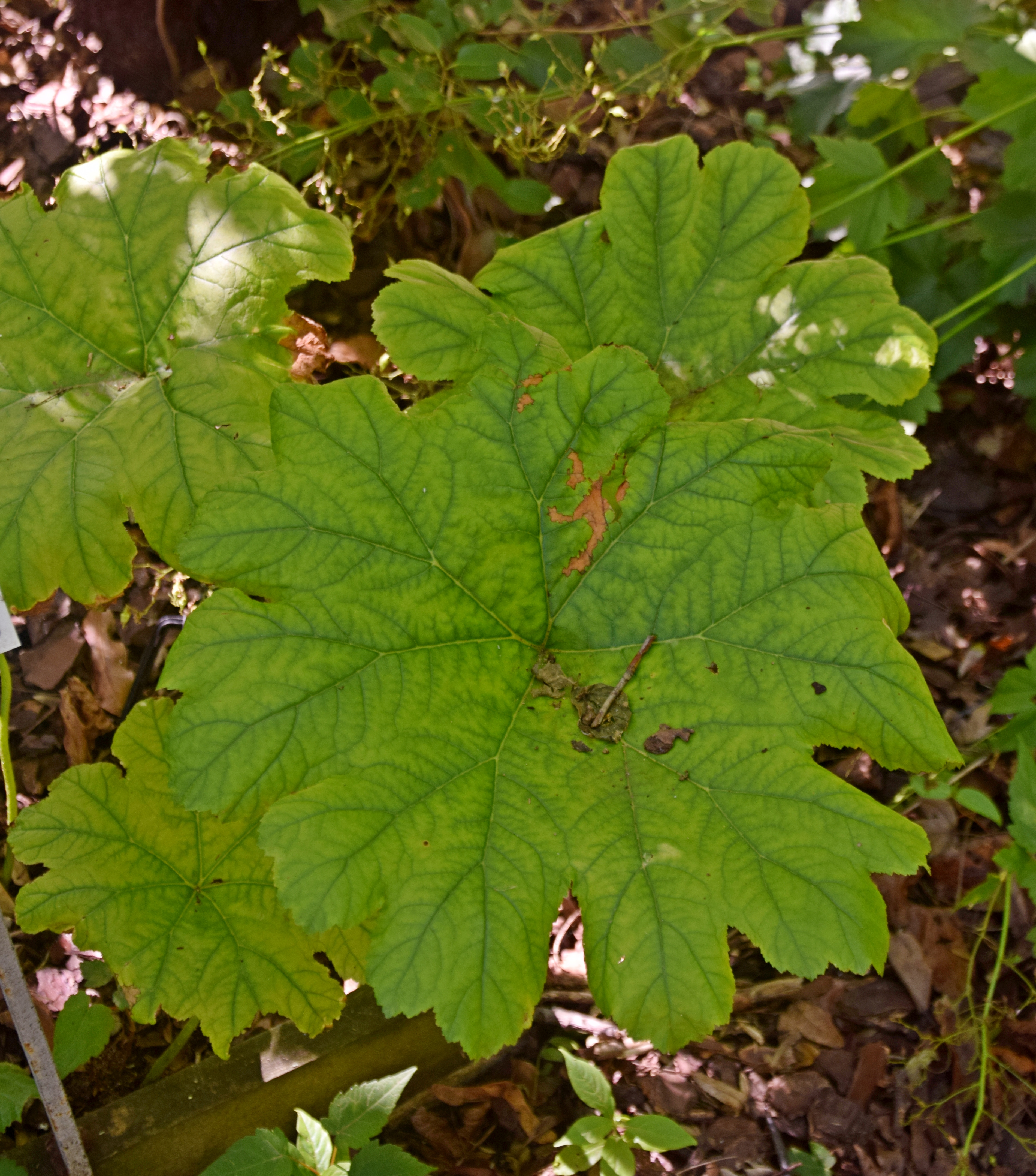
Щитковидные листья Darmera peltata

Стеблеобъемлющий лист (лат. amplexicaul) — сидячий лист, у которого пластинка которого своим основанием охватывает стебель. Если пластинка обхватывает стебель только c одной стороны, то такой лист называют полустеблеобъемлющий лист. Доли основания листовой пластинки, заходящие за стебель, называются стеблеобъемлющие ушки. 

Примеры стеблеобемлющих листьев
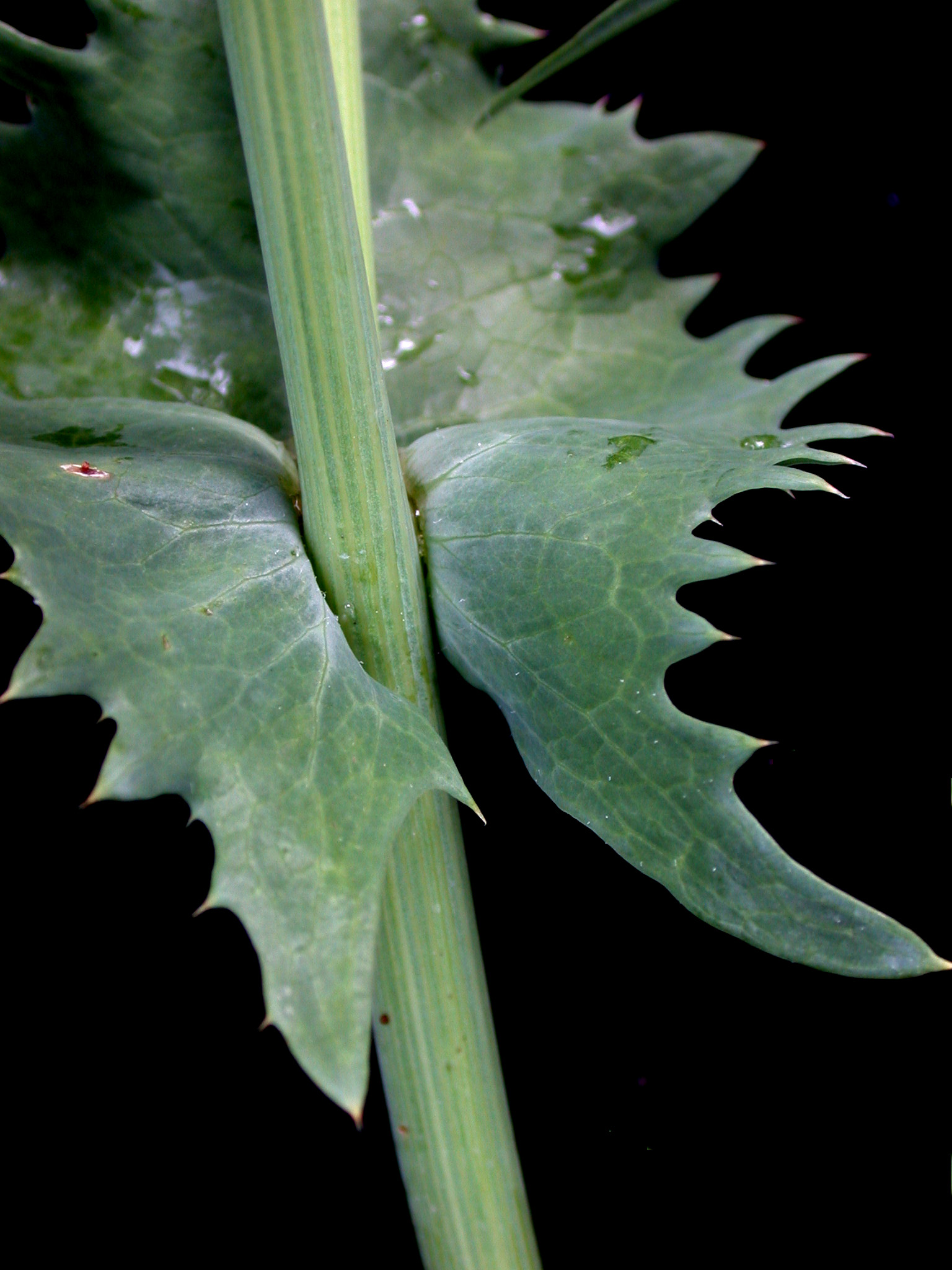
Стеблеобъемлющий лист Sonchus oleraceus
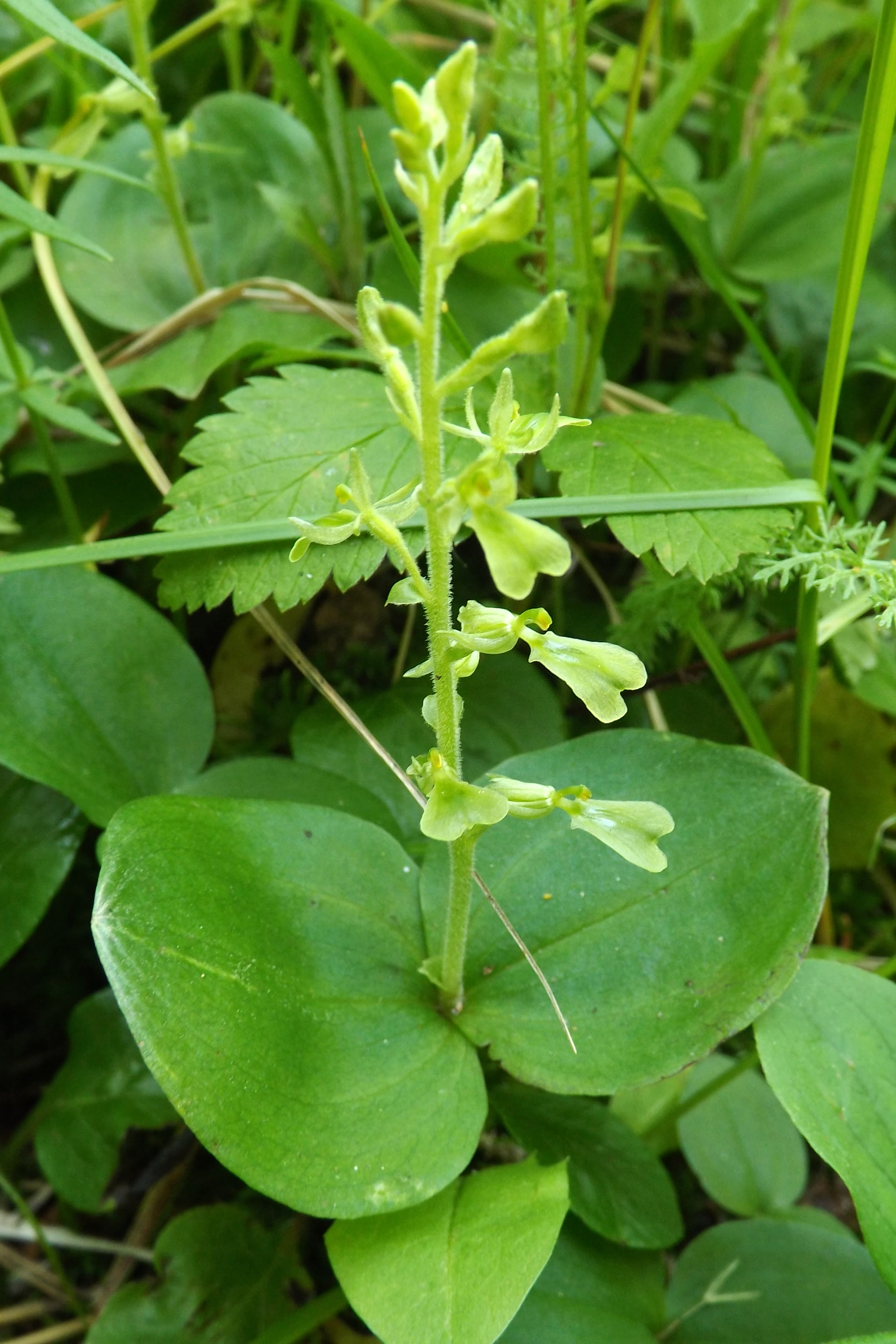
Стеблеобъемлющие листья Neottia convallarioides
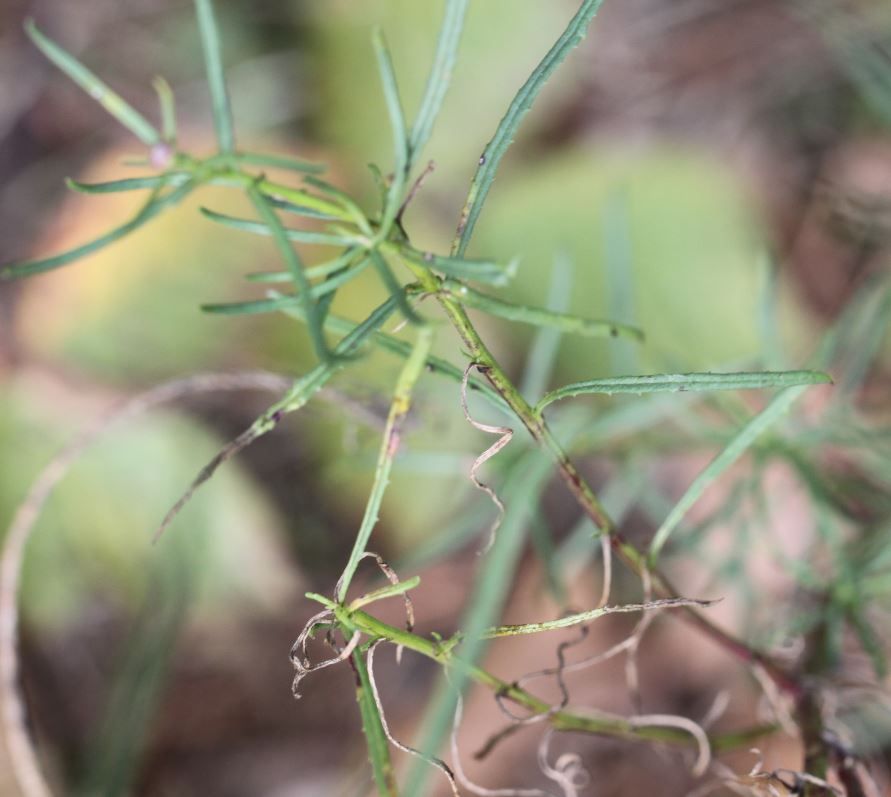
Стеблеобъемлющие листья Senecio inaequidens
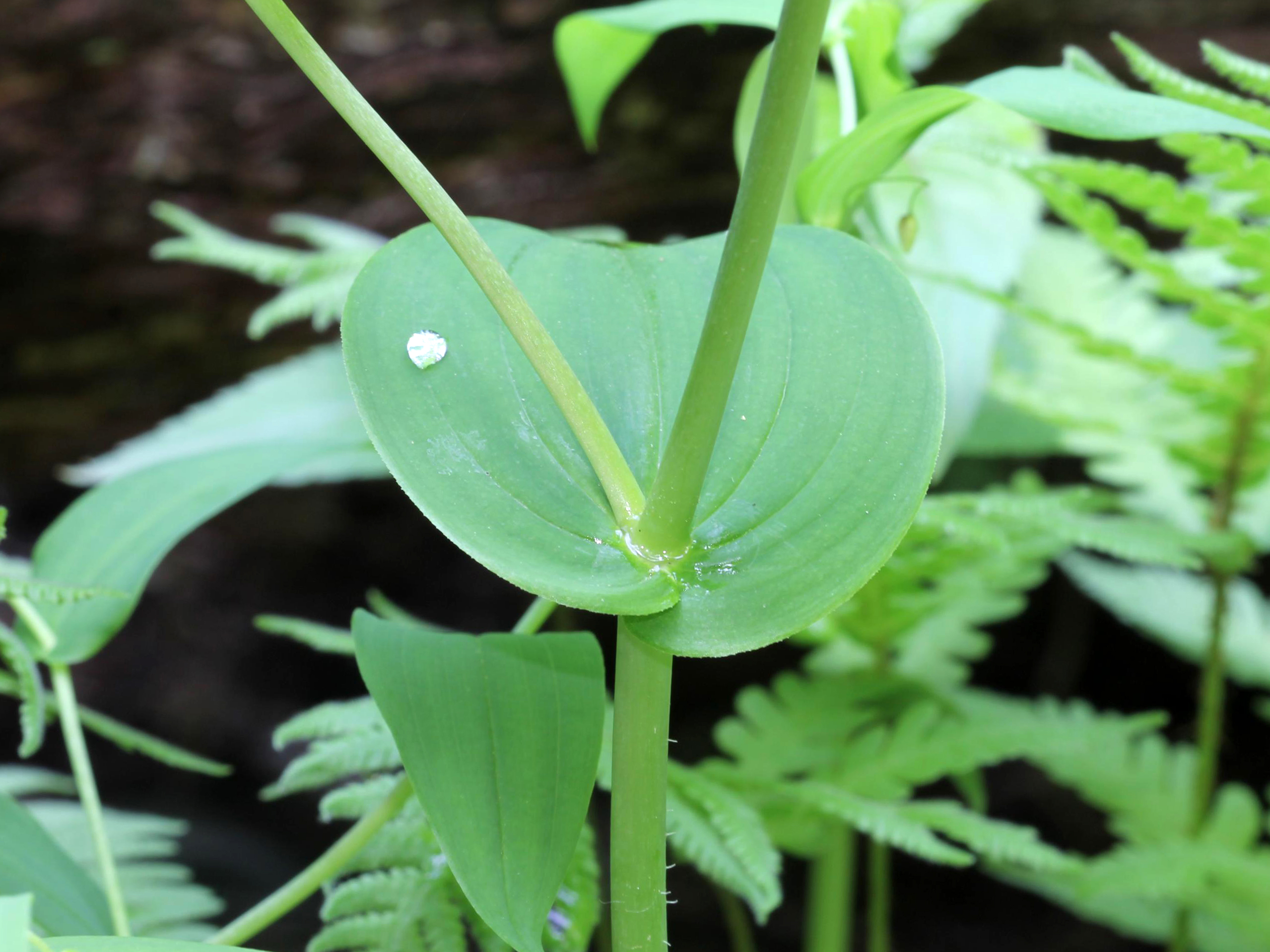
Стеблеобъемлющий лист Streptopus amplexifolius
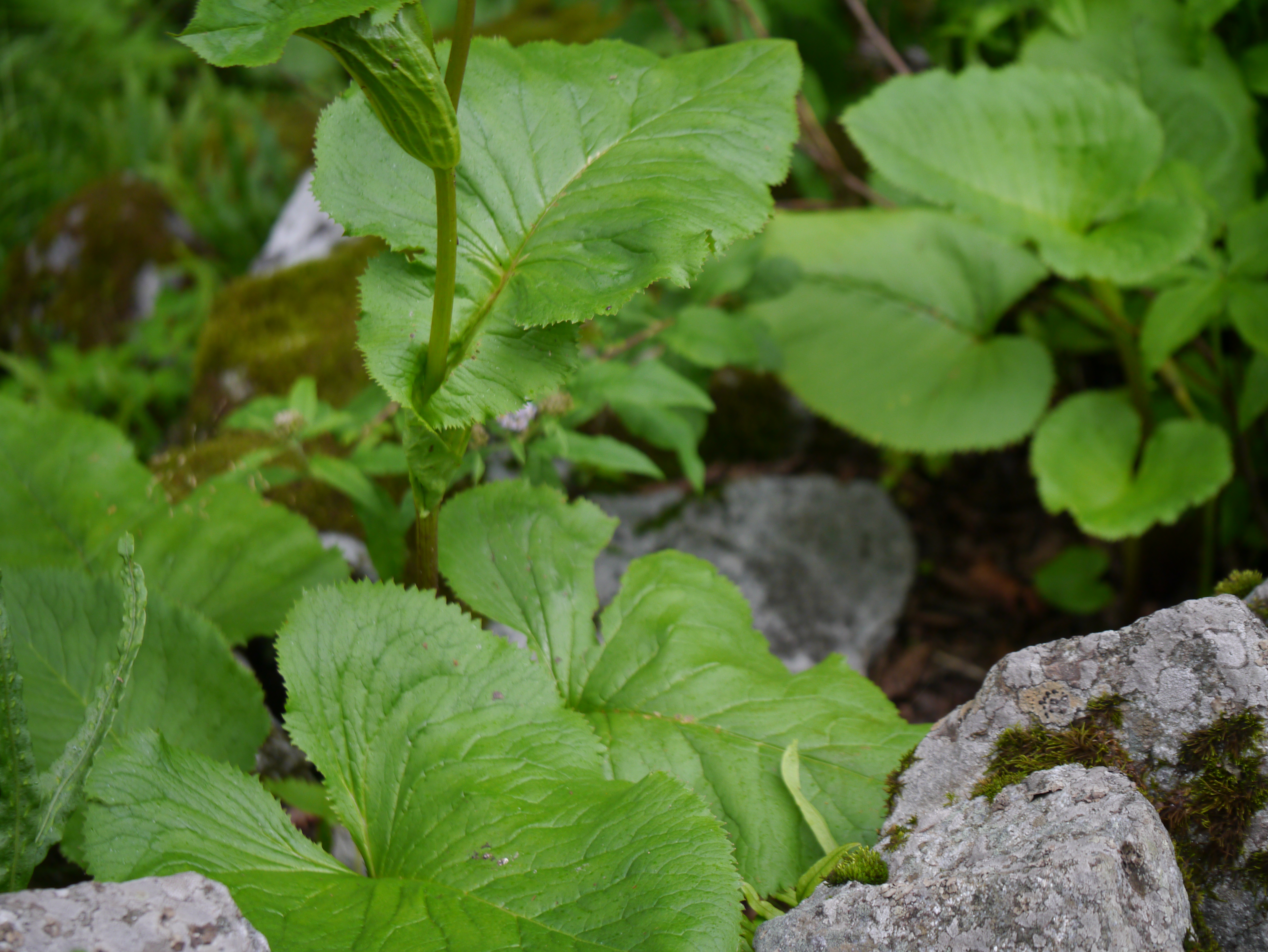
Стеблеобъемлющий лист Ligularia amplexicaulis
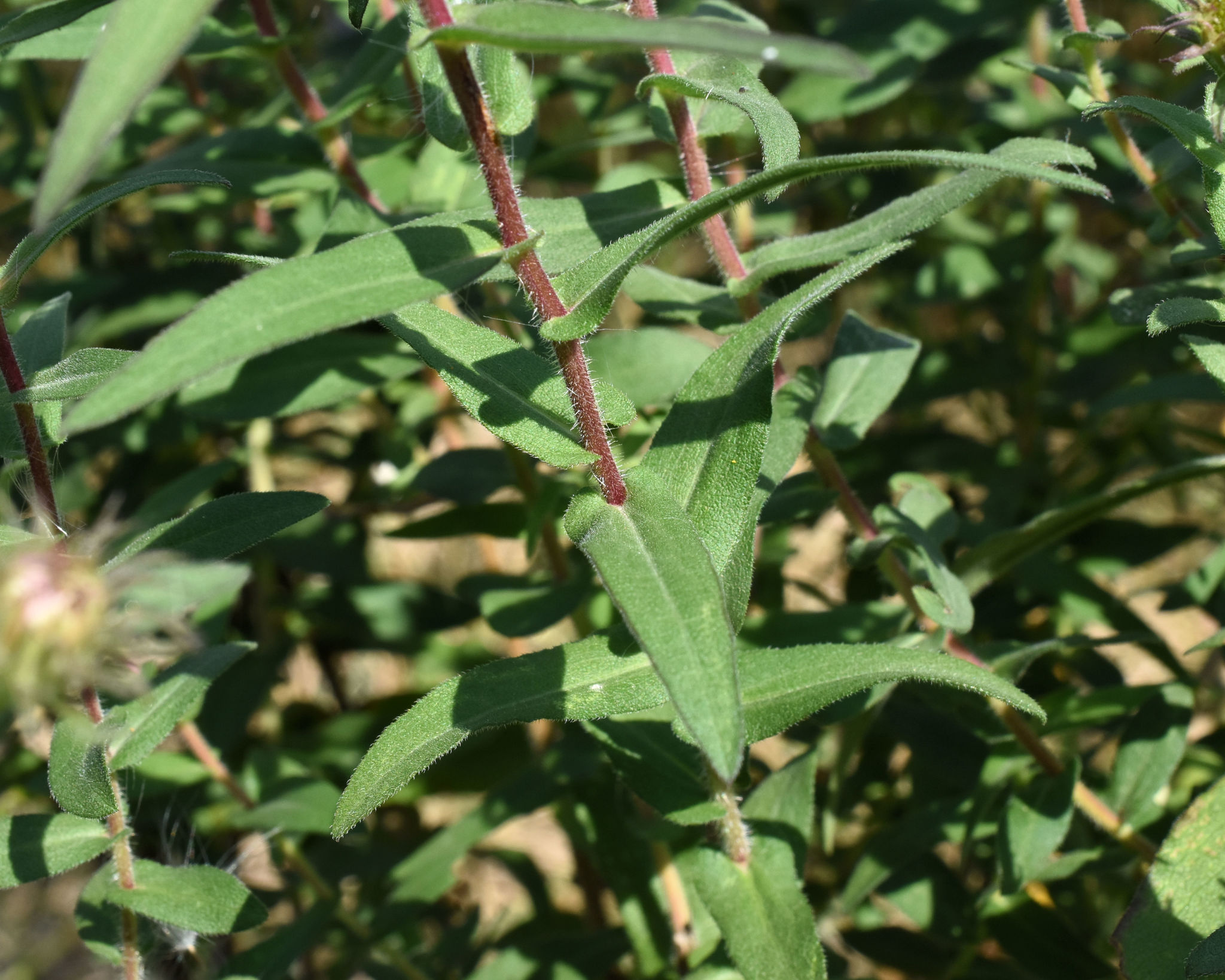
Стеблеобъемлющие листья Symphyotrichum novae-angliae
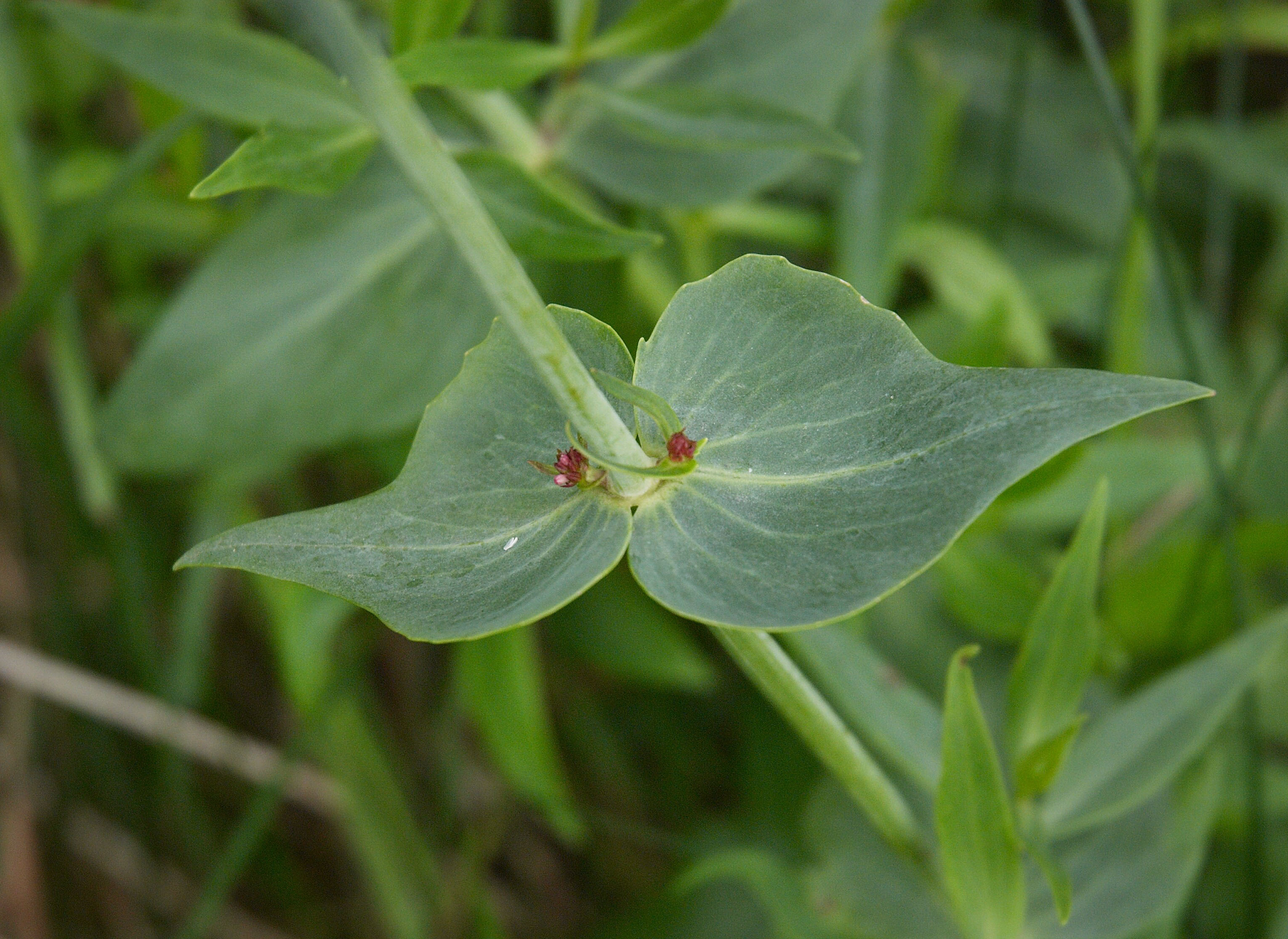
Два стеблеобъемлющих, почти сросшихся листа керантуса красного (Centranthus ruber)

Влагалищный лист — сидячий лист, у которого основание листа обхватывает стебель в виде трубки или желобка. Такая часть листа называется влагалищем. Влагалищное прикрепление характерно для представителей семейства злаков, но встречается и у других семейств. 

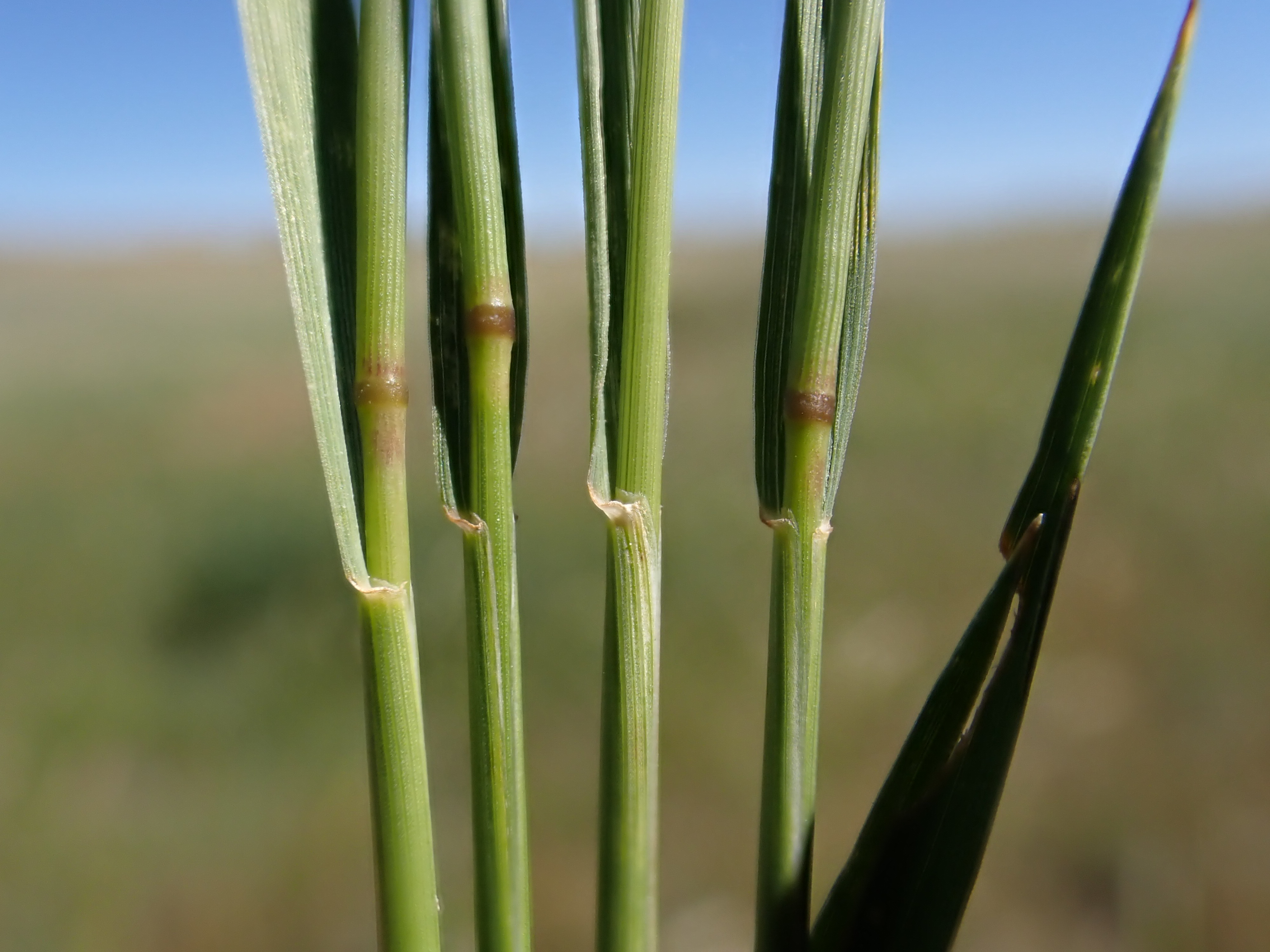
Влагалищные листья Hordeum brachyantherum
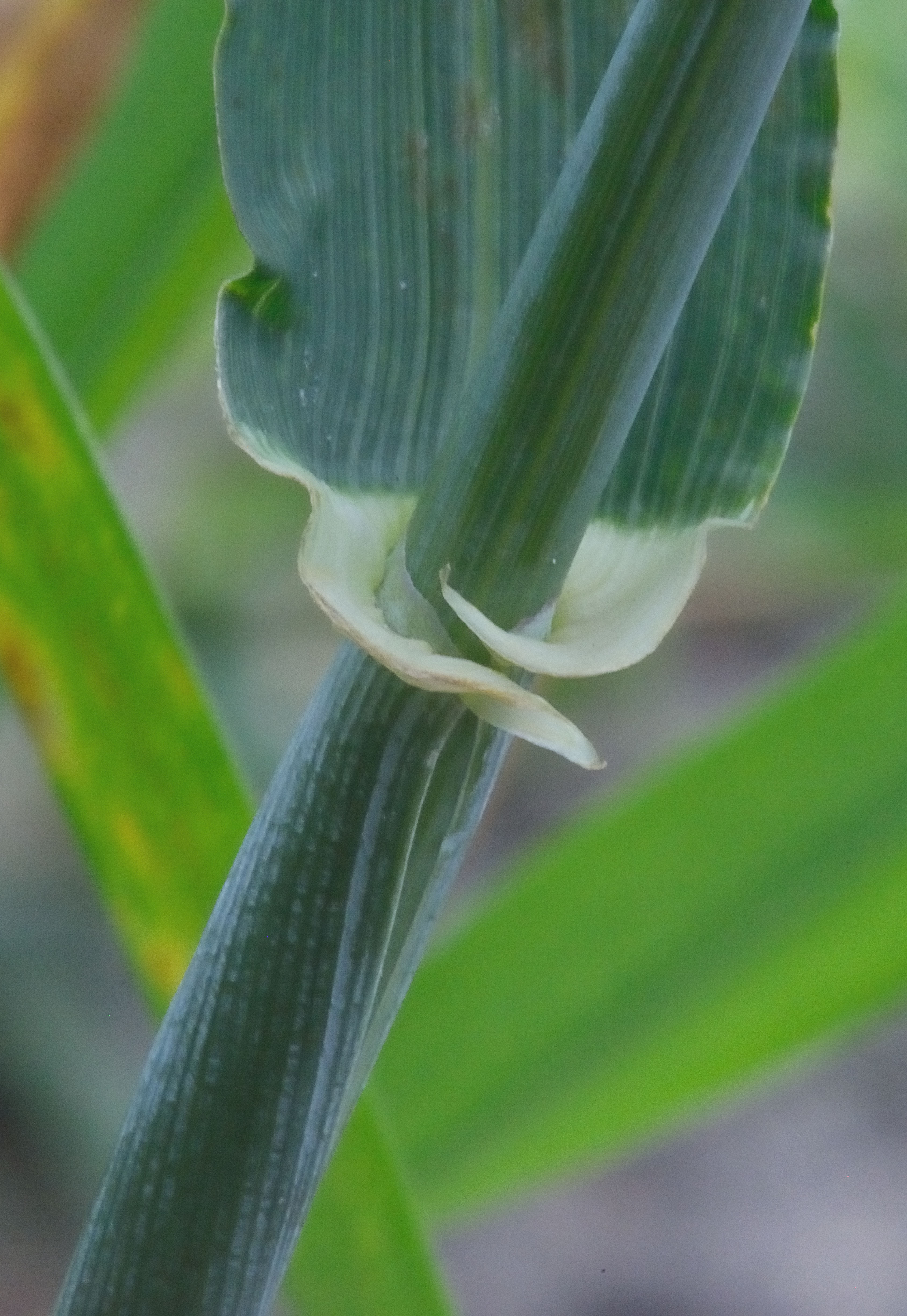
Влагалищный лист Hordeum vulgare
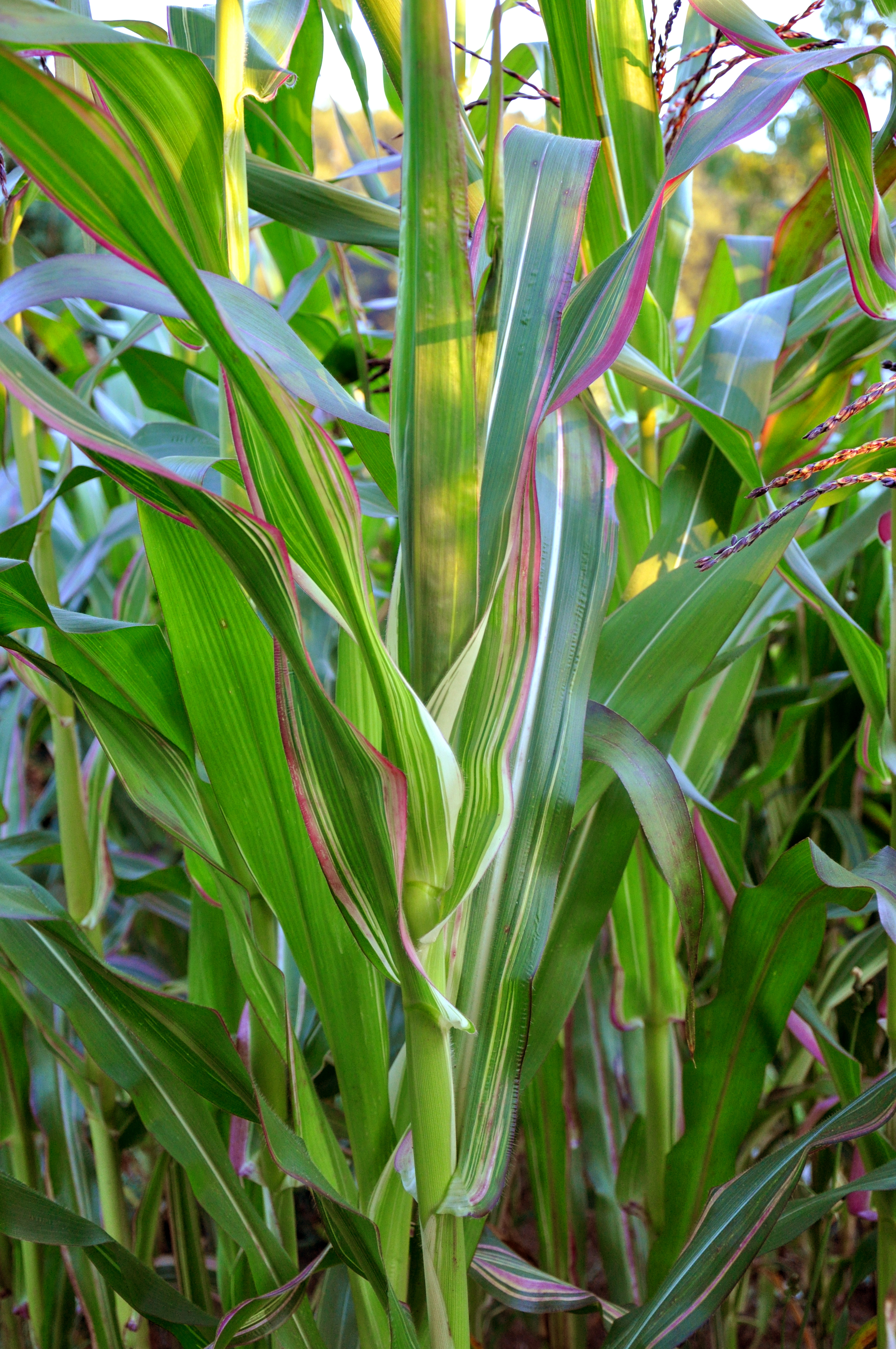
Влагалищные листья Zea mays 'Japonica Striped'
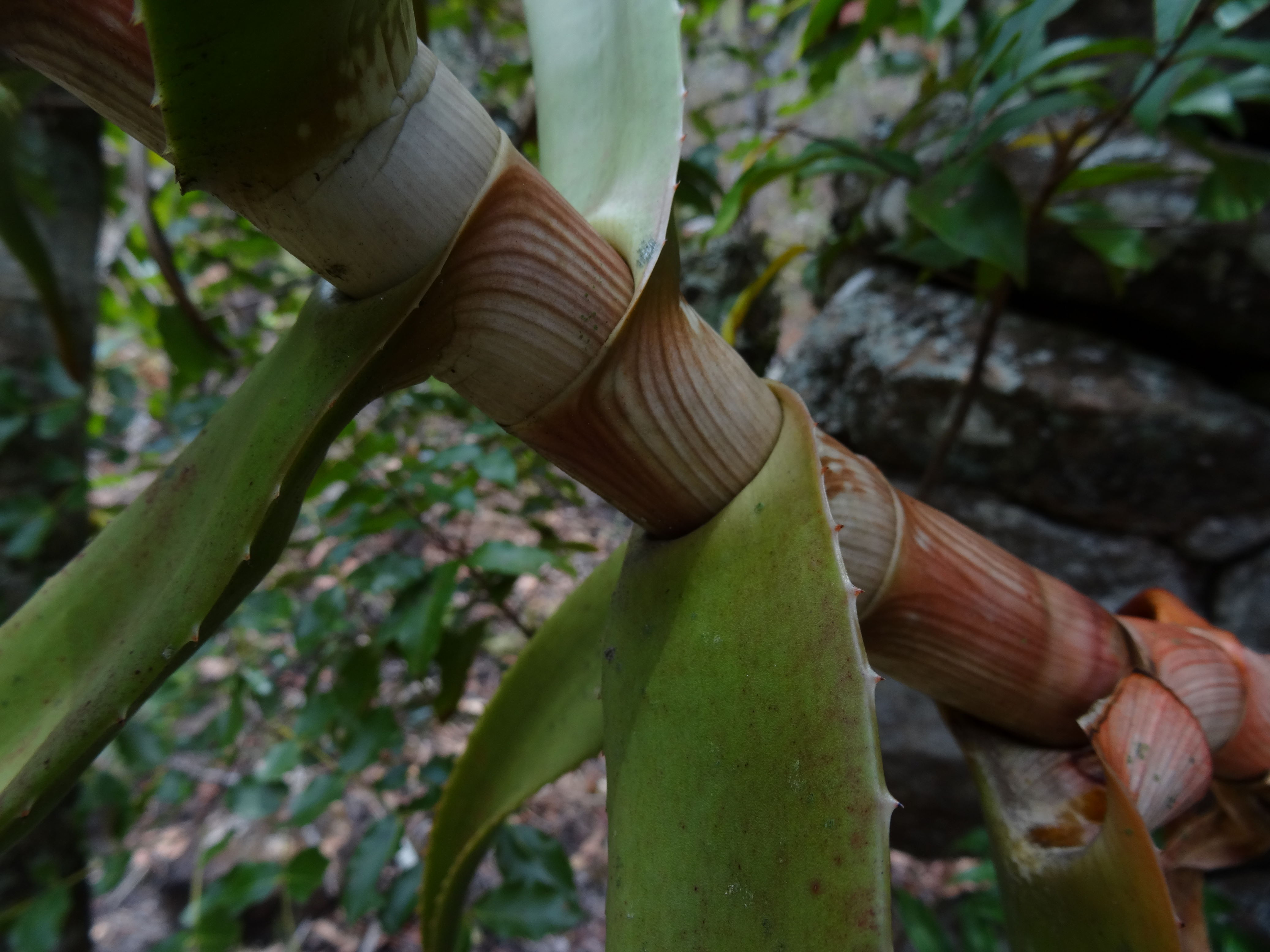
Влагалищный лист Aloe ribauensis
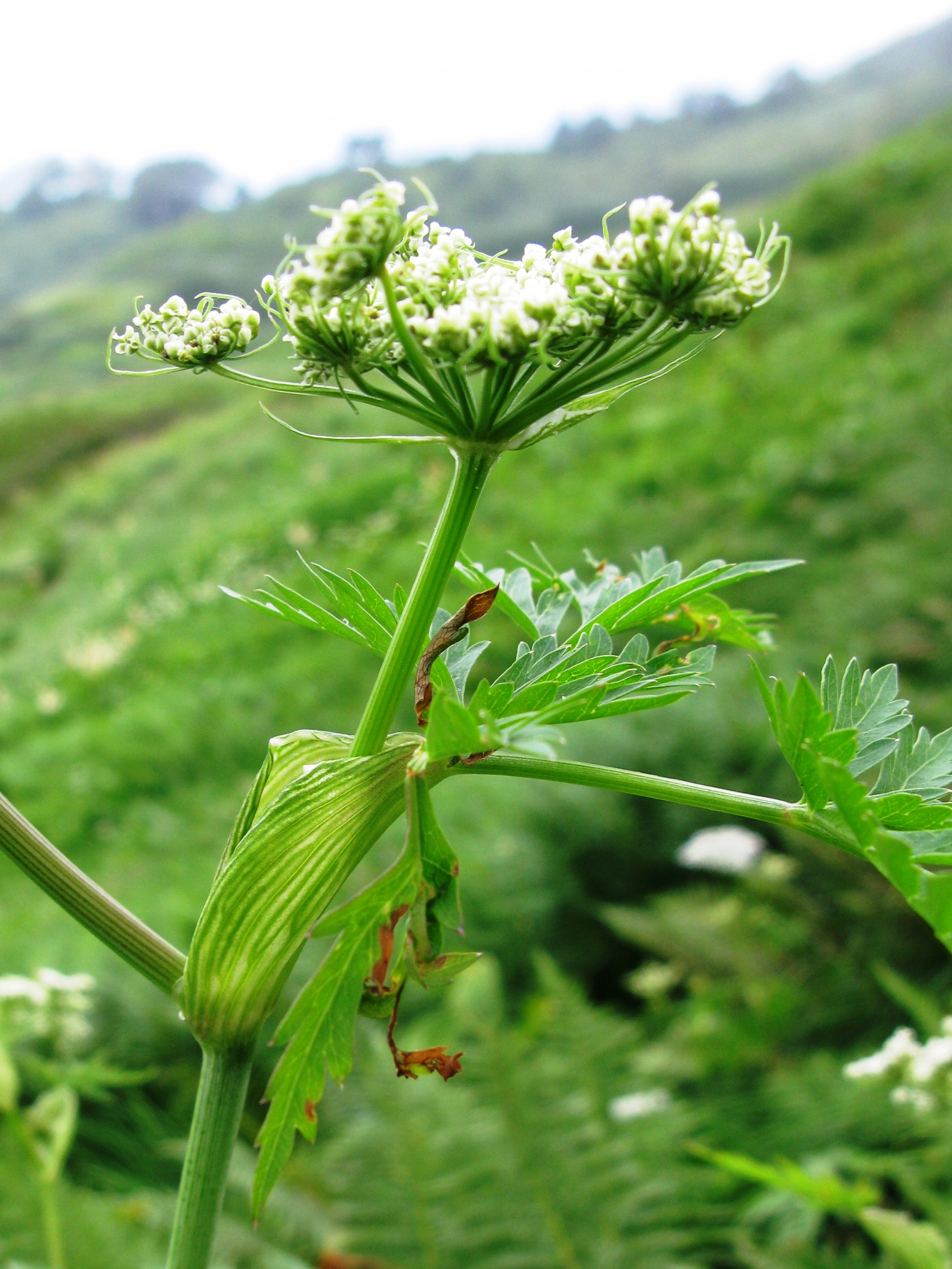
Влагалищный лист Conioselinum filicinum
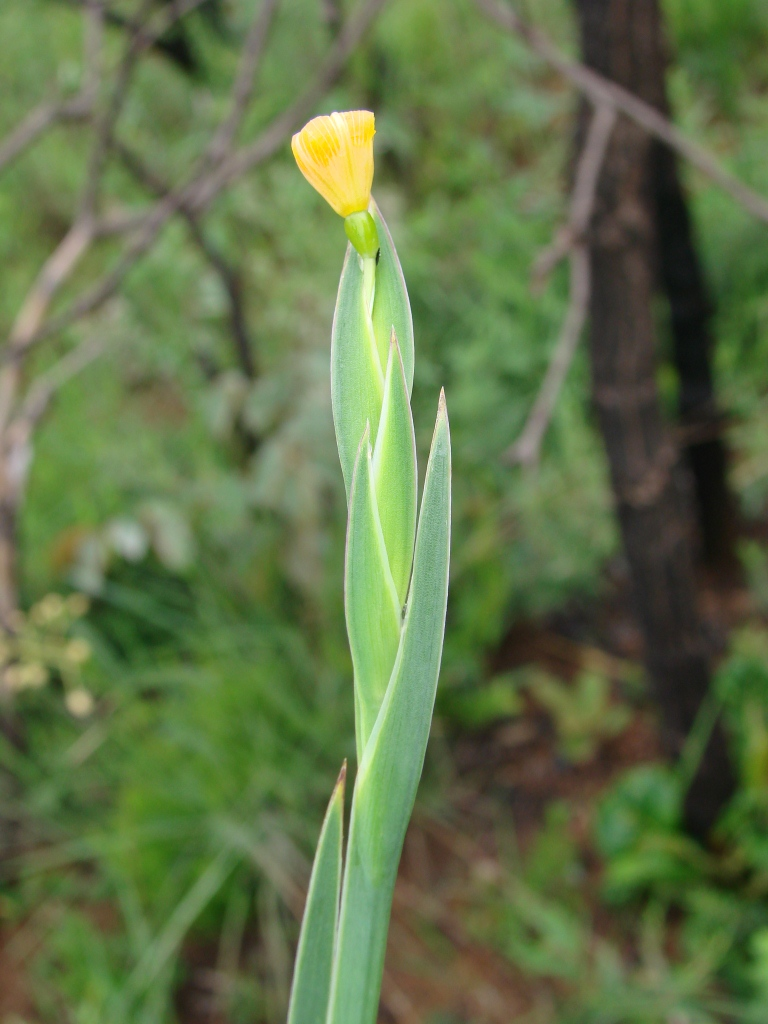
Влагалищный лист Sisyrinchium vaginatum
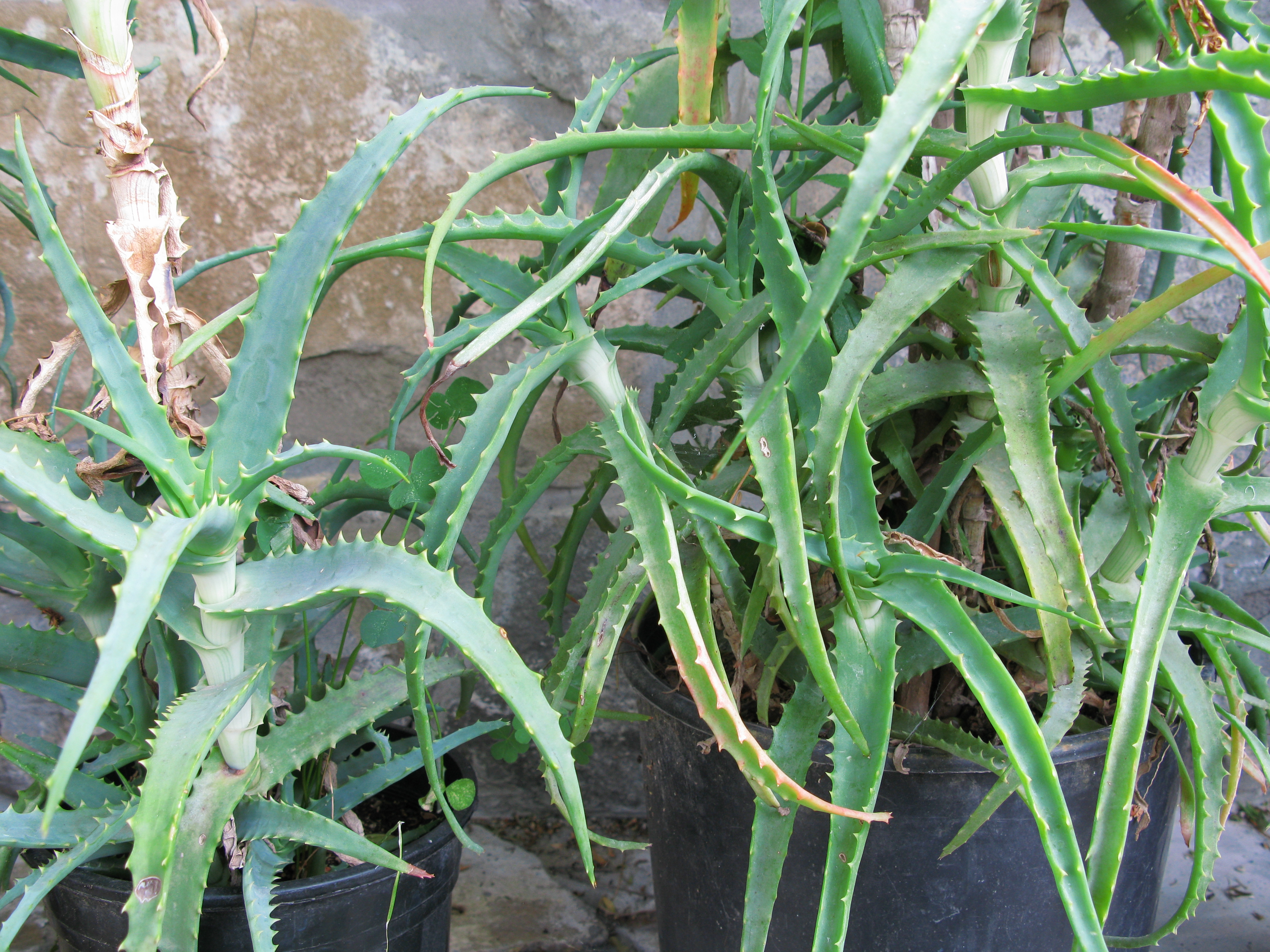
Влагалищные листья Aloe arborescens

Сросшийся лист (лат. connate) — лист, образованный из двух сидячих супротивных листов, которые срослись основанием. В отличие от пронзённого у сросшегося листа две и более основных жилок.

Примеры сросшихся листьев
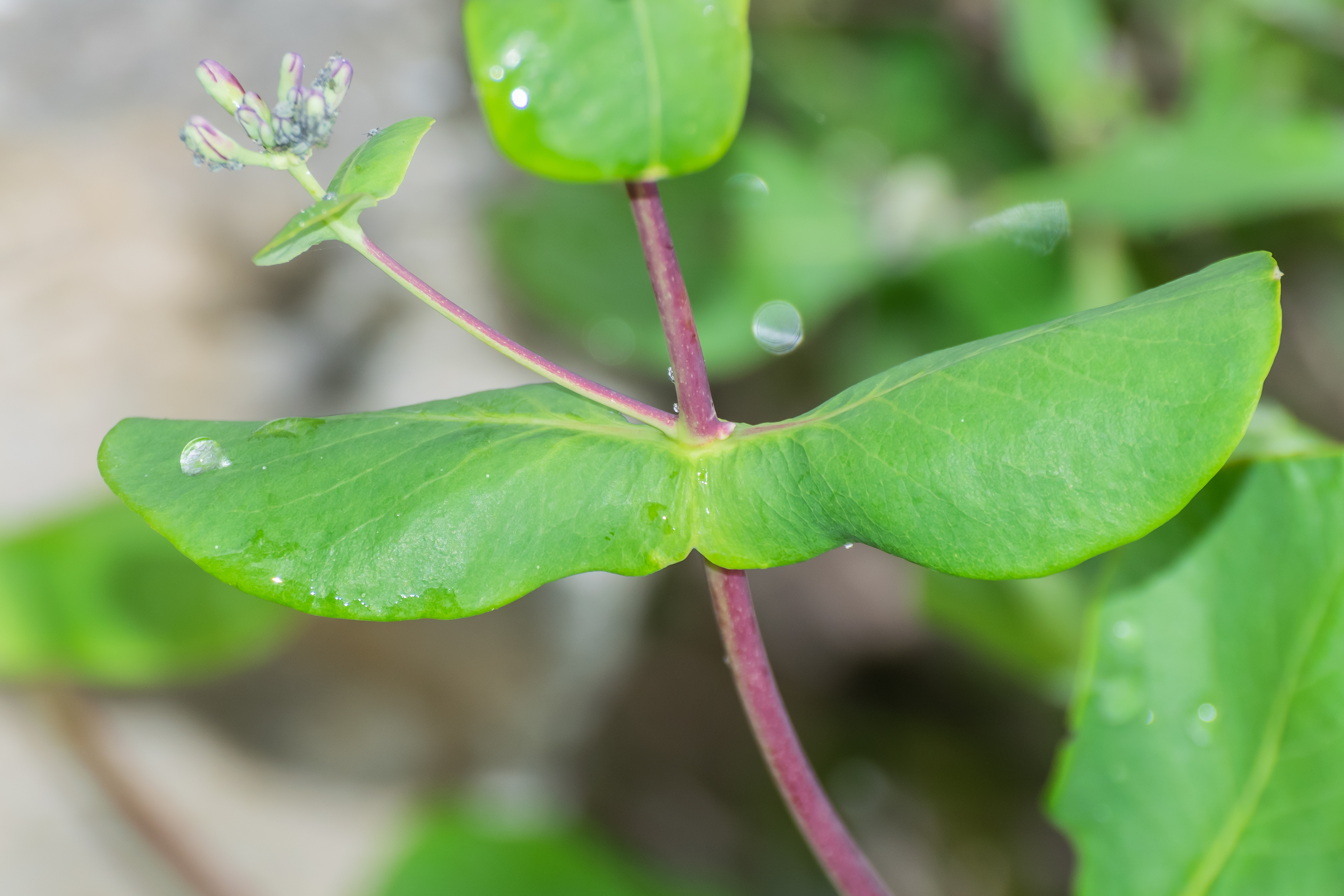
Сросшийся лист Lonicera caprifolium
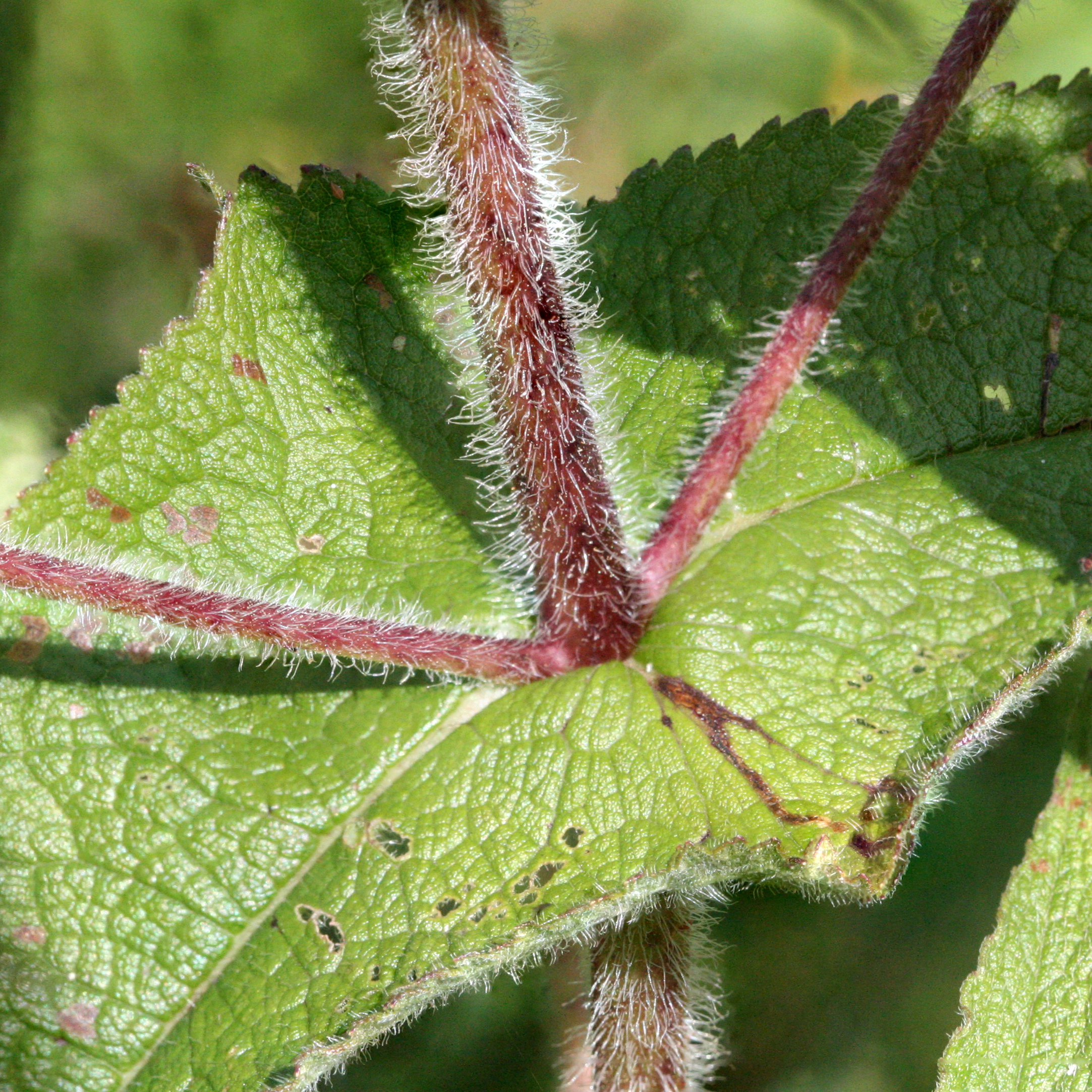
Сросшийся лист Eupatorium perfoliatum
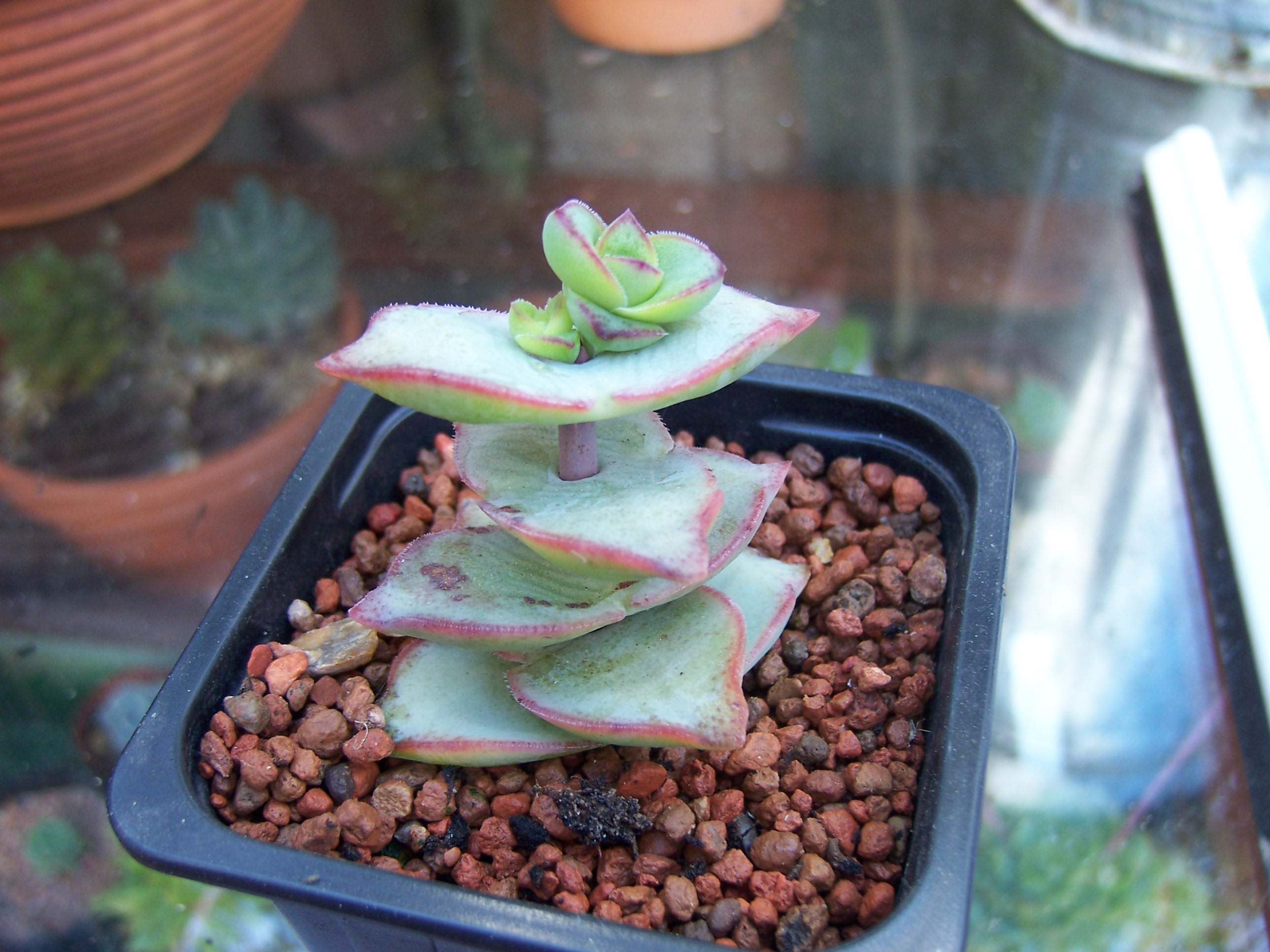
Сросшийся лист Crassula perforata
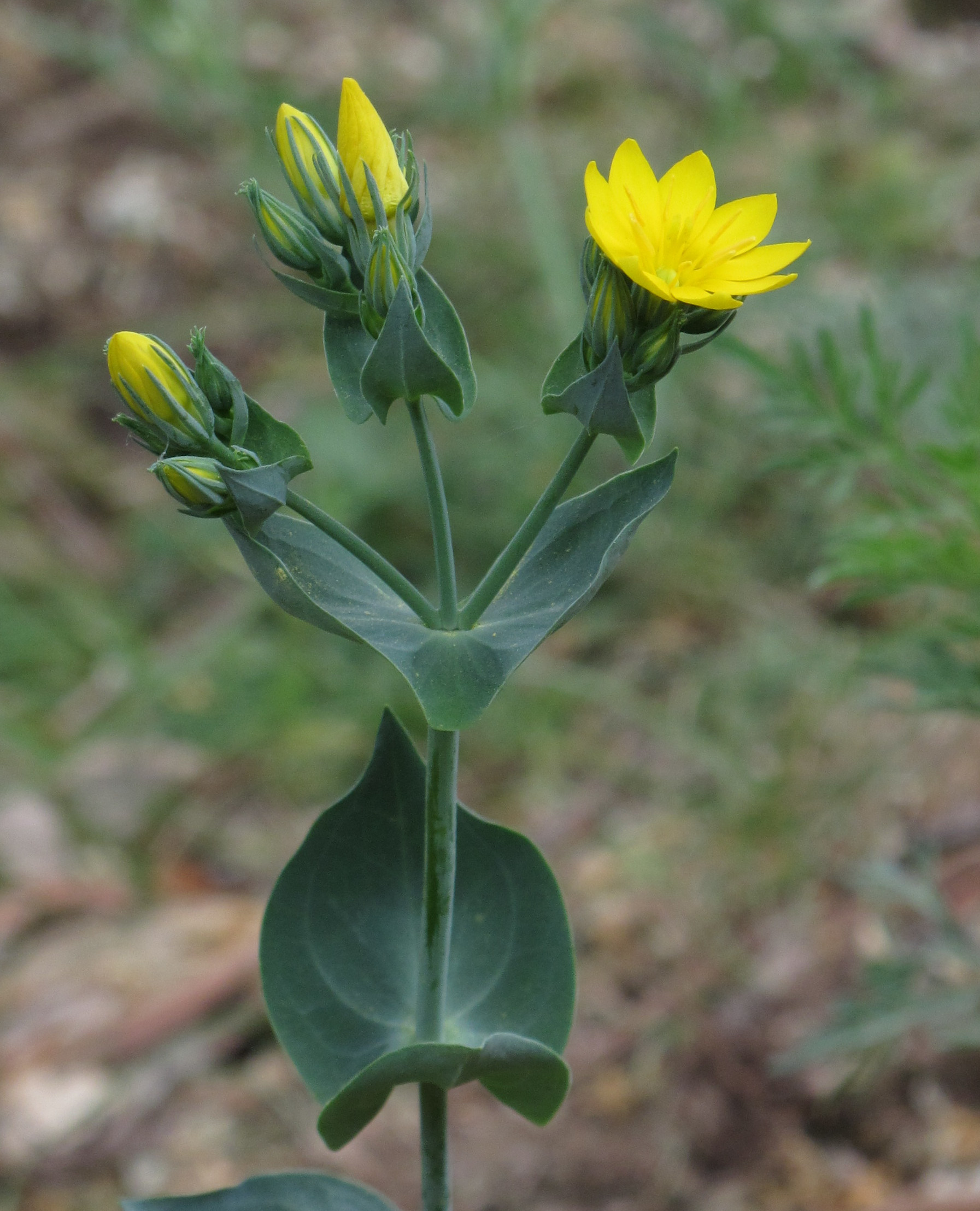
Сросшиеся листья Blackstonia perfoliata
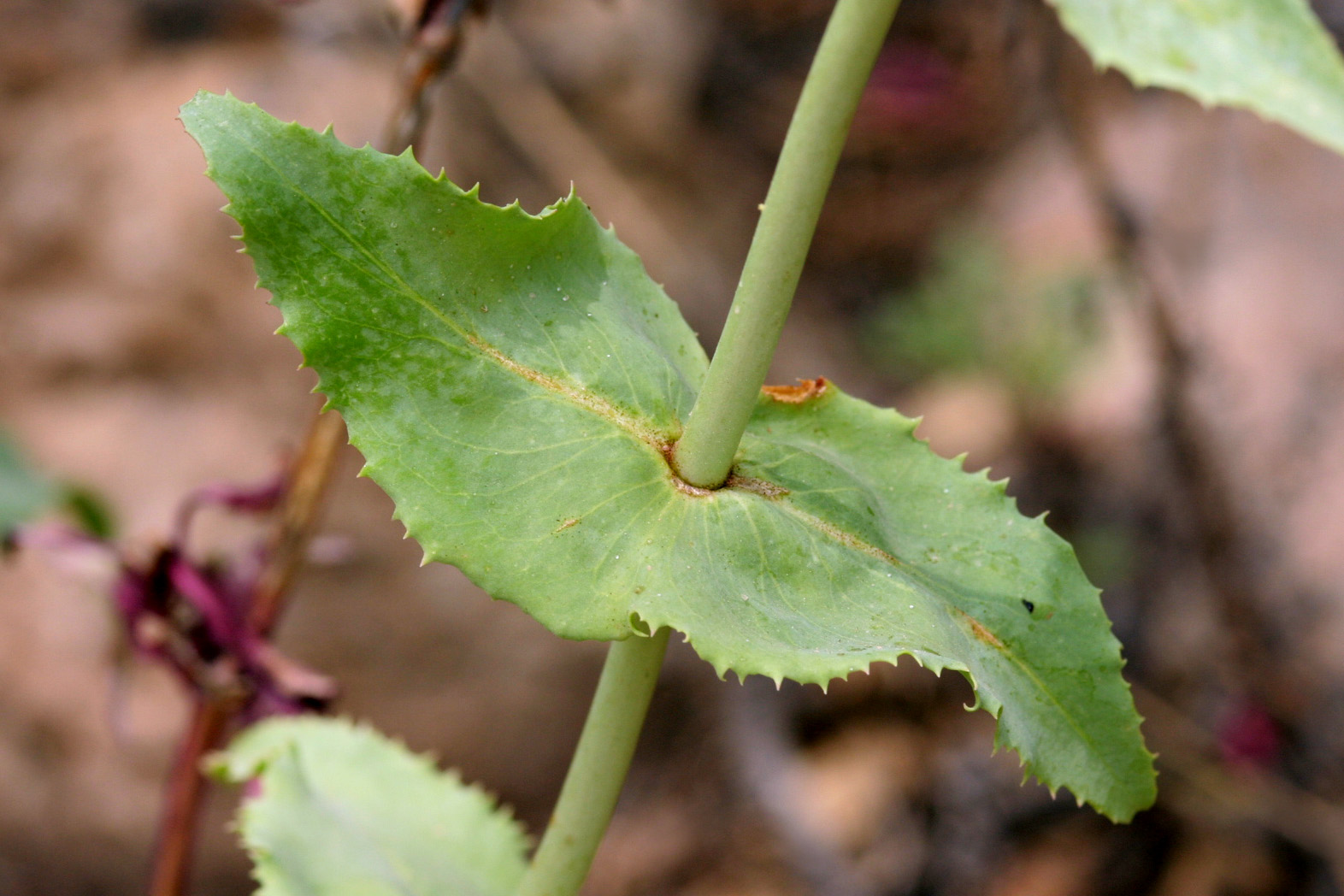
Сросшийся лист Penstemon pseudospectabilis
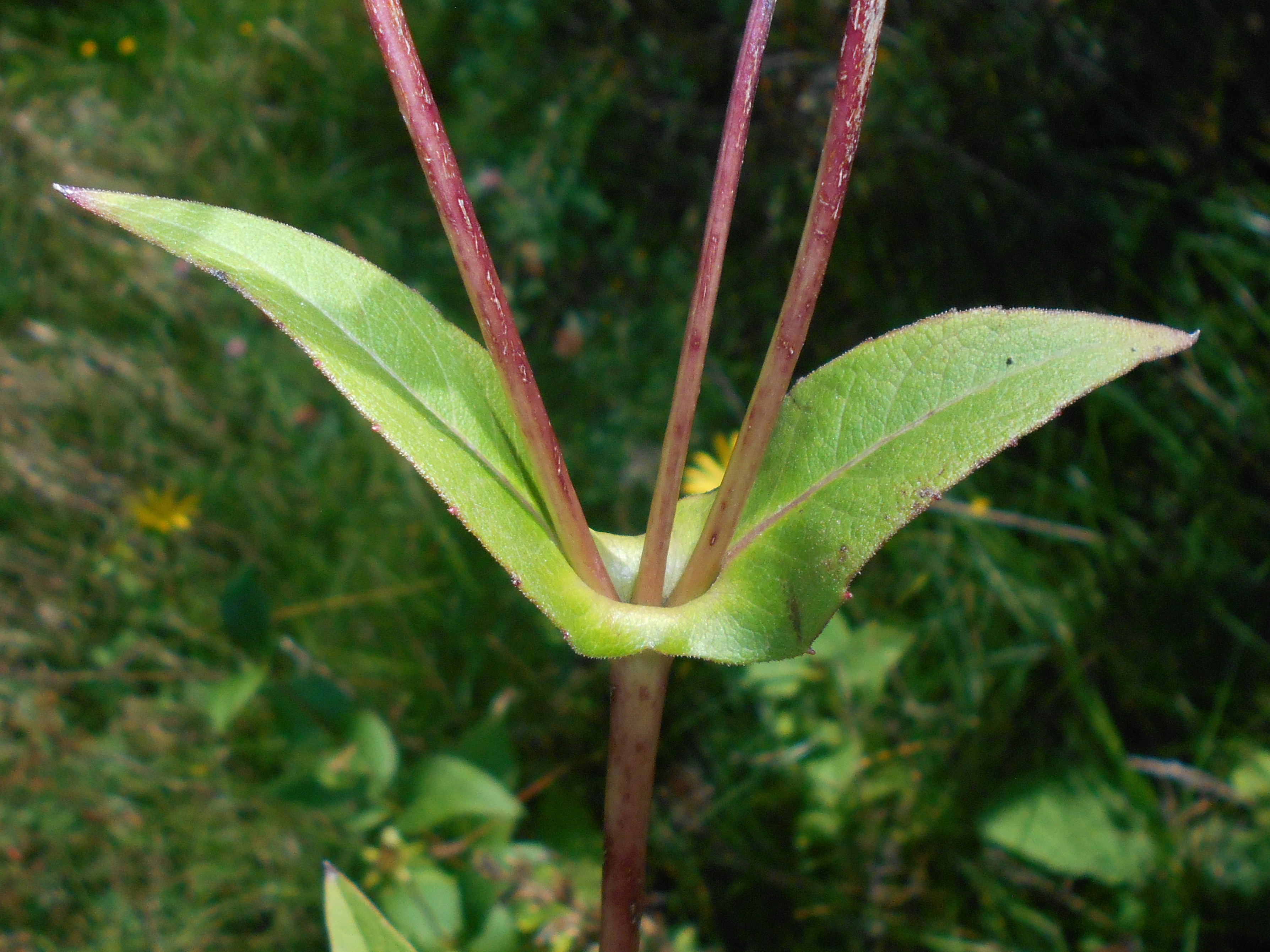
Сросшийся лист Silphium perfoliatum

Пронзённый лист (лат. perfoliatus) — сидячий лист, у которого лопасть листа окружает стебель так, что стебель как бы проходит сквозь лист.  Медиафайлы на Викискладе

Примеры пронзённых листьев
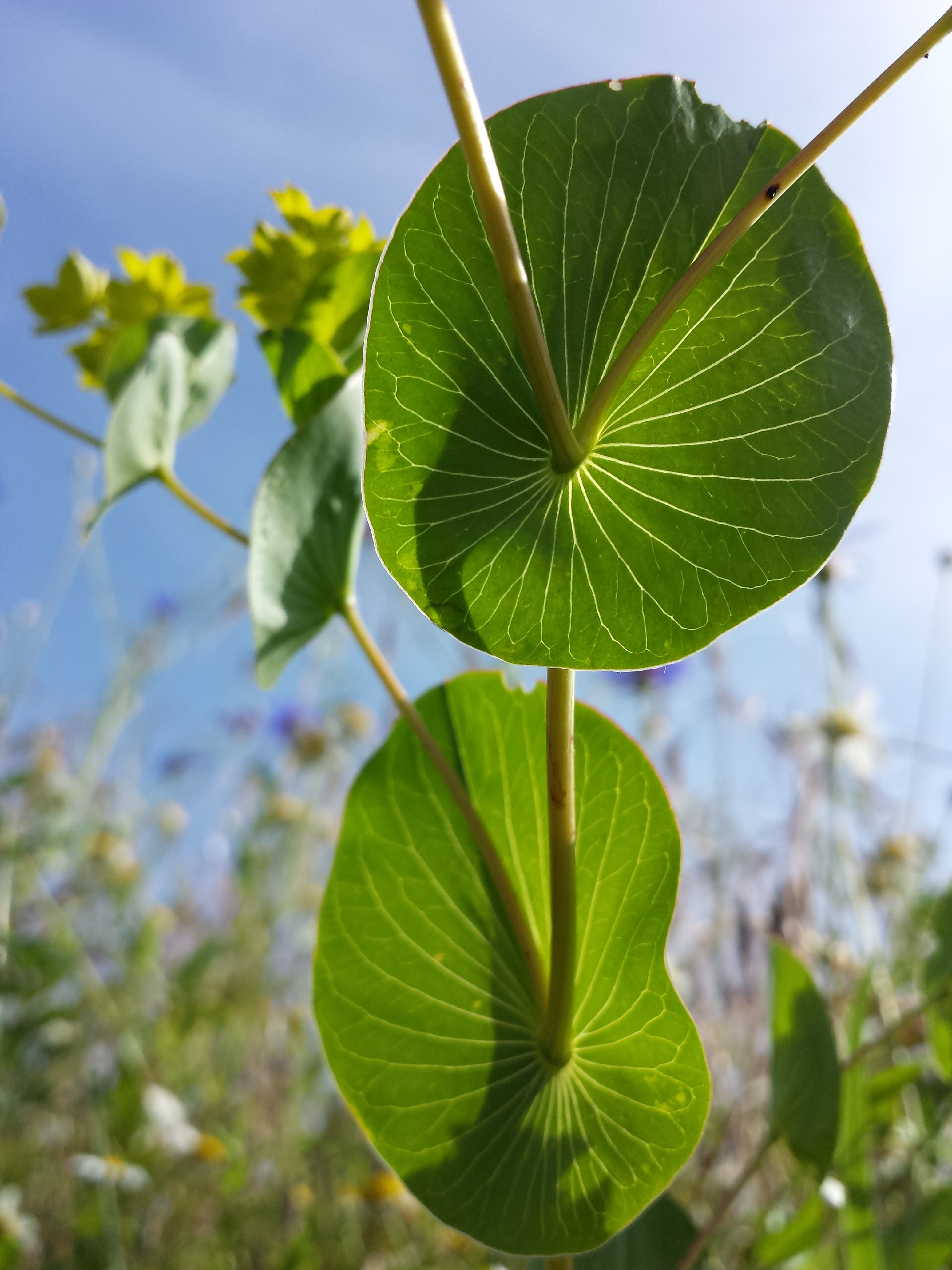
Пронзённый лист Bupleurum rotundifolium
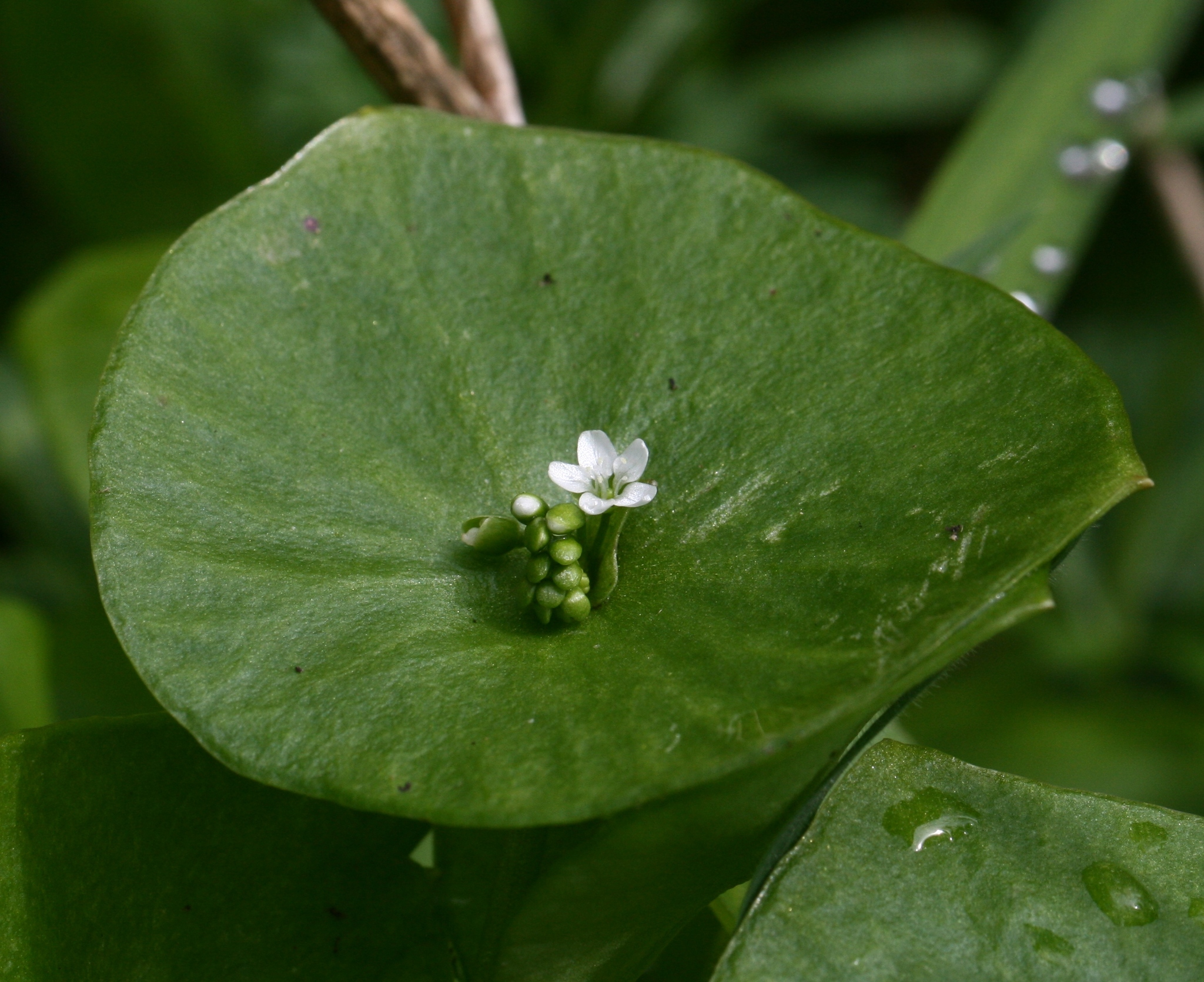
Пронзённый лист Claytonia perfoliata
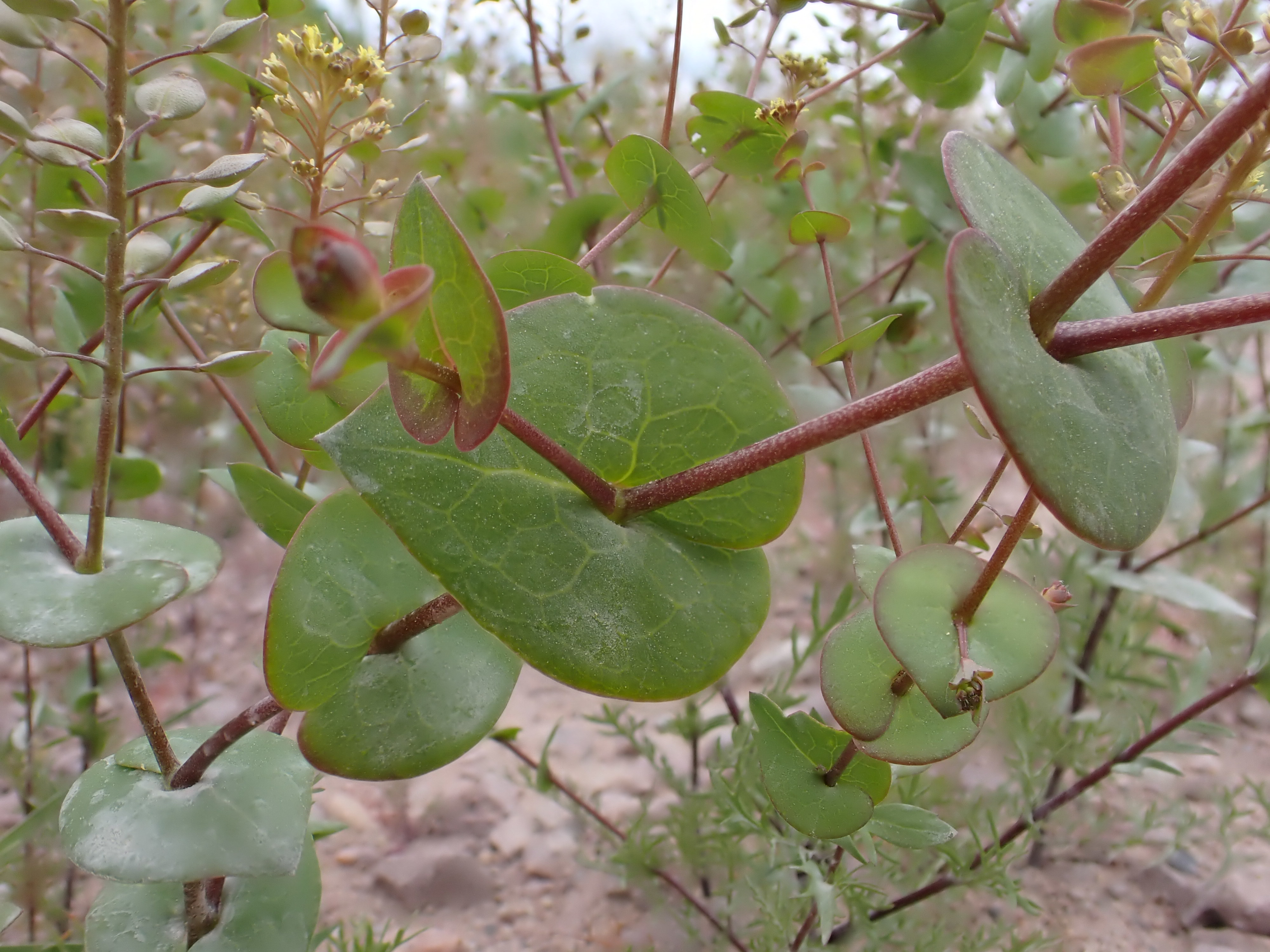
Пронзённые и стеблеобъемлющие листья Lepidium perfoliatum
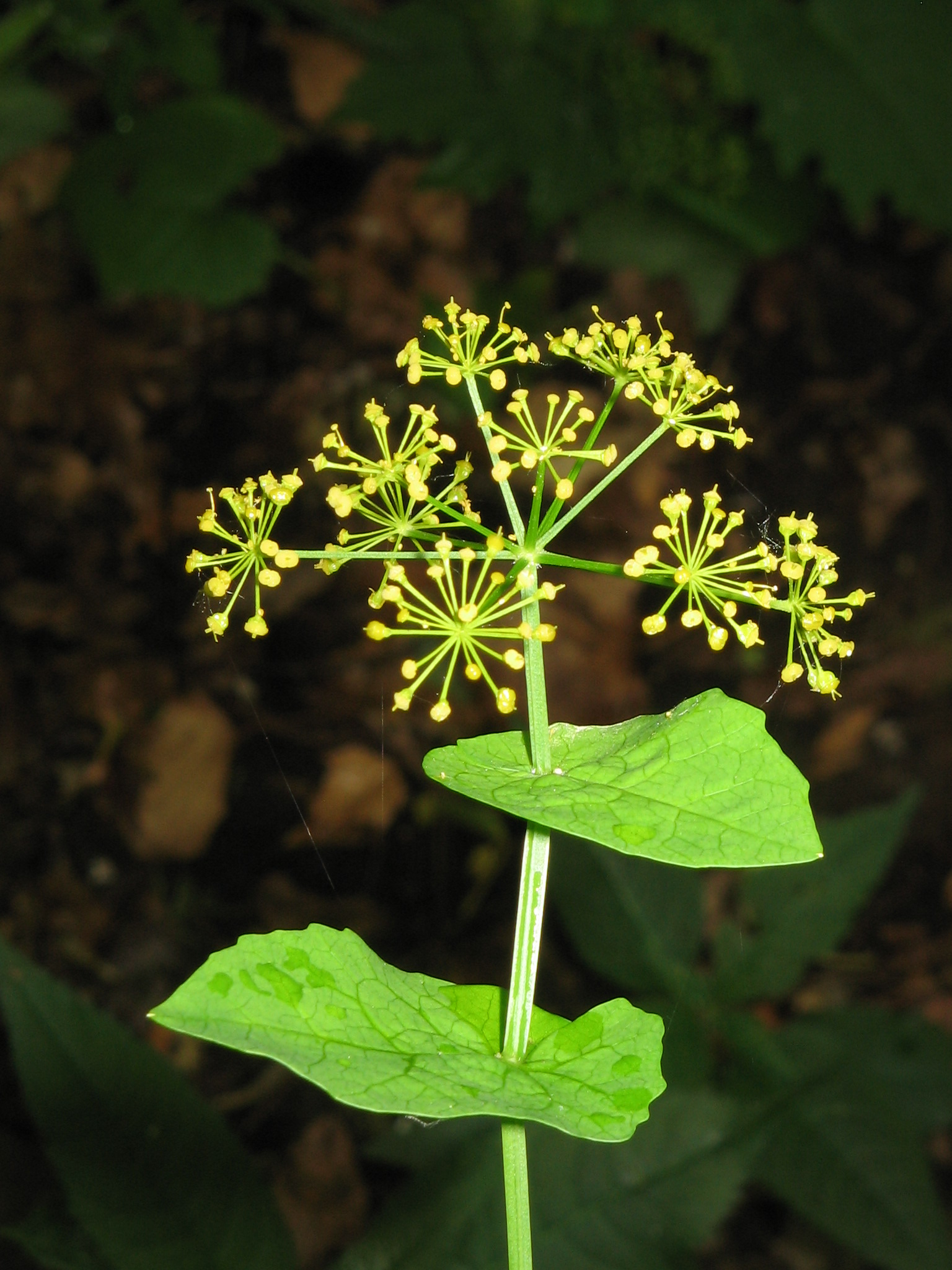
Пронзённые листья Smyrnium perfoliatum
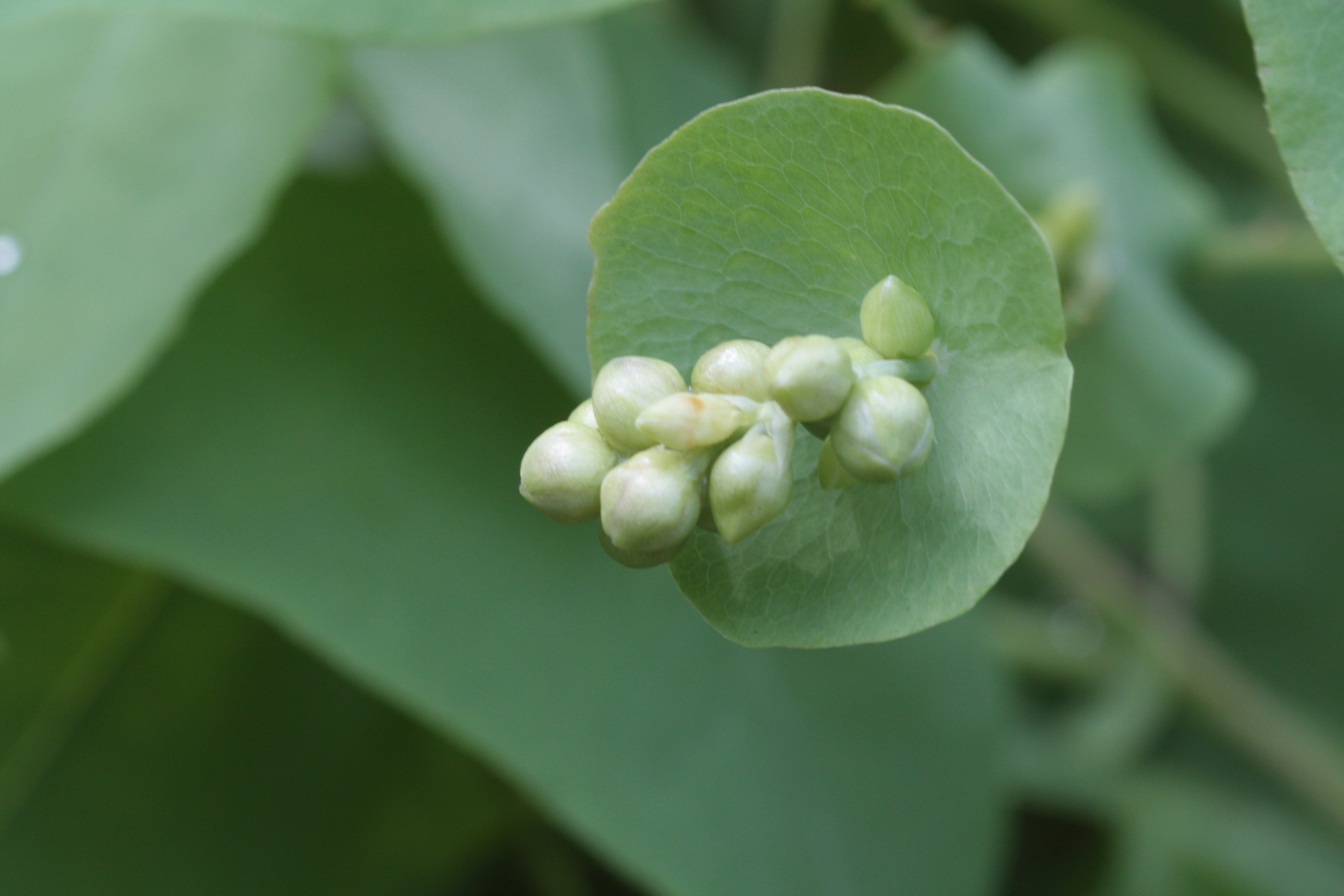
Пронзённый лист Persicaria perfoliata
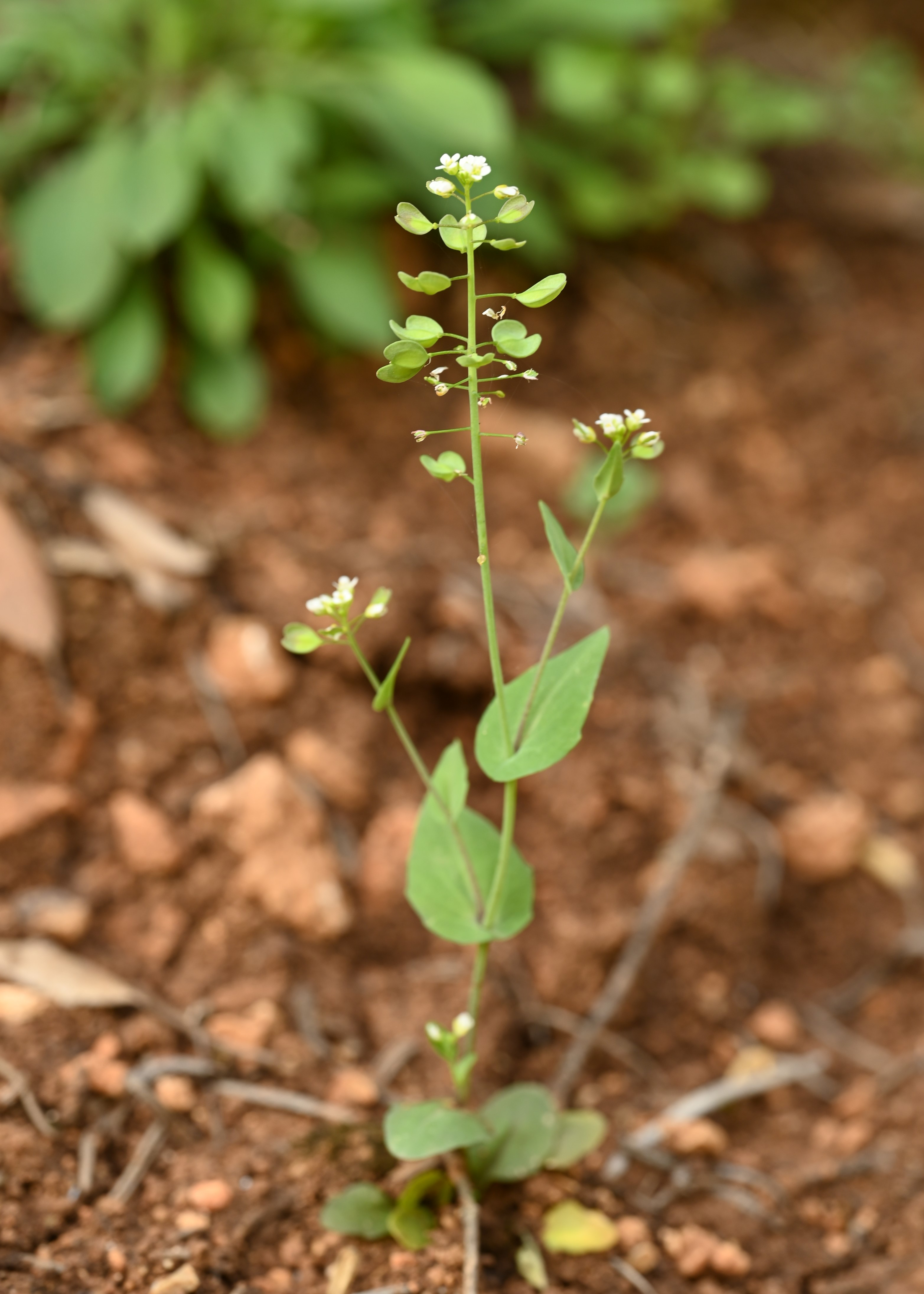
Пронзённые листья Microthlaspi perfoliatum

## Цельные листья
Цельный лист (лат. integra) — простой лист, у которого листовая пластинка листа не имеет выступов или лопастей, или они составляют меньше 1/4 ширины пластинки. Примеры растений с цельными листьями: осина, подорожник большой, баррингтония азиатская, самшит вечнозелёный. 

Примеры цельных листьев
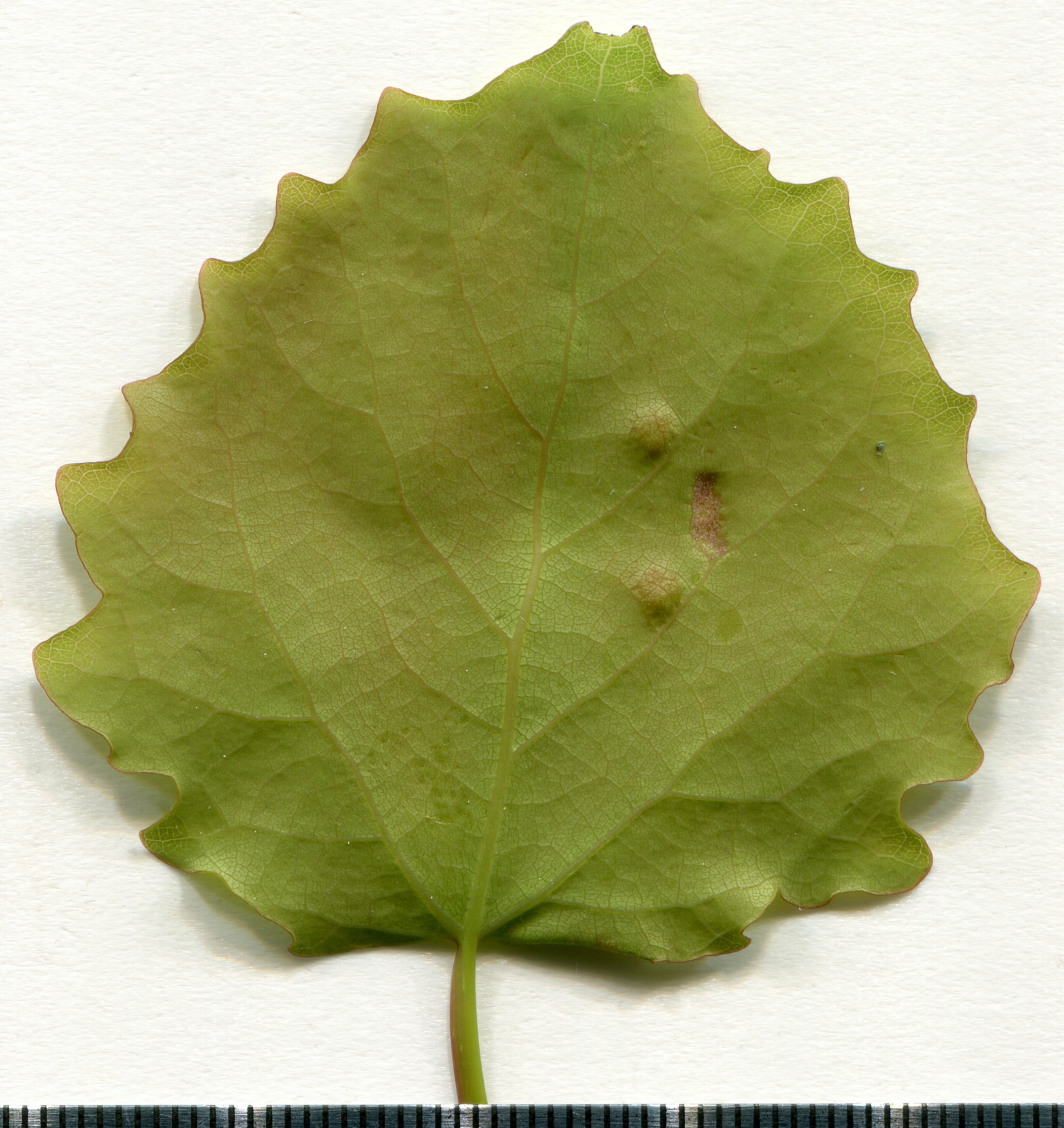
Лист осины (Populus tremula)
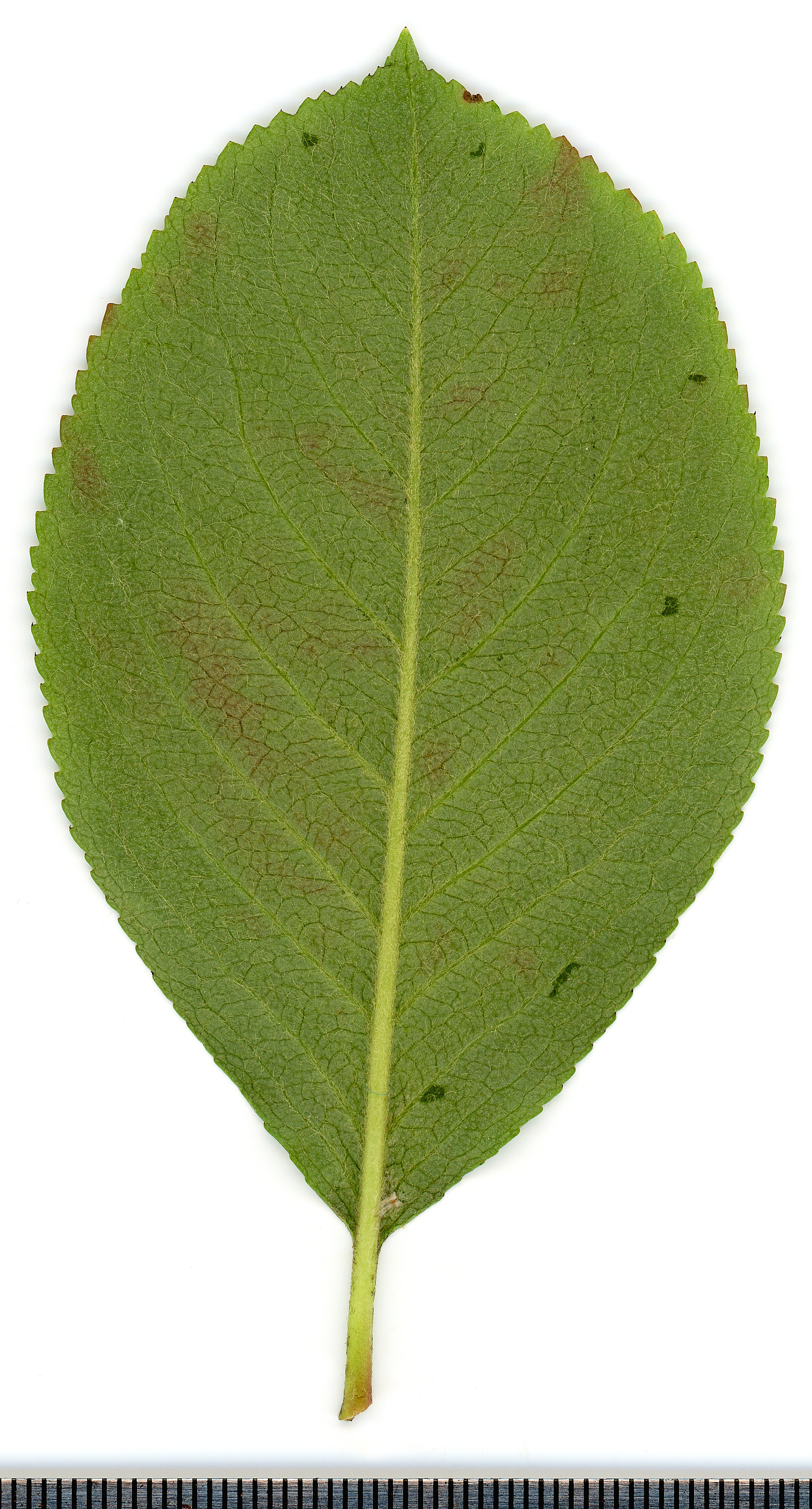
Лист аронии Мичурина (Aronia mitschurinii)
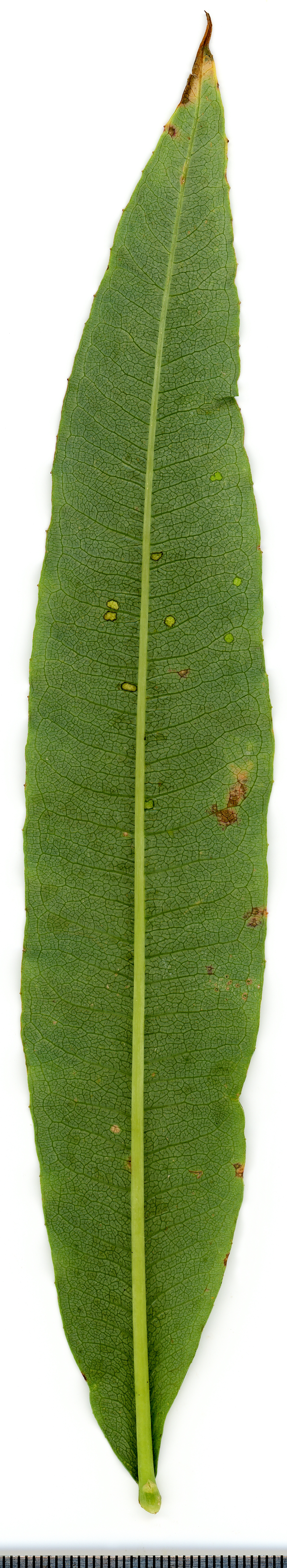
Лист иван-чая узколистного (Chamerion angustifolium)
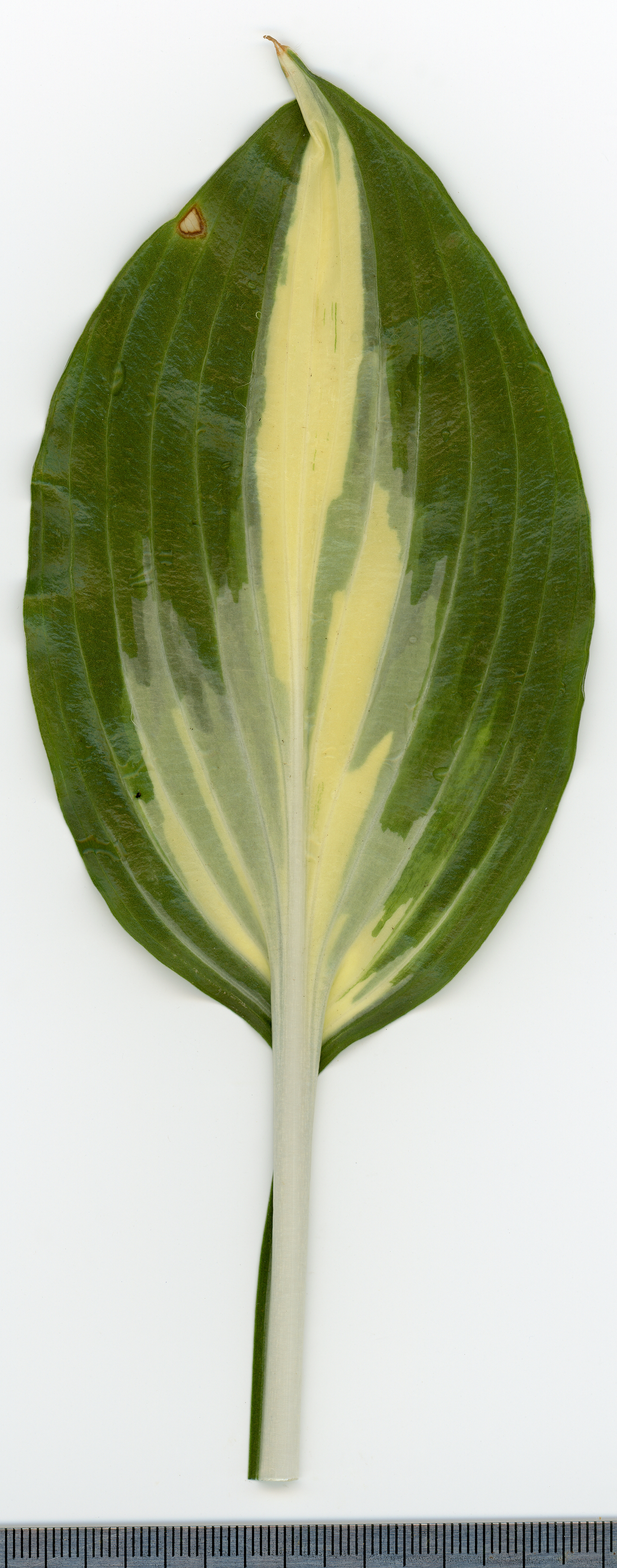
Лист хосты (Hosta) сорт Great Expectations

### Классификация цельных листьев по форме листовой пластинки
Форма листовой пластинки определяется:
- соотношением длины и ширины листа,
- расположением самой широкой части листа[8],
- формой основания листа,
- формой верхушки листа,
- характеристикой края,
- формой главной оси (симметричные и асимметричные).

#### Обобщенный формы цельных листьев

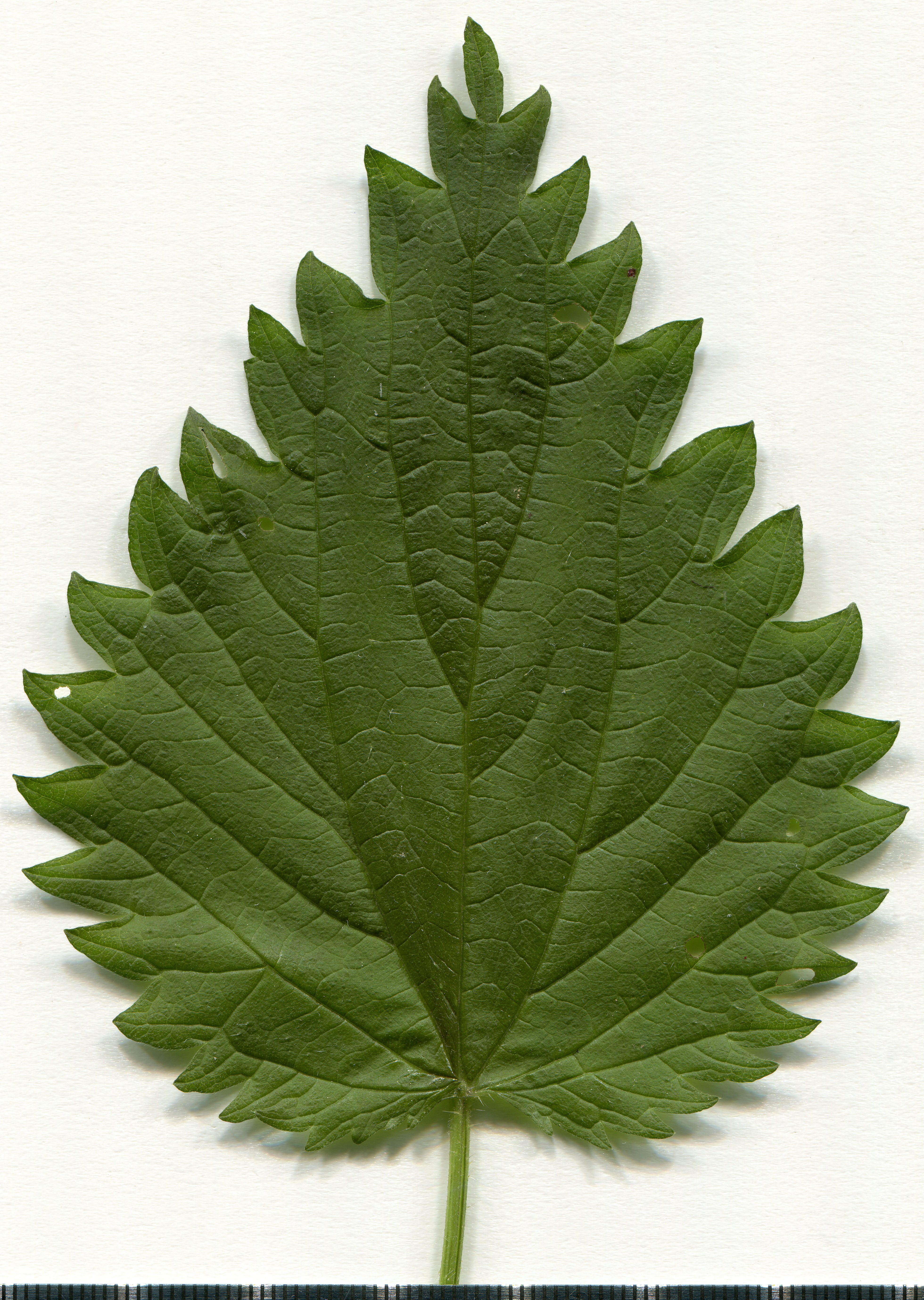
Яйцевидный лист Крапива двудомная|крапивы двудомной (Urtica dioica) с острой верхушкой и зубчатым краем
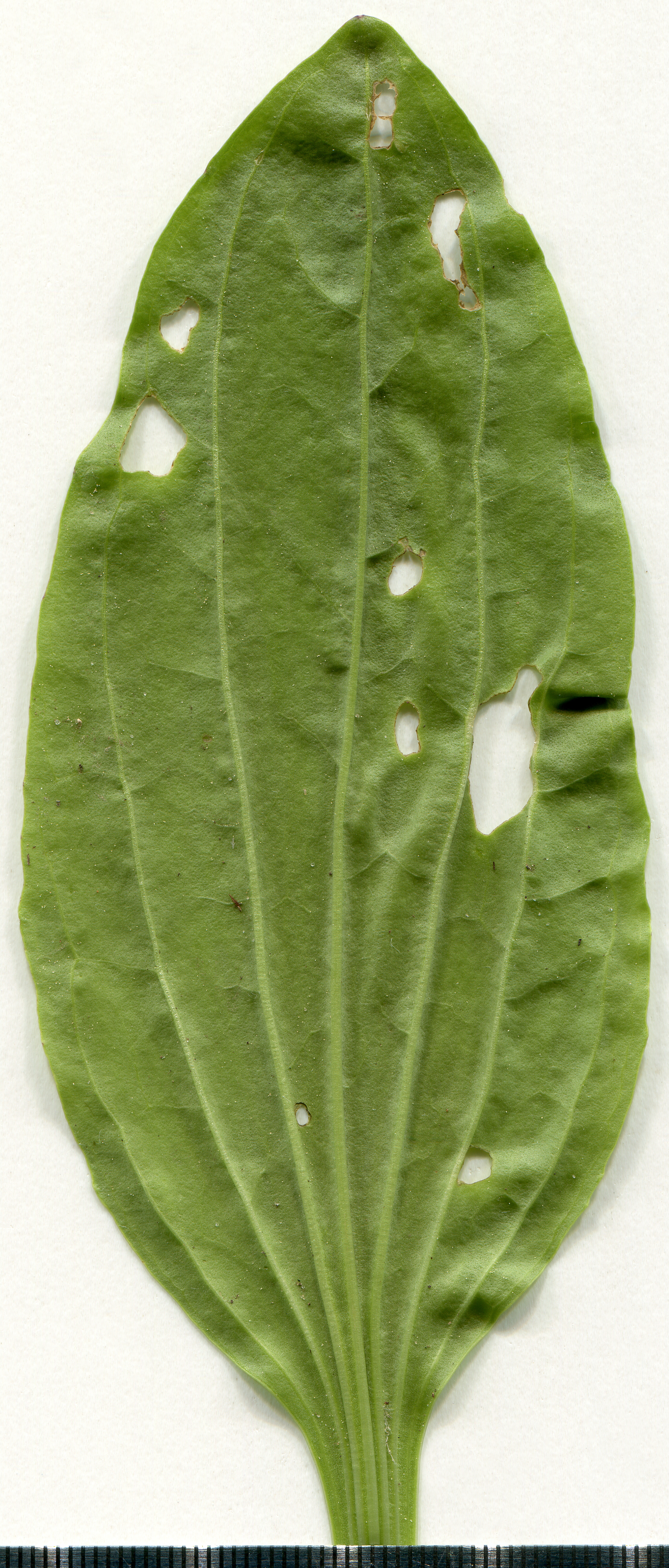
Яйцевидный лист подорожник|подорожника (Plantago)
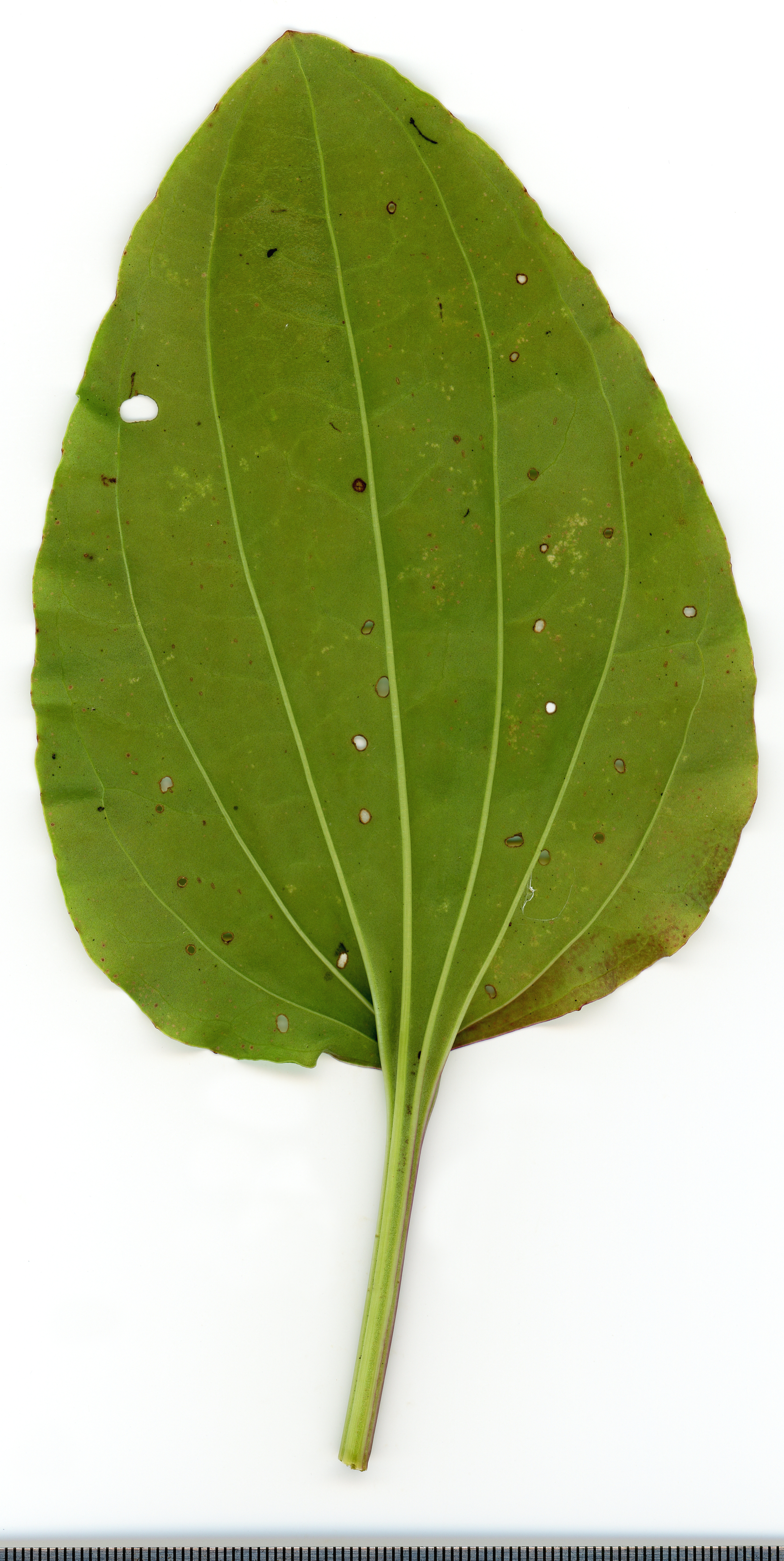
Яйцевидный лист подорожник|подорожника (Plantago)
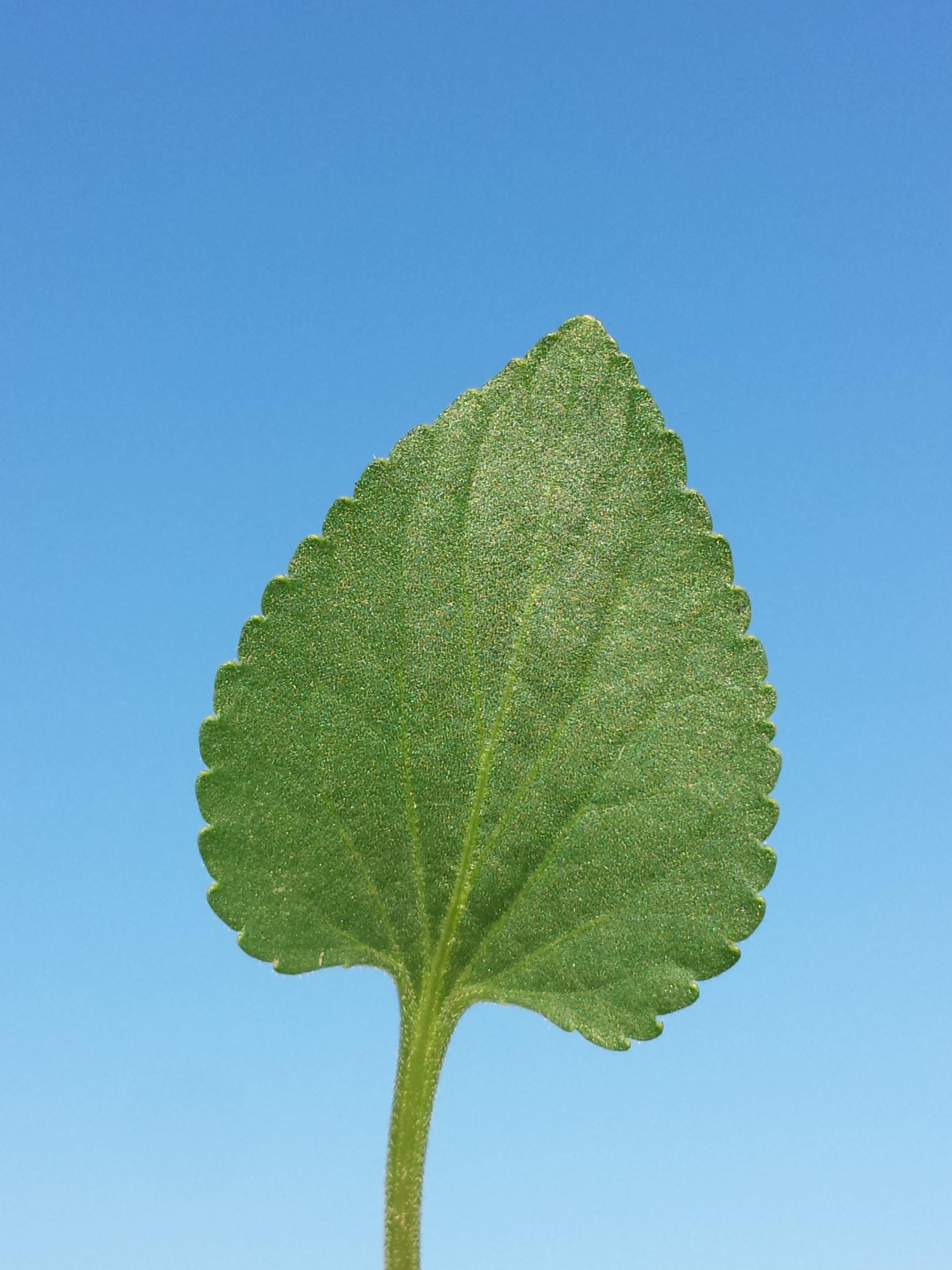
Яйцевидный лист Фиалка сомнительная|фиалки сомнительной (Viola ambigua)

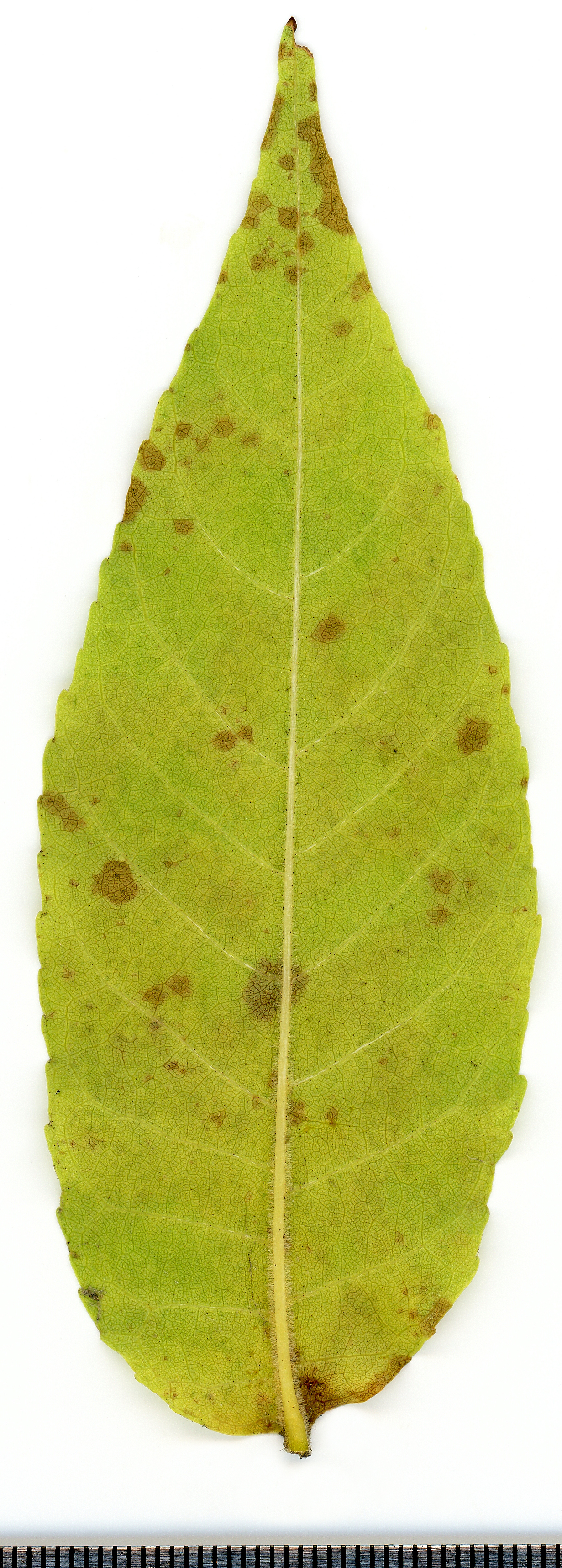
Ланцетный листочек Ясень|ясеня (Fraxinus)
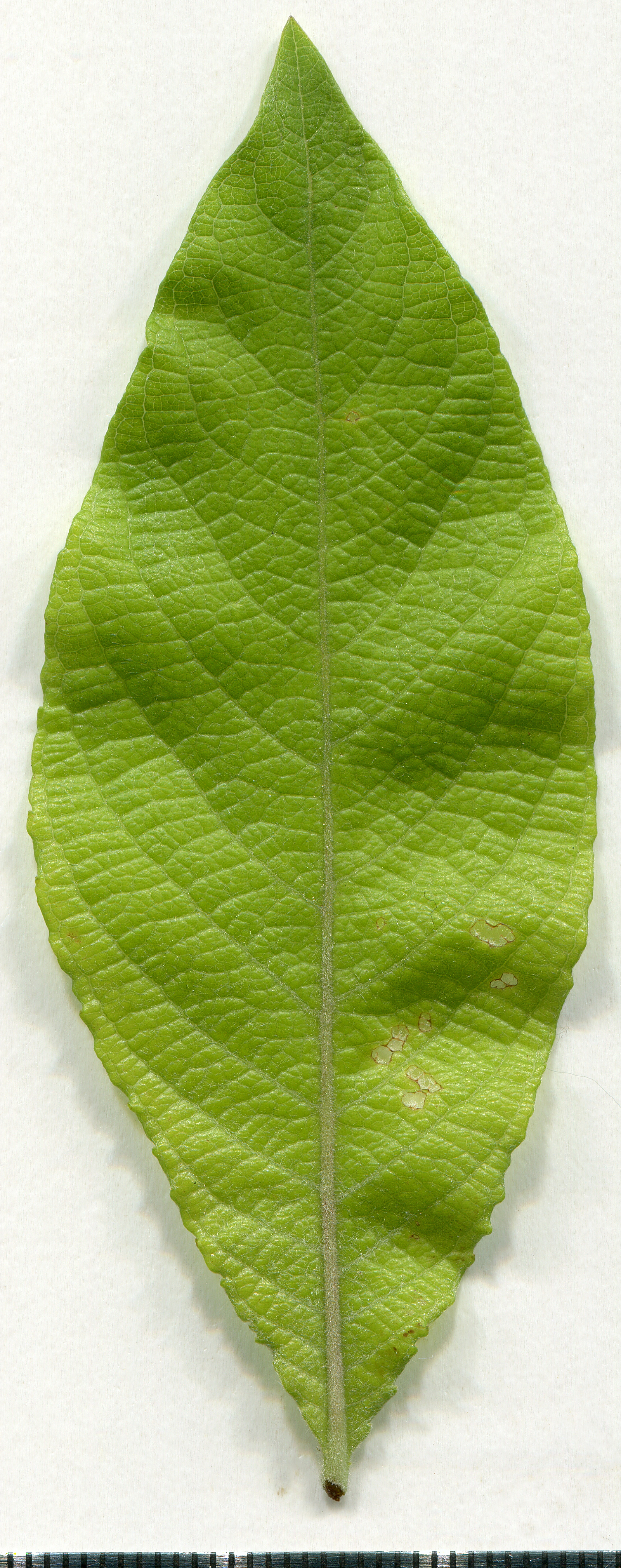
Ланцетный лист Ива козья|ивы козьей (Salix caprea)

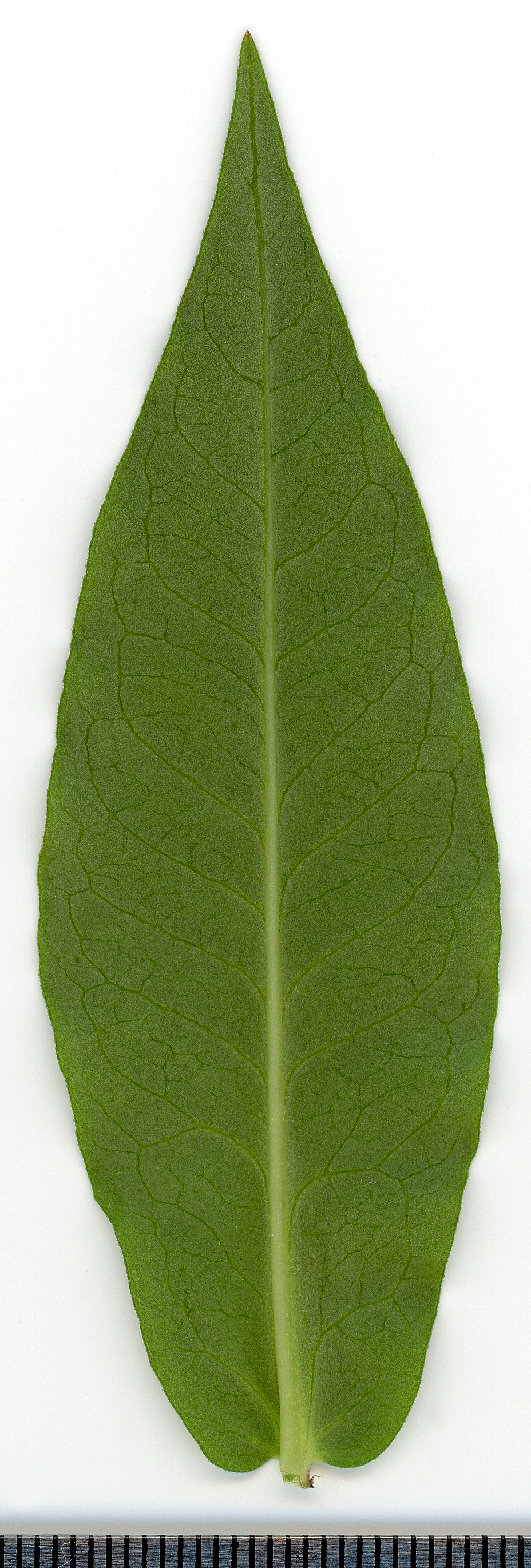
Продолговатый лист Флокс метельчатый|флокса метельчатого (Phlox paniculata)
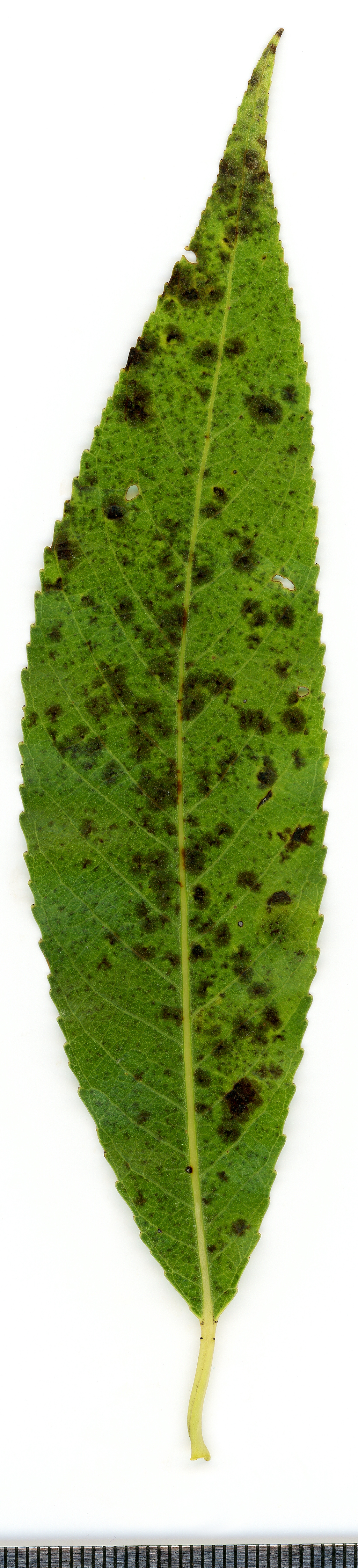
Продолговатый лист Ива белая|ивы белой (Salix alba)
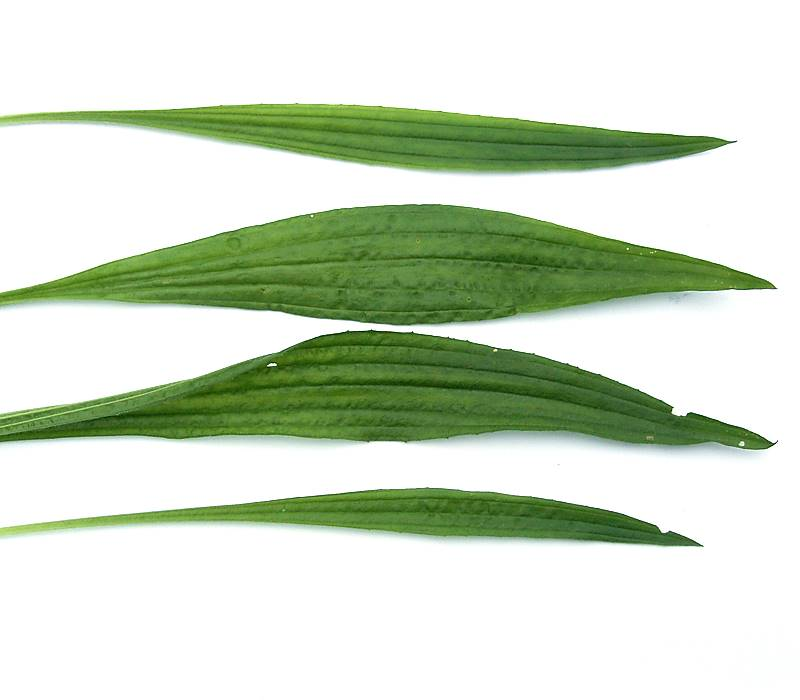
Продолговатый лист Подорожник ланцетолистный|подорожника ланцетолистного (Plantago lanceolata)
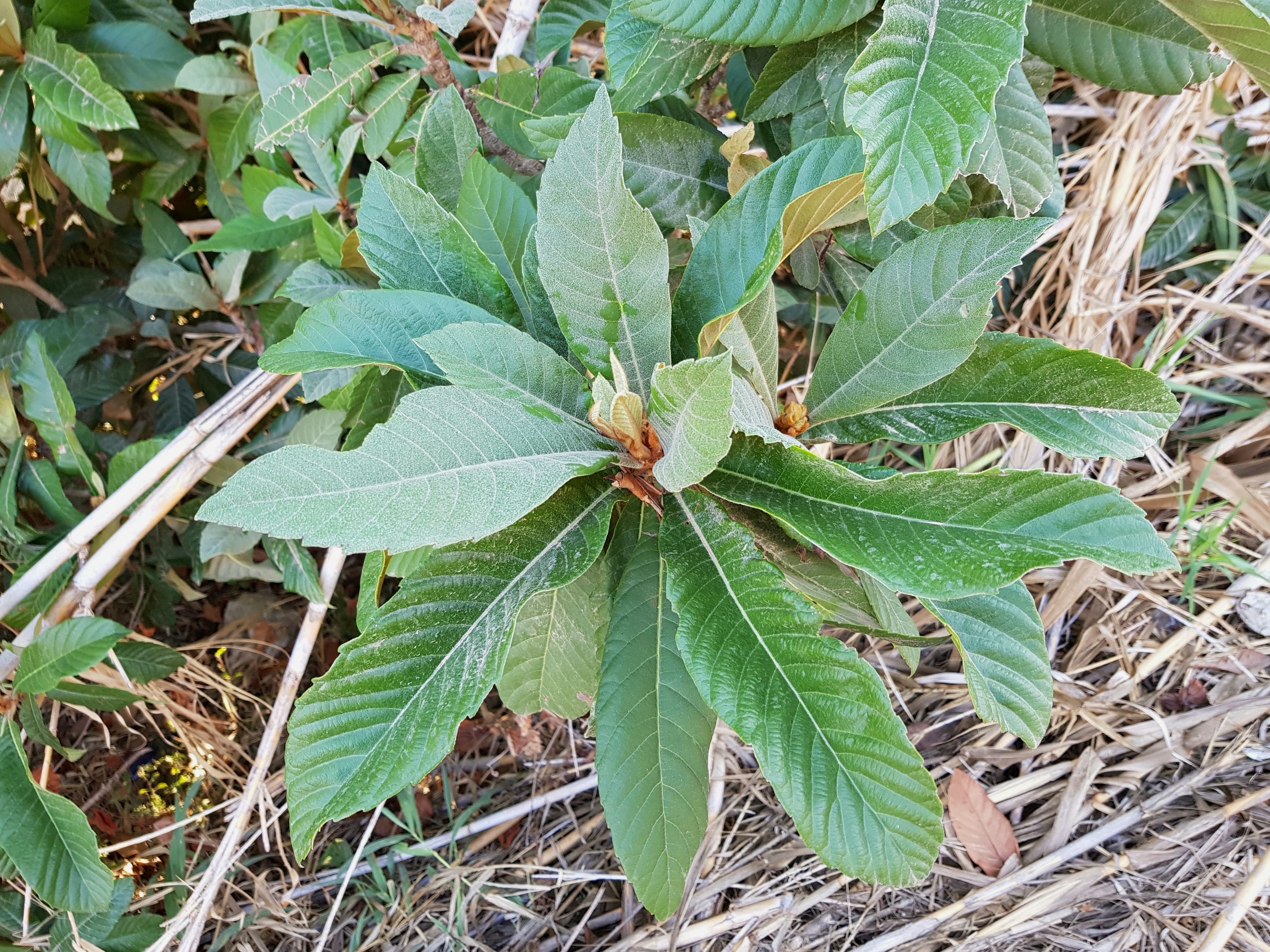
Продолговатый лист Мушмула японская|мушмулы японской (Eriobotrya japonica)
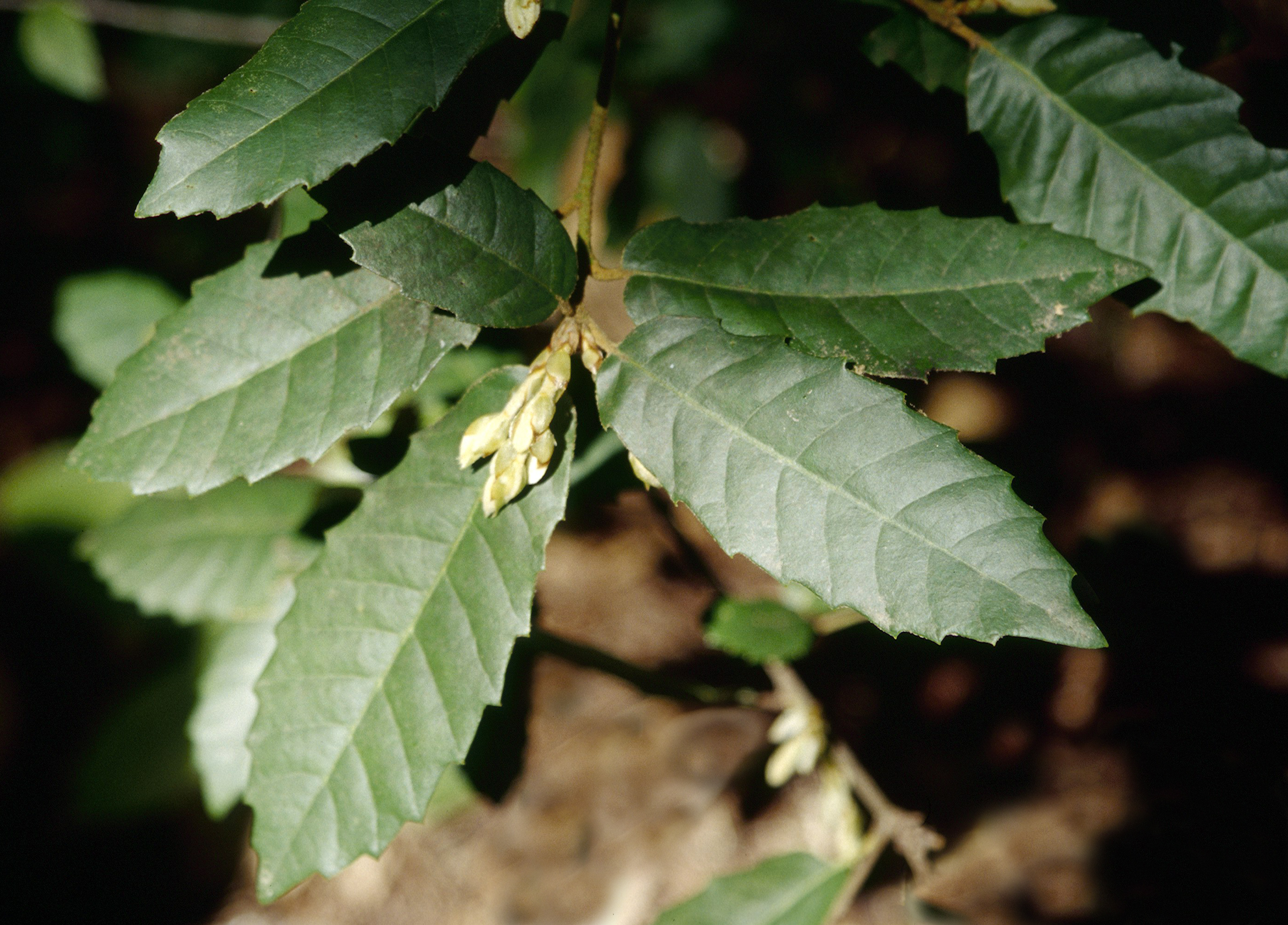
Продолговатый лист Камнеплодник густоцветковый|камнеплодника густоцветкового (Lithocarpus densiflorus)

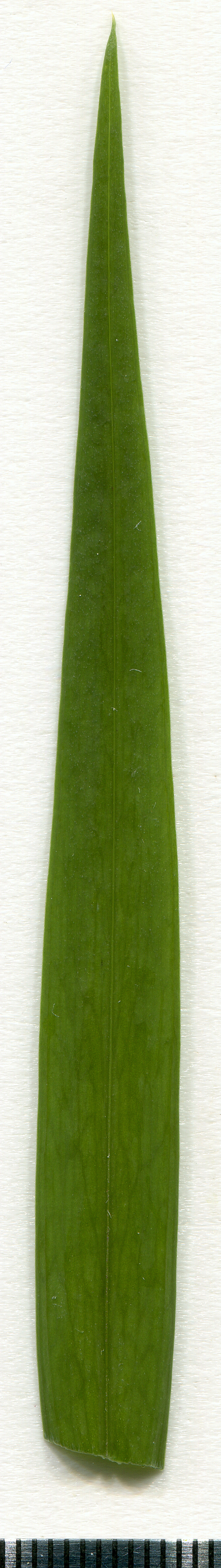
Линейный лист Осока|осоки (Carex)
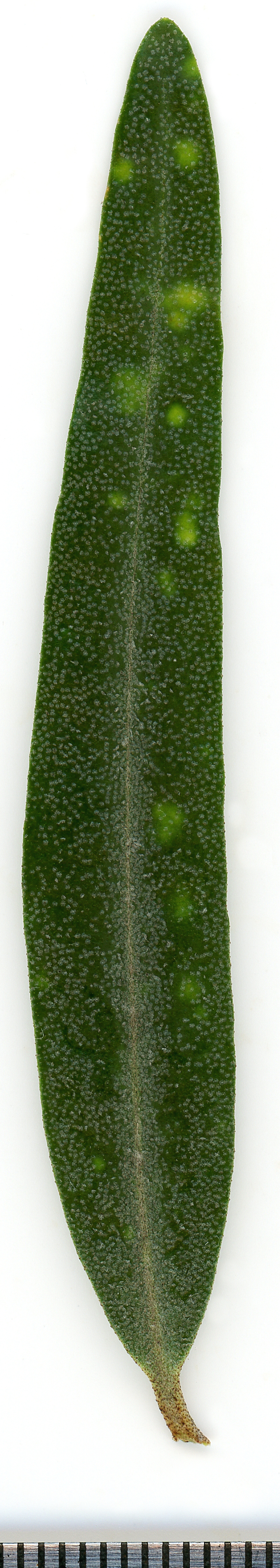
Линейный лист Облепиха крушиновидная|облепихи крушиновидной (Hippophae rhamnoides)
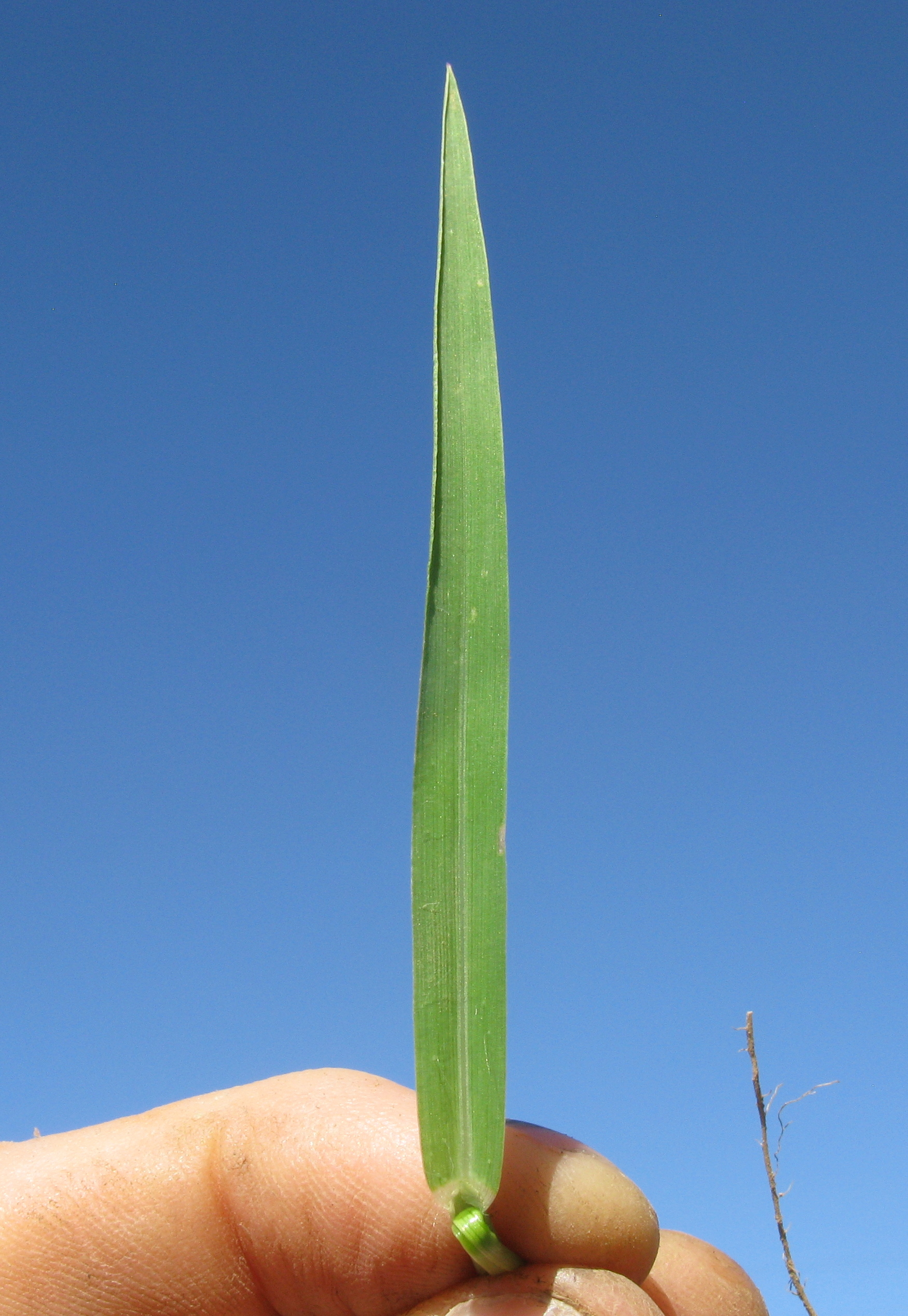
Линейный лист
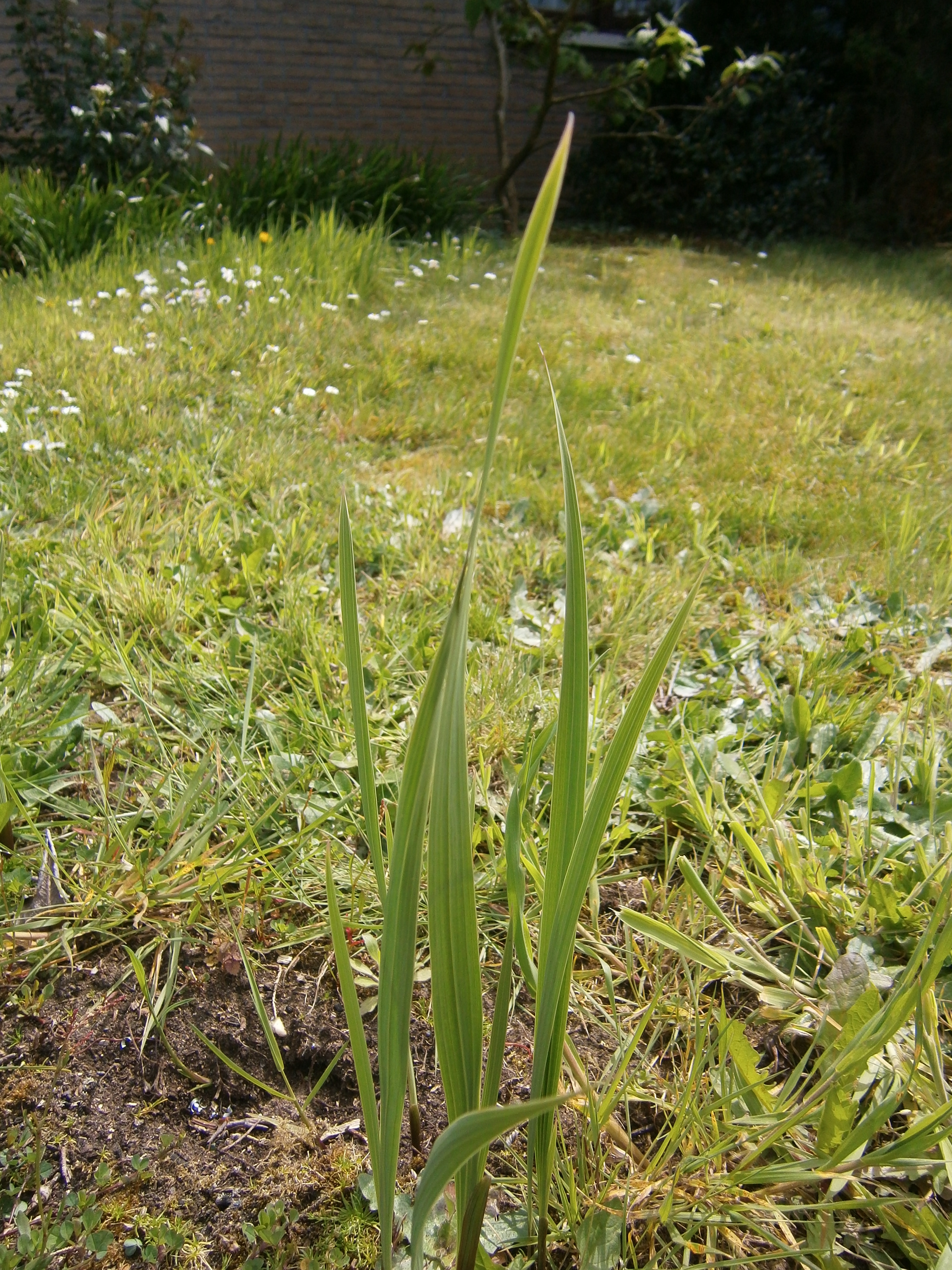
Линейные листья Шпажник итальянский|шпажника итальянского (Gladiolus italicus)
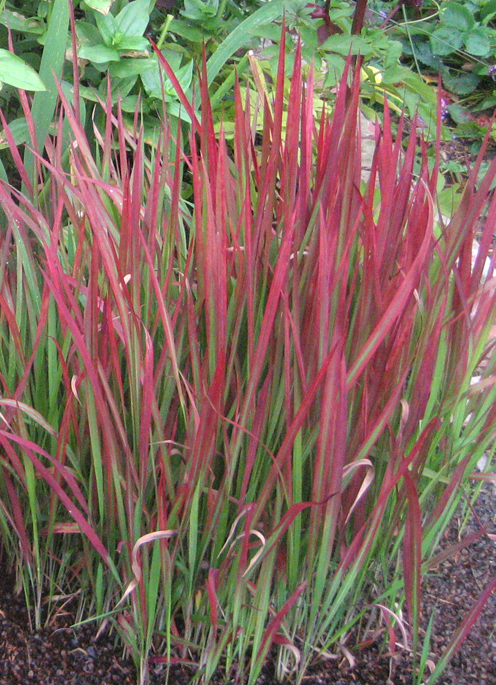
Линейные листья Императа цилиндрическая|императы цилиндрической (Imperata cylindrica)
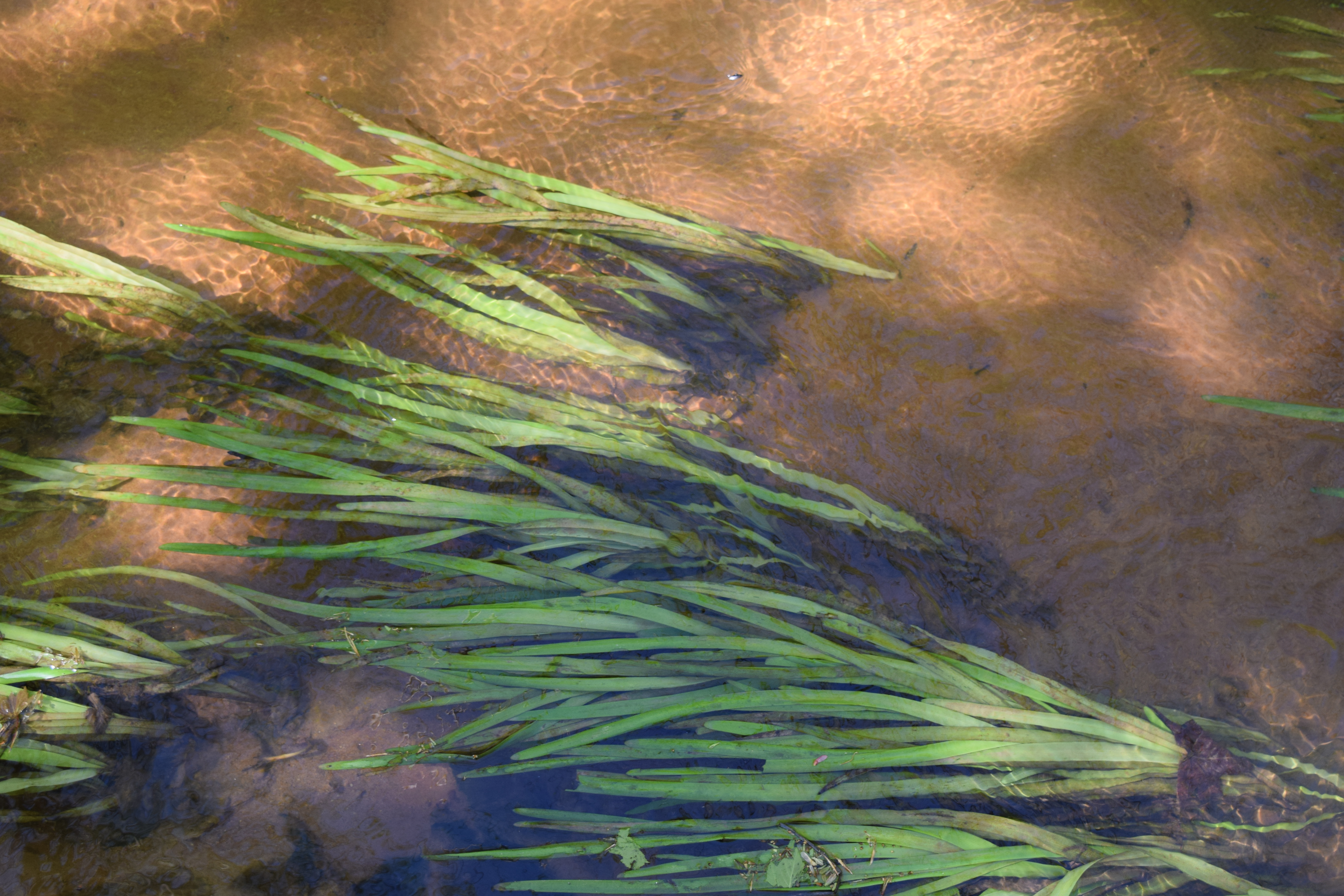
Линейные листья Валлиснерия американская|валлиснерии американской (Vallisneria americana)

Широкояйцевидный лист — ширина листовой пластинки примерно равна длине, а самая широкая часть расположена ближе к основанию.

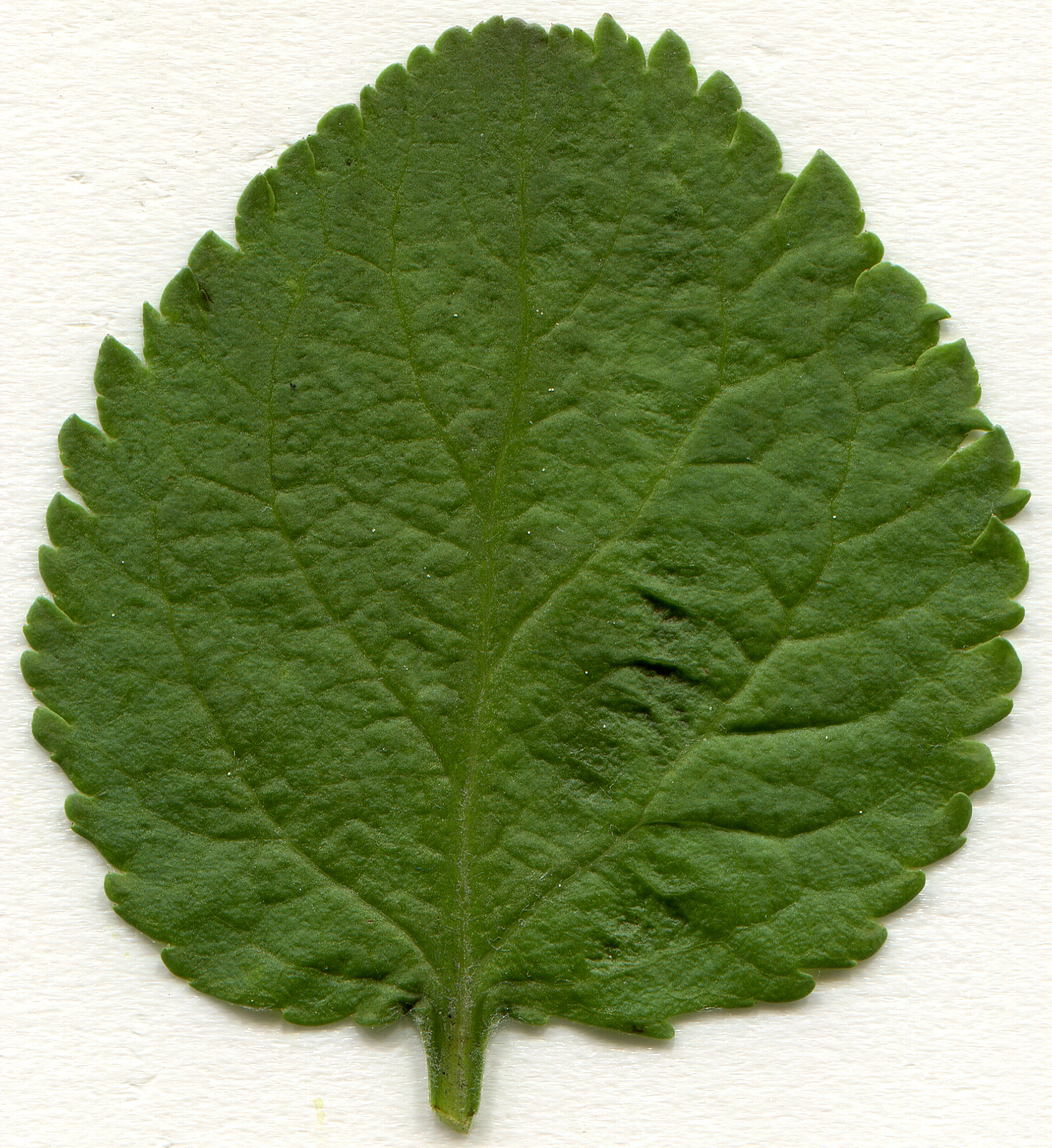
Широкояйцевидный лист яблони лесной (Malus sylvestris)
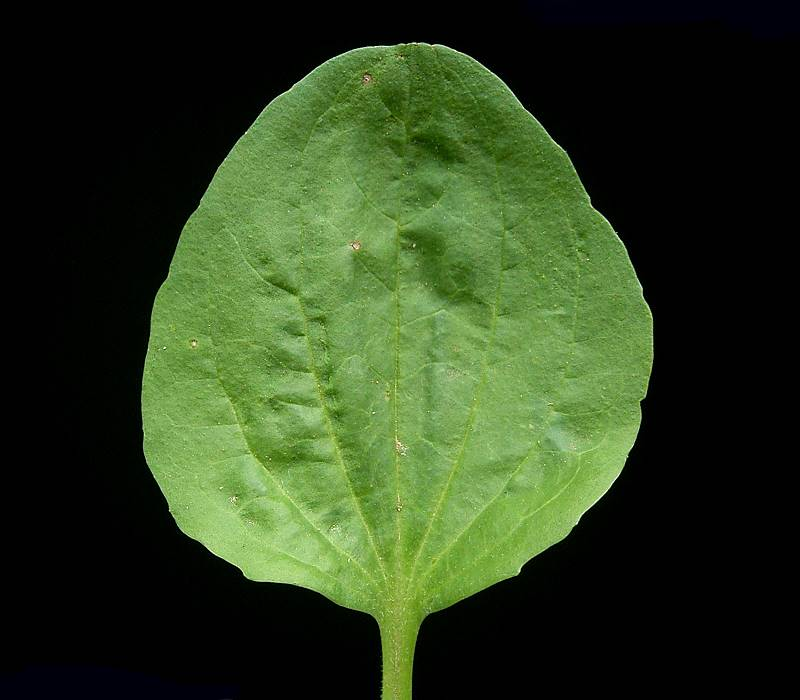
Широкояйцевидный лист Подорожник большой (Plantago major)
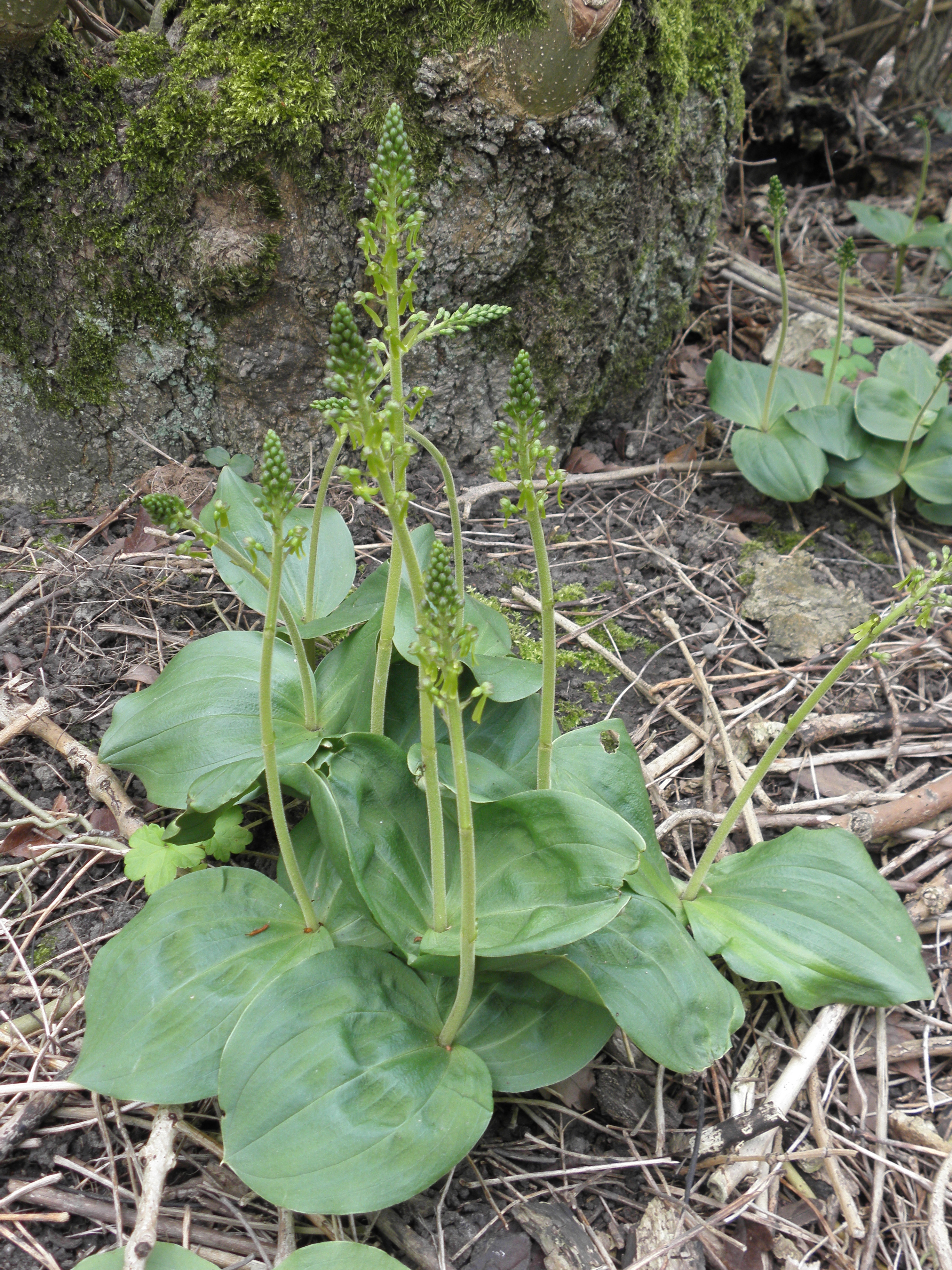
Широкояйцевидный лист Тайник яйцевидный (Neottia ovata)

Округлый лист — ширина листовой пластинки примерно равна длине, а самая широкая часть расположена ближе к центру.
 Медиафайлы на Викискладе

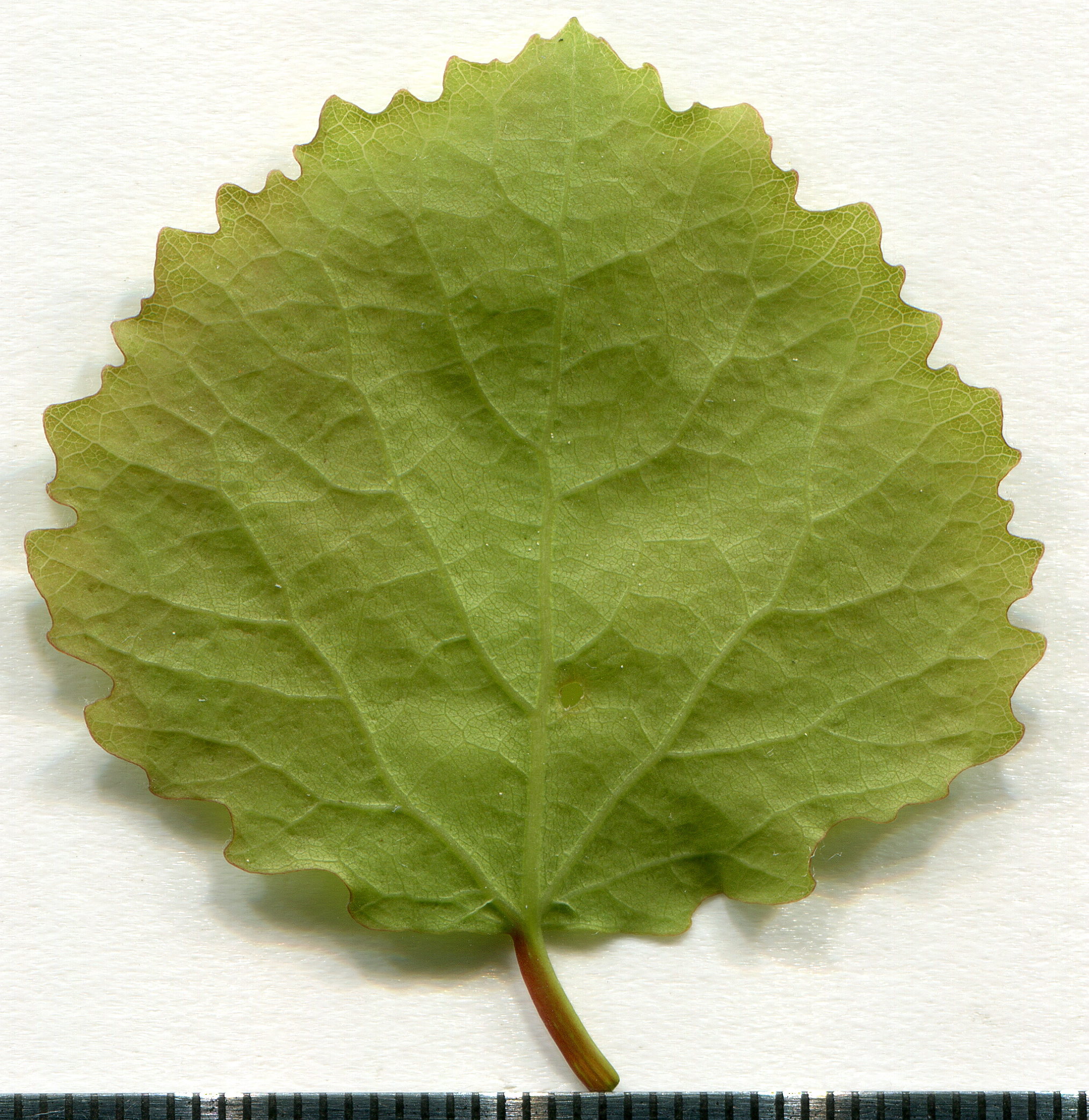
Округлый лист осины (Populus tremula)
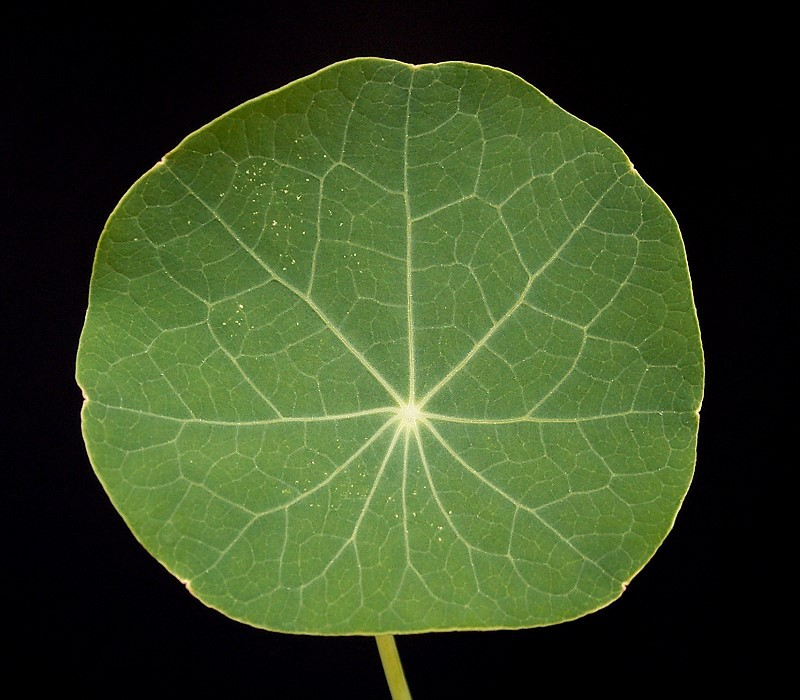
Округлый лист настурции большой (Tropaeolum majus)
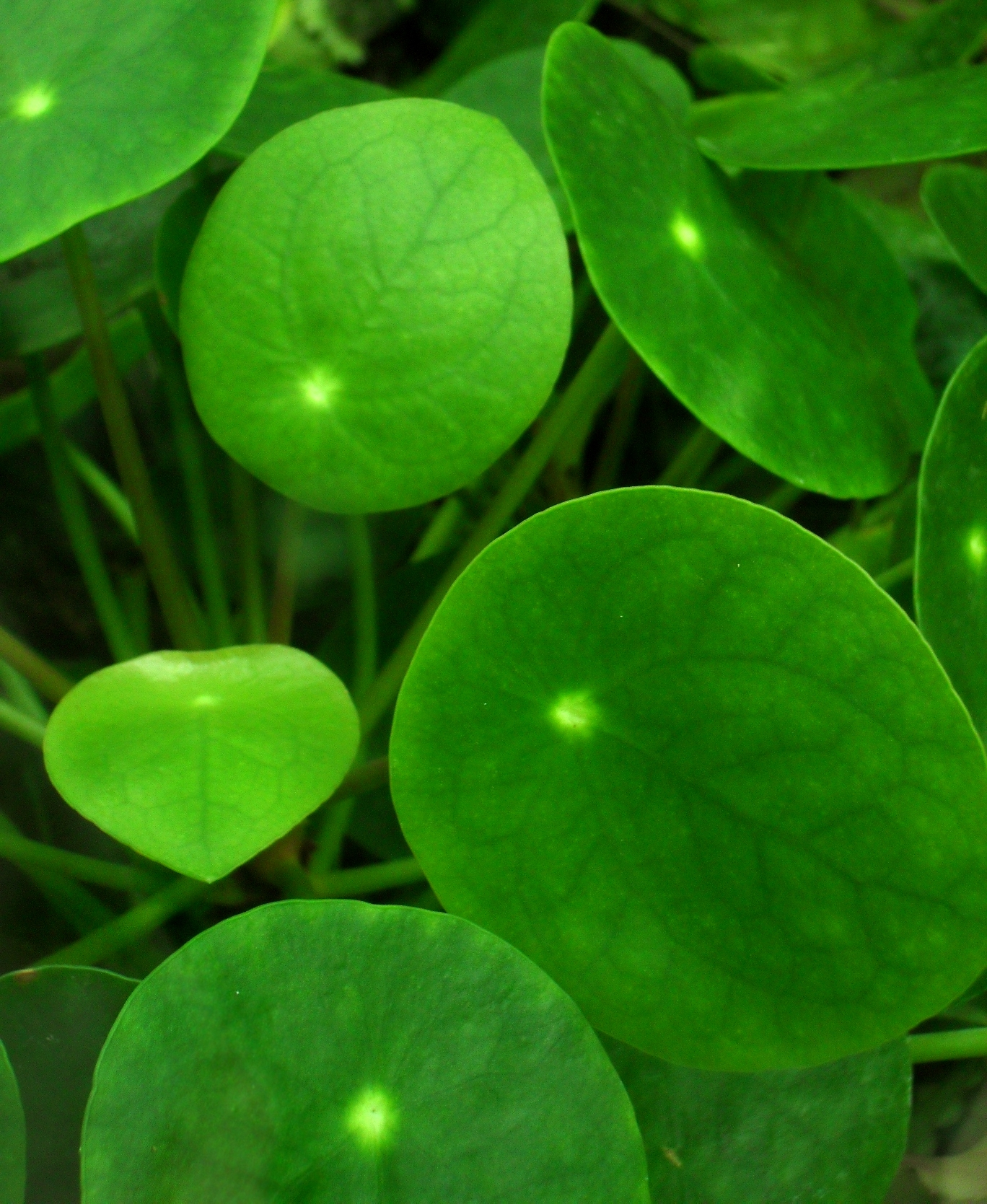
Округлые листья пилеи пеперомиевиднной (Pilea peperomioides)
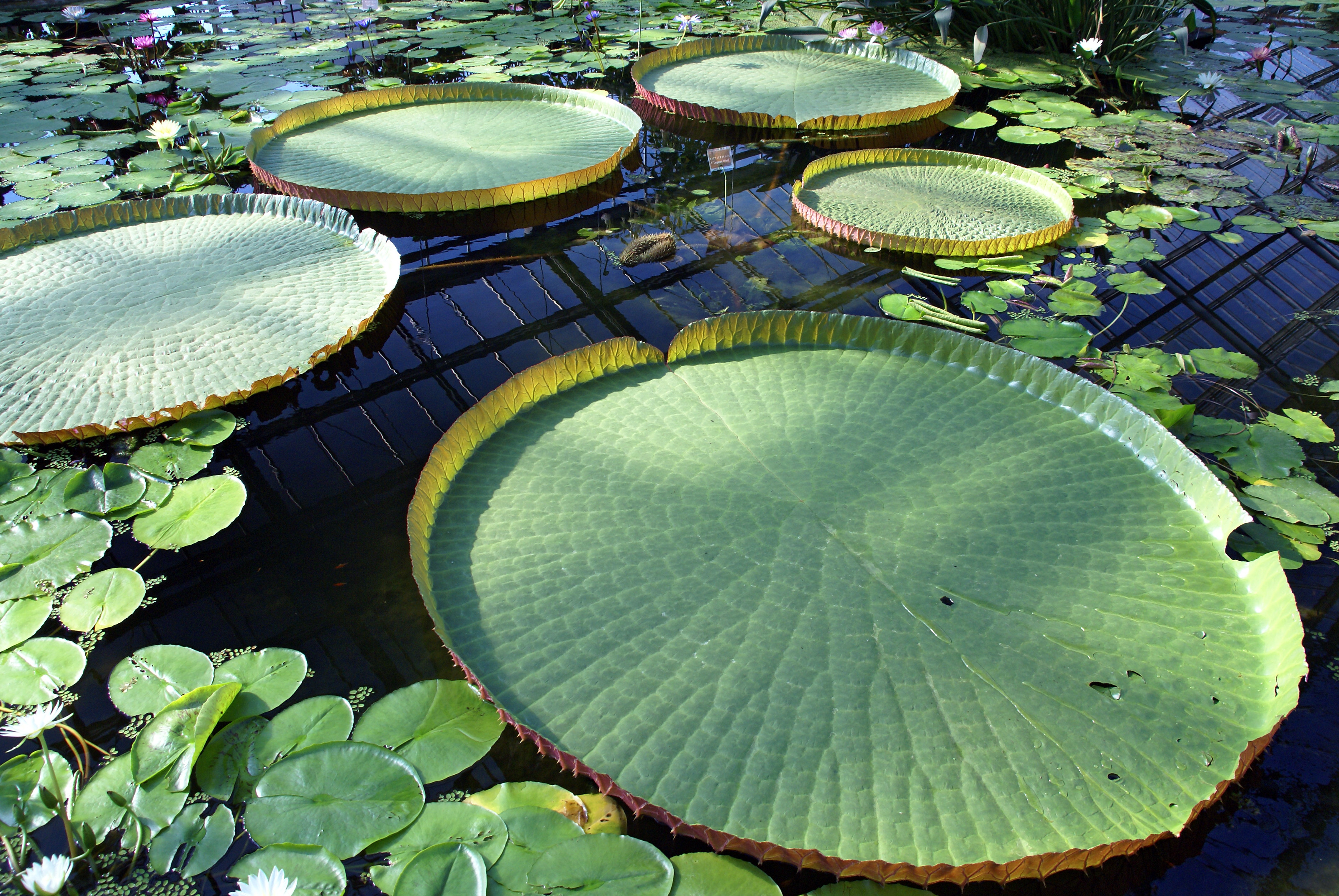
Округлые листья Виктории амазонской (Victoria amazonica)
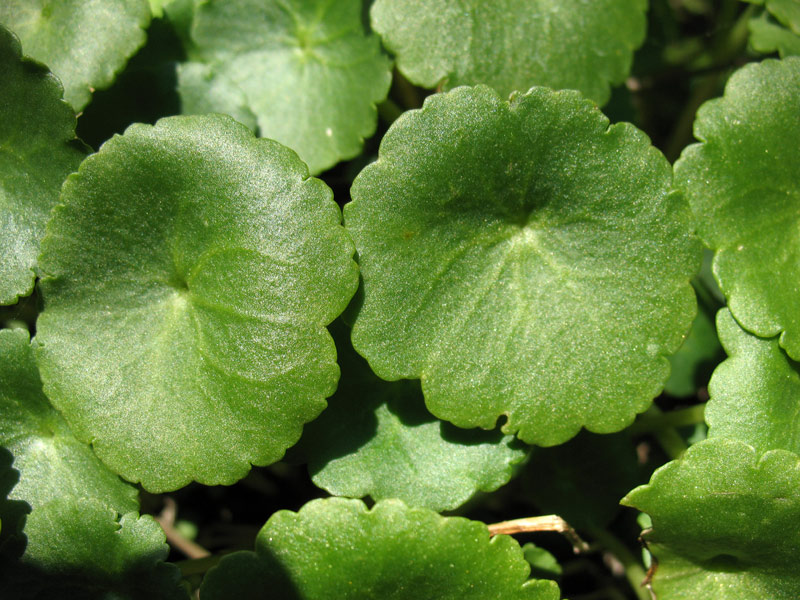
Округлые листья умбиликуса скального (Umbilicus rupestris)

Обратно-широкояйцевидный лист — ширина листовой пластинки примерно равна длине, а самая широкая часть расположена ближе к верхушке.

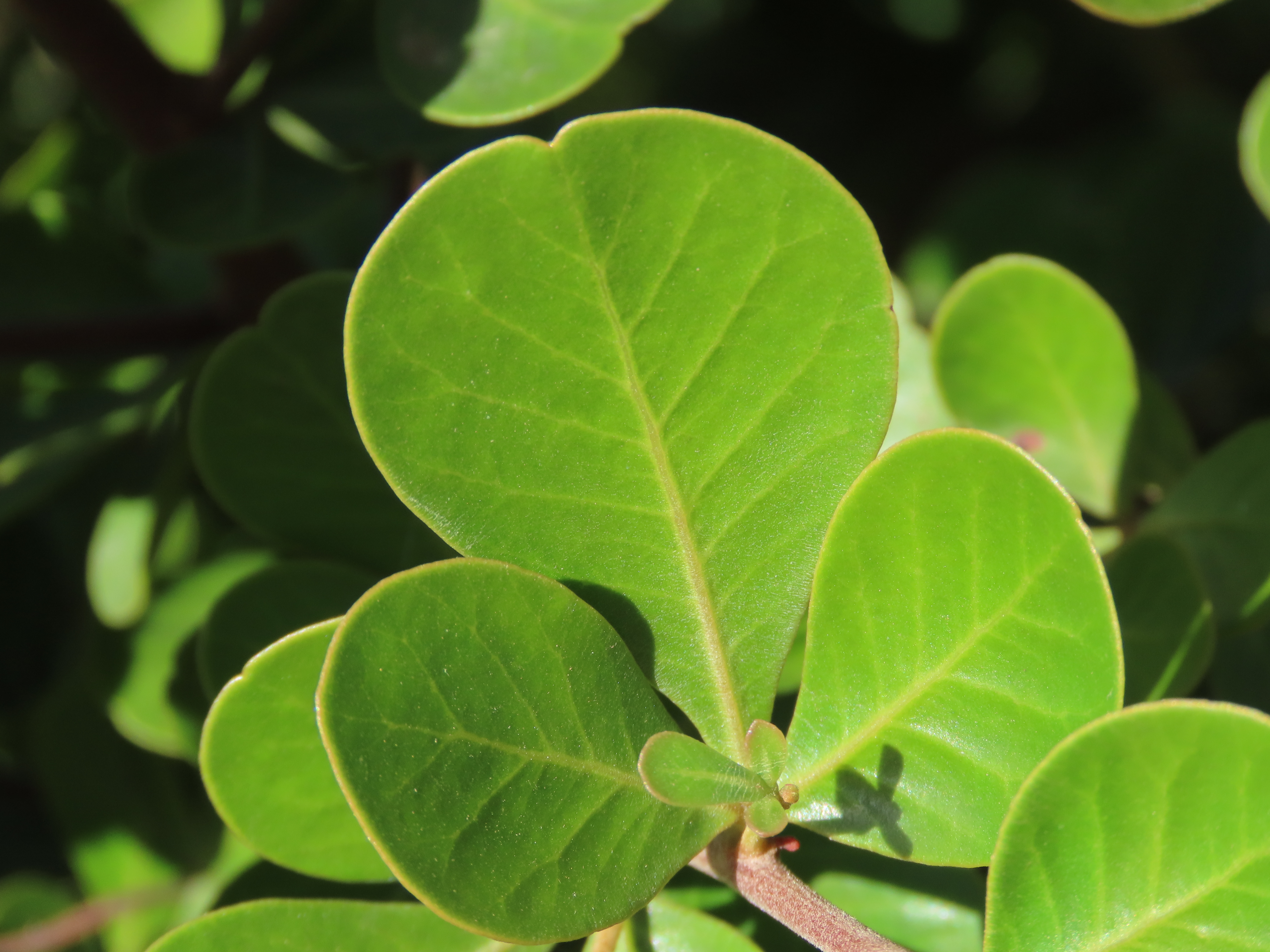
Searsia glauca
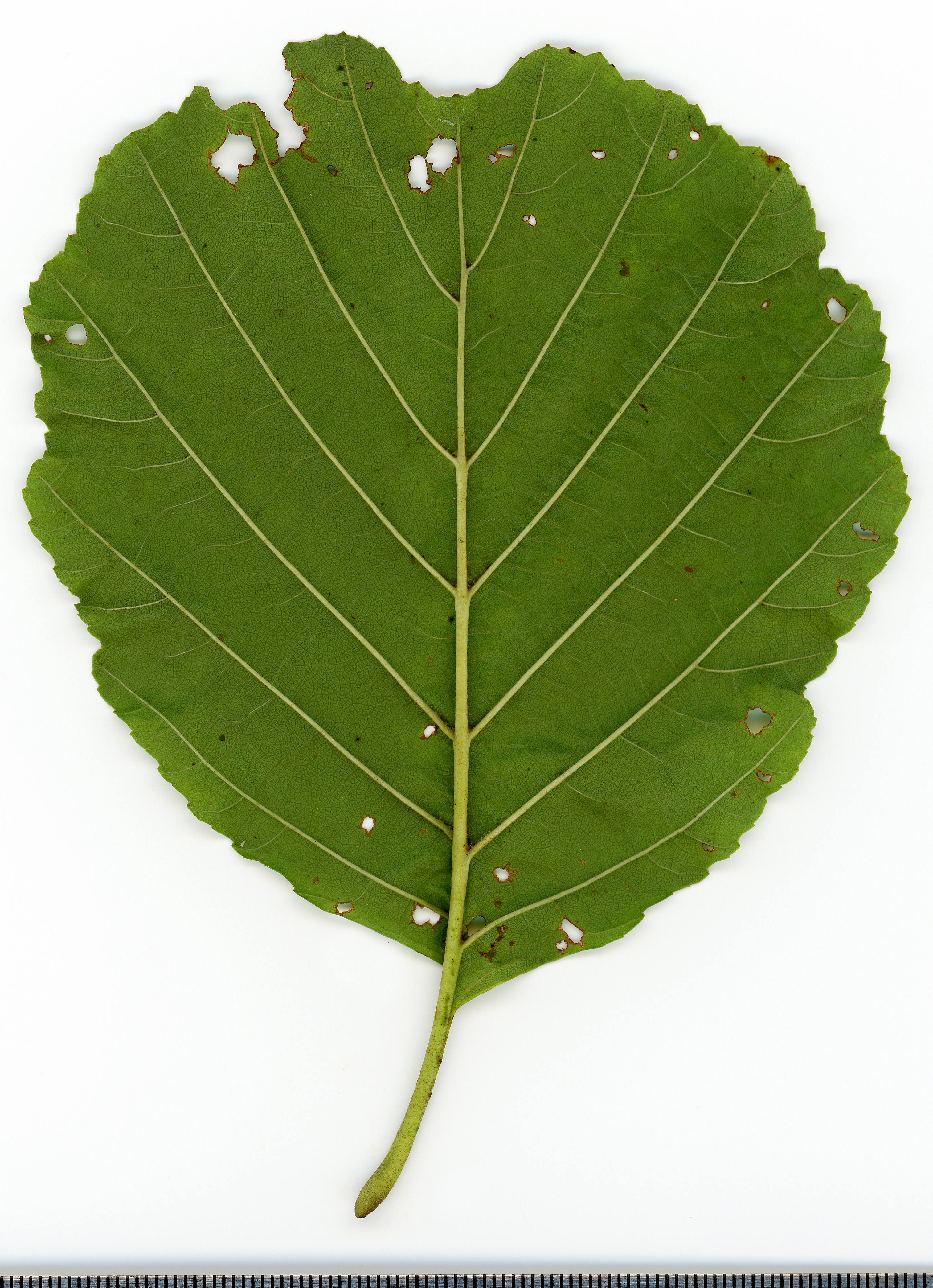
Ольха чёрная (Alnus glutinosa)

Яйцевидный лист (лат. ovatus) — длина листовой пластинки больше ширины в 1,5-2 раза, самая широкая часть расположена ближе к основанию, нижняя часть более округлая, чем нижняя. Форма напоминает яйцо.
 Медиафайлы на Викискладе
- Яйцевидный лист крапивы двудомной (Urtica dioica) с острой верхушкой и зубчатым краем
- Яйцевидный лист подорожника (Plantago)
- Яйцевидный лист подорожника (Plantago)
- Яйцевидный лист фиалки сомнительной (Viola ambigua)

Овальный лист (лат. ellipticus) — длина листовой пластинки больше ширины в 1,5-2 раза, самая широкая часть расположена ближе к центру.

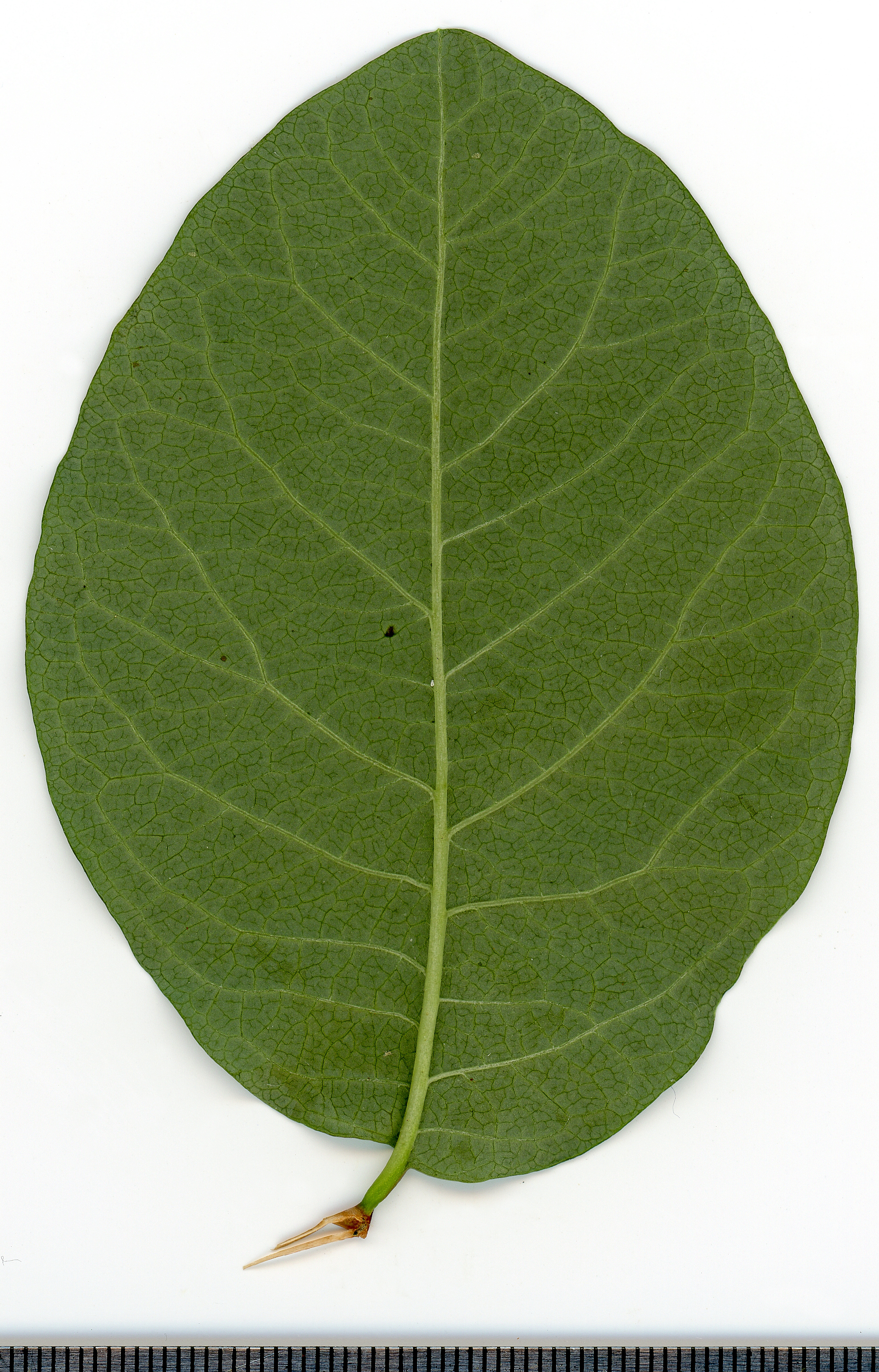
Овальный лист снежноягодника (Symphoricarpos)
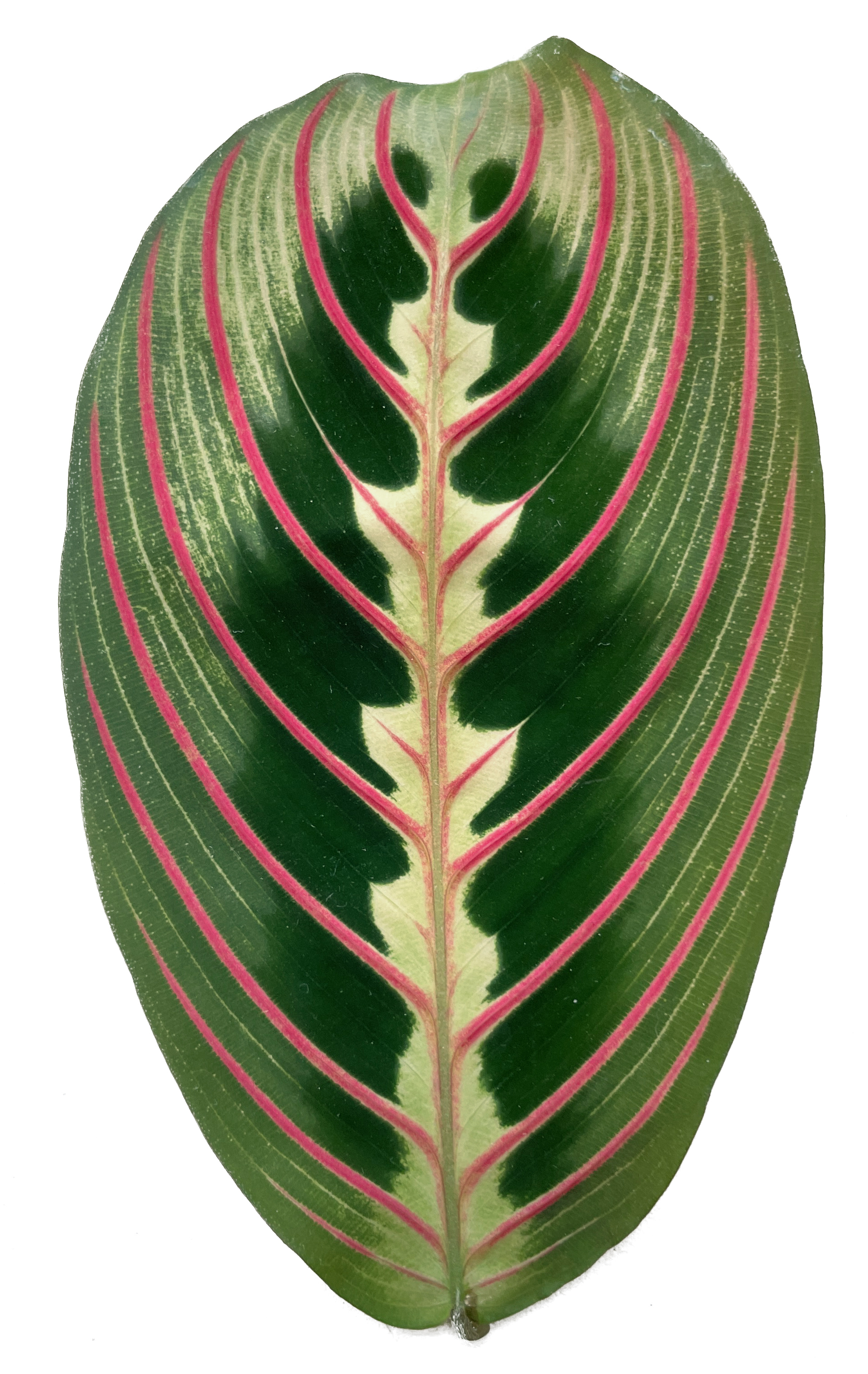
Овальный лист маранты трехцветной (Maranta leuconeura var. erythroneura)
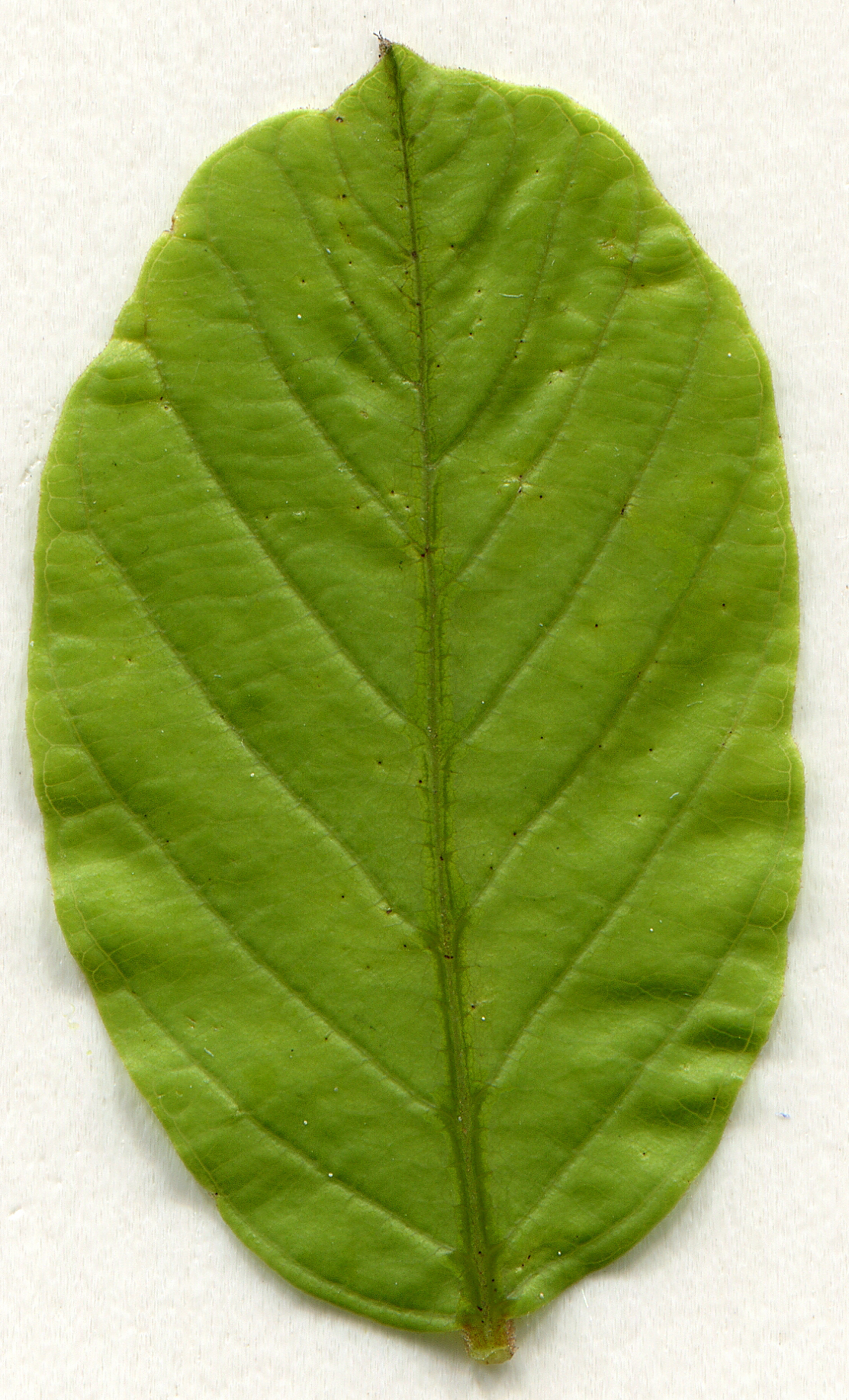
Овальный лист неопознанного кустарника
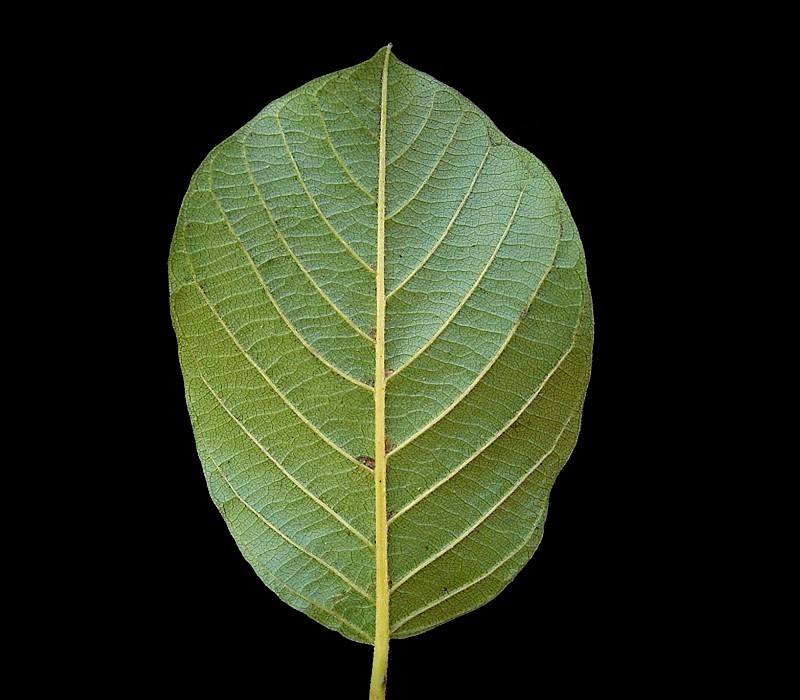
Овальный лист крушины ломкой (Rhamnus frangula), абаксиальная сторона
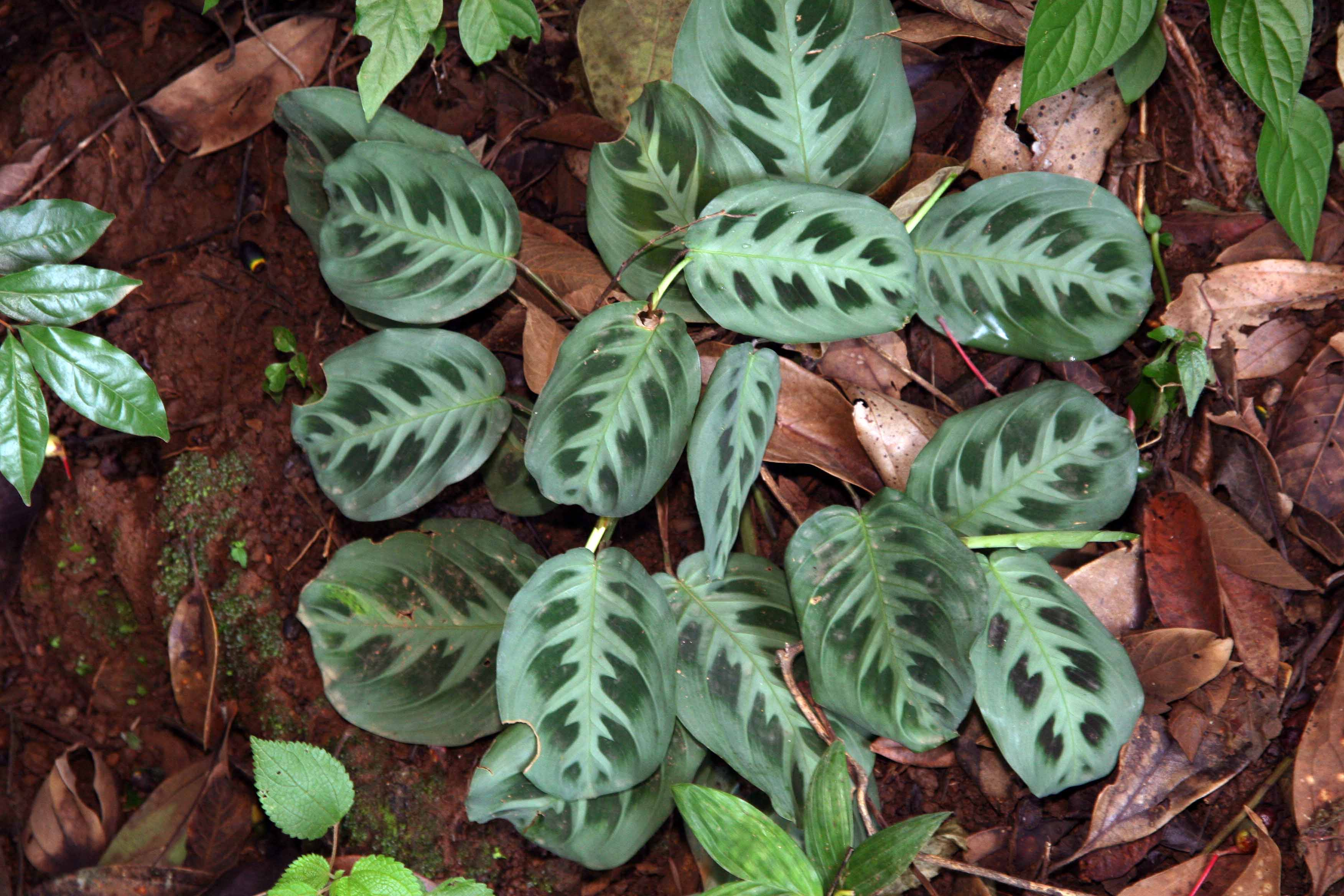
Овальные листья маранты беложильчатой (Maranta leuconeura)

Обратнояйцевидный лист (лат. obovatus) — длина листовой пластинки больше ширины в 1,5-2 раза, самая широкая часть расположена ближе к верхушке.

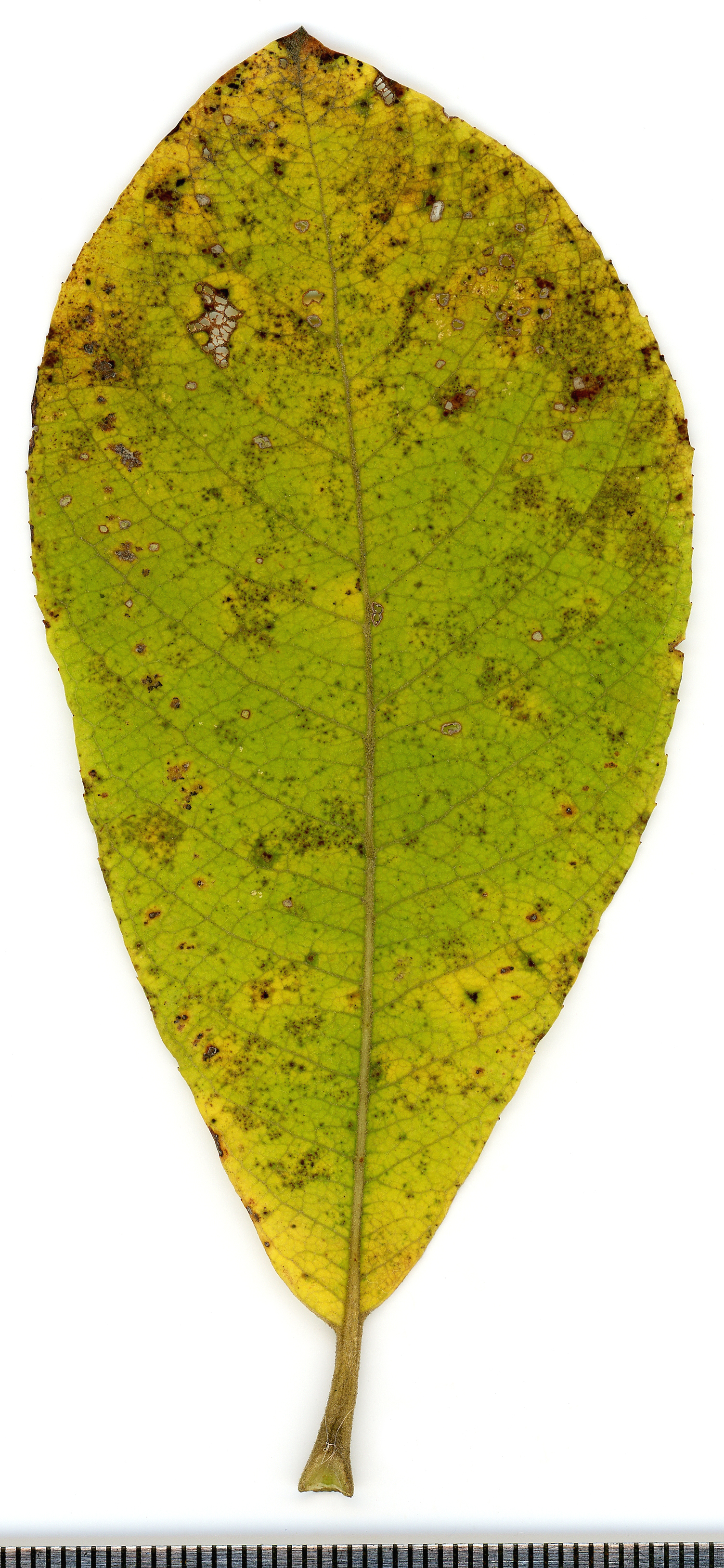
Ива козья (Salix caprea)
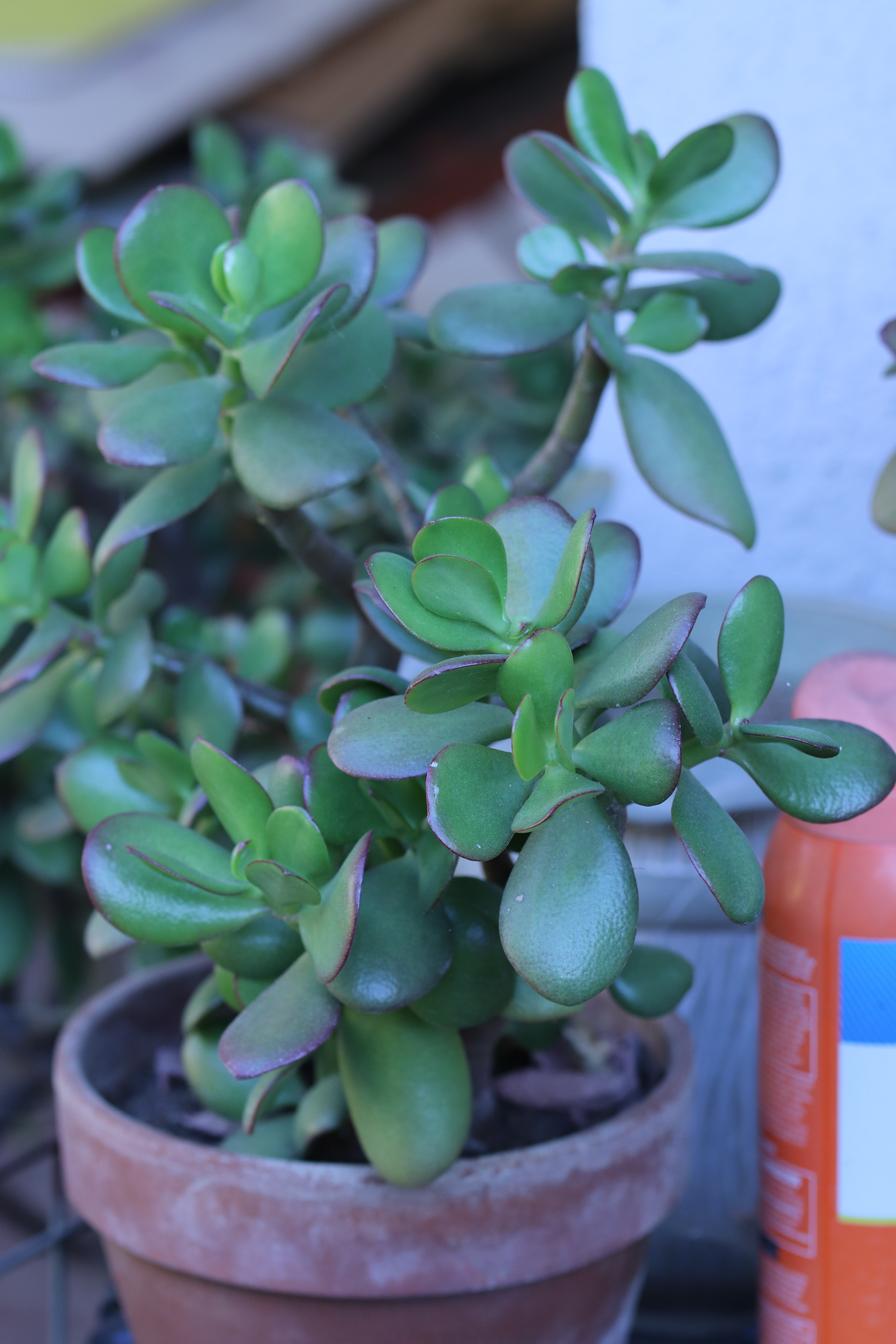
Толстянка яйцевидная (Crassula ovata)
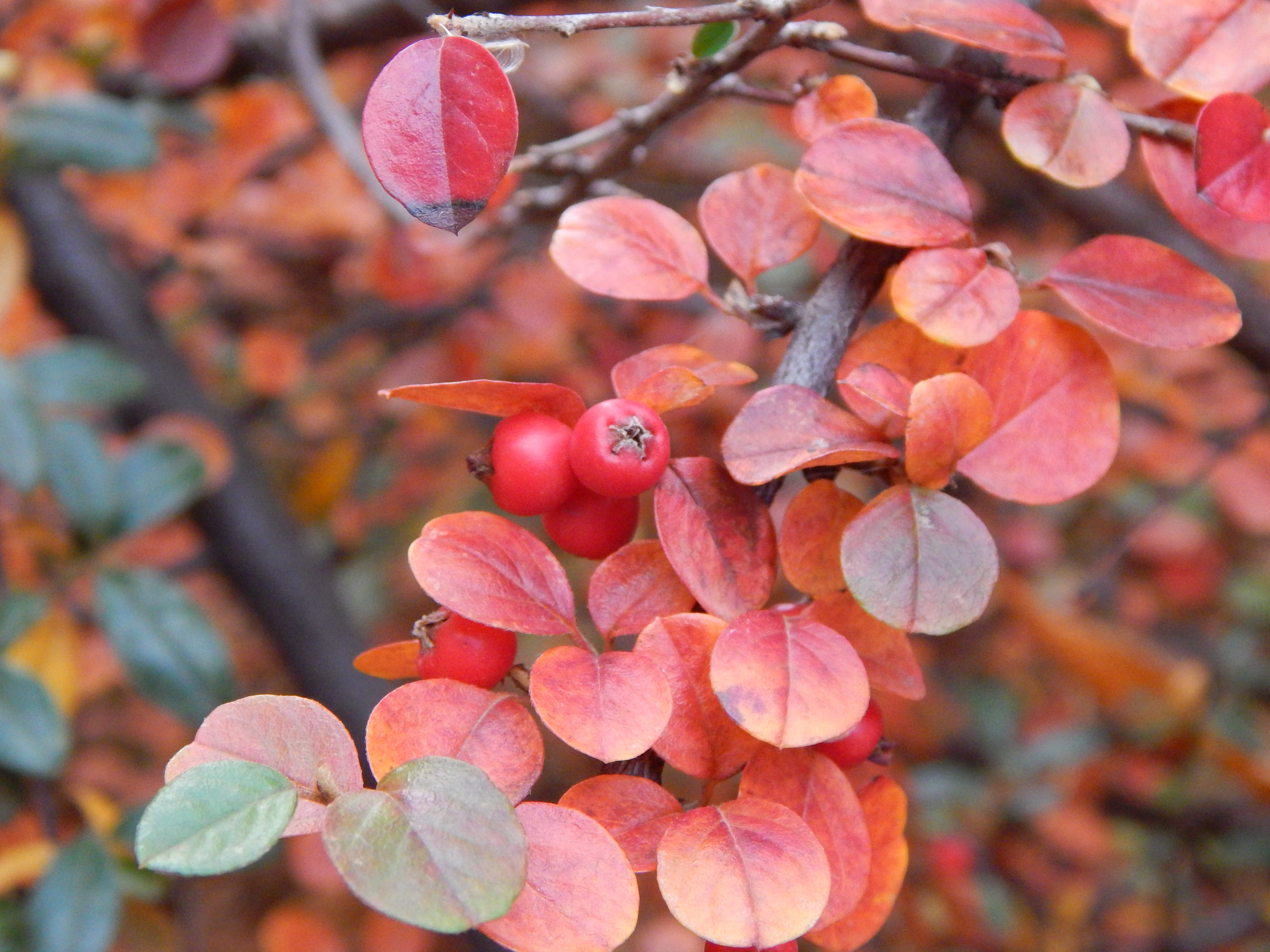
Кизильник Даммера (Cotoneaster dammeri)
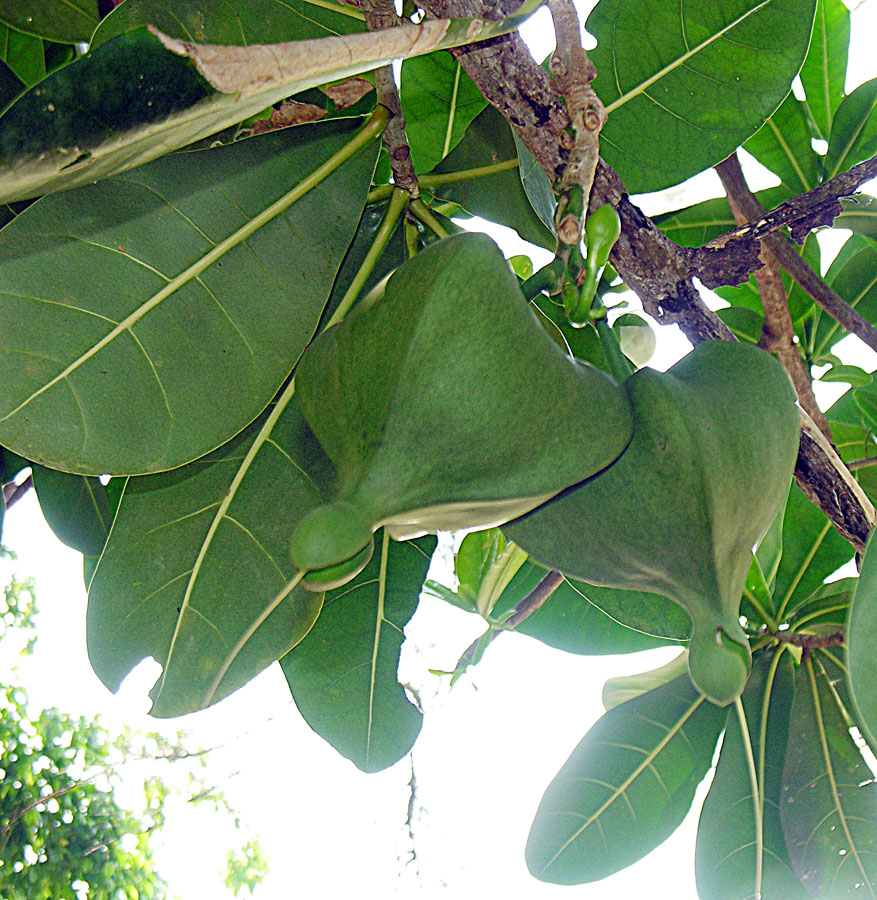
Баррингтония азиатская (Barringtonia asiatica)

Ланцетный лист (лат. lanceolatus) — длина листовой пластинки больше ширины в 1,5-2 раза, самая широкая часть расположена ближе к основанию. Название произошло от формы хирургического инструмента ланцета.
- Ланцетный листочек ясеня (Fraxinus)
- Ланцетный лист ивы козьей (Salix caprea)

Продолговатый лист (лат. oblongus) — длина листовой пластинки больше ширины в 3-4 раза, самая широкая часть расположена ближе к центру.
- Продолговатый лист флокса метельчатого (Phlox paniculata)
- Продолговатый лист ивы белой (Salix alba)
- Продолговатый лист  подорожника ланцетолистного (Plantago lanceolata)
- Продолговатый лист мушмулы японской (Eriobotrya japonica)
- Продолговатый лист камнеплодника густоцветкового (Lithocarpus densiflorus)

Обратноланцетный лист (лат. oblanceolatus) — длина листовой пластинки больше ширины в 3-4 раза, самая широкая часть расположена ближе к верхушке.

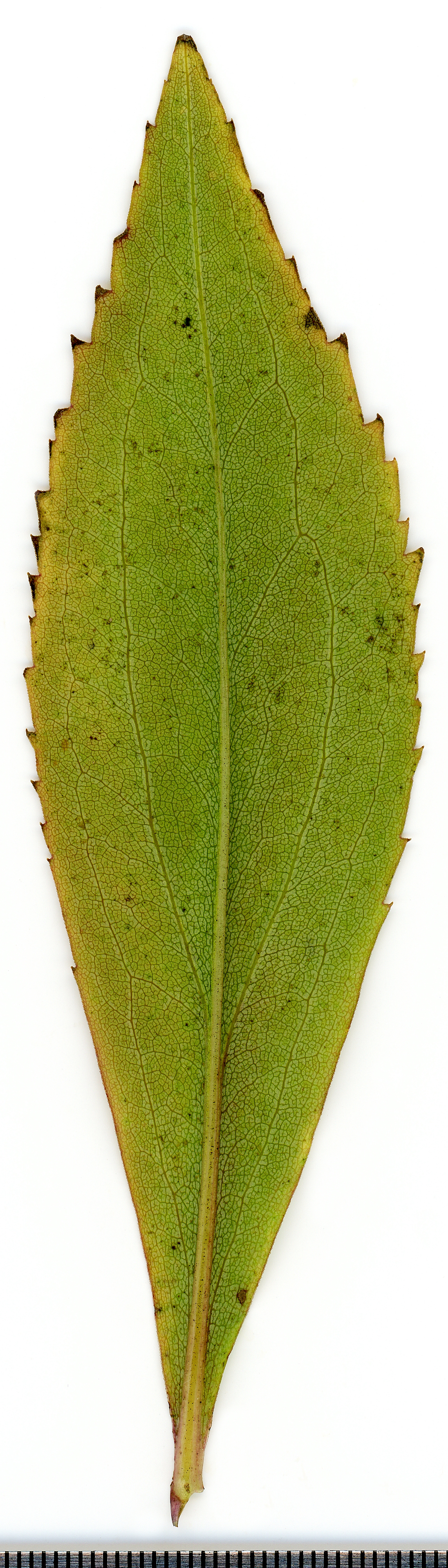
Обратноланцетный лист золотарника канадского (Solidago canadensis)
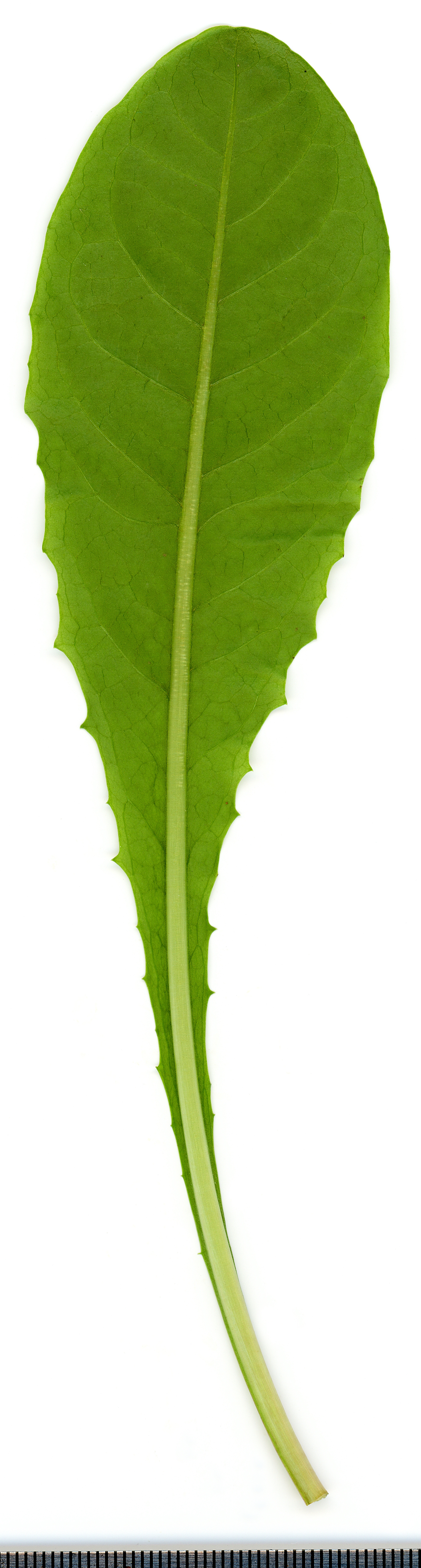
Обратноланцетный лист одуванчика (Taraxacum)
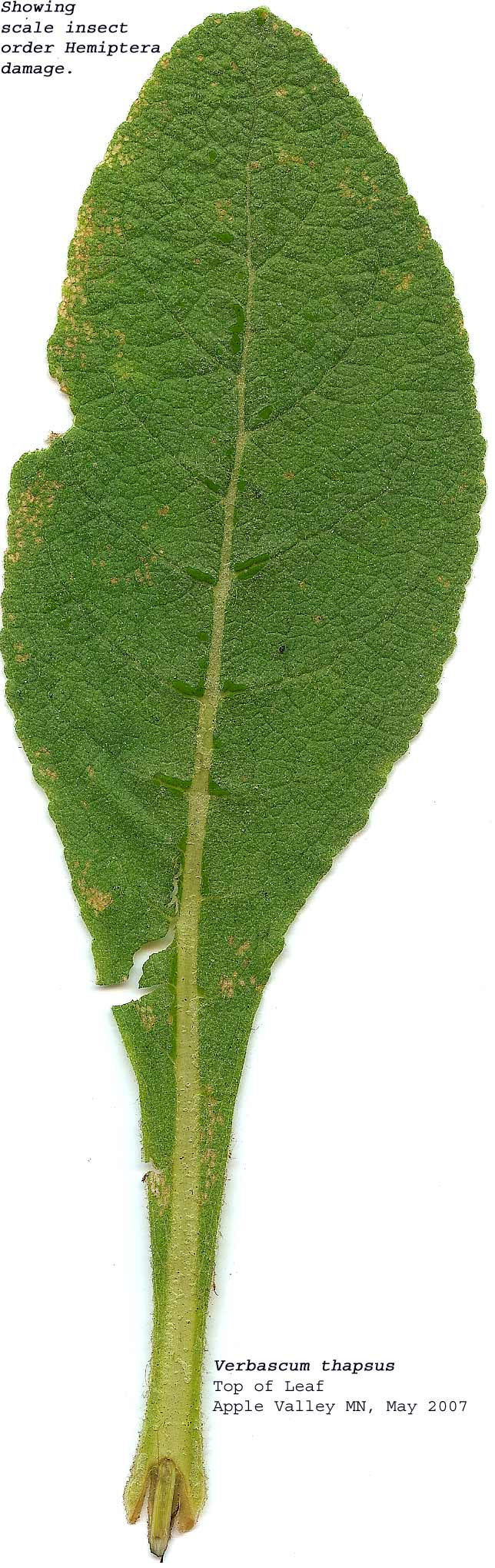
Обратноланцетный лист коровяка обыкновенного (Verbascum thapsus)
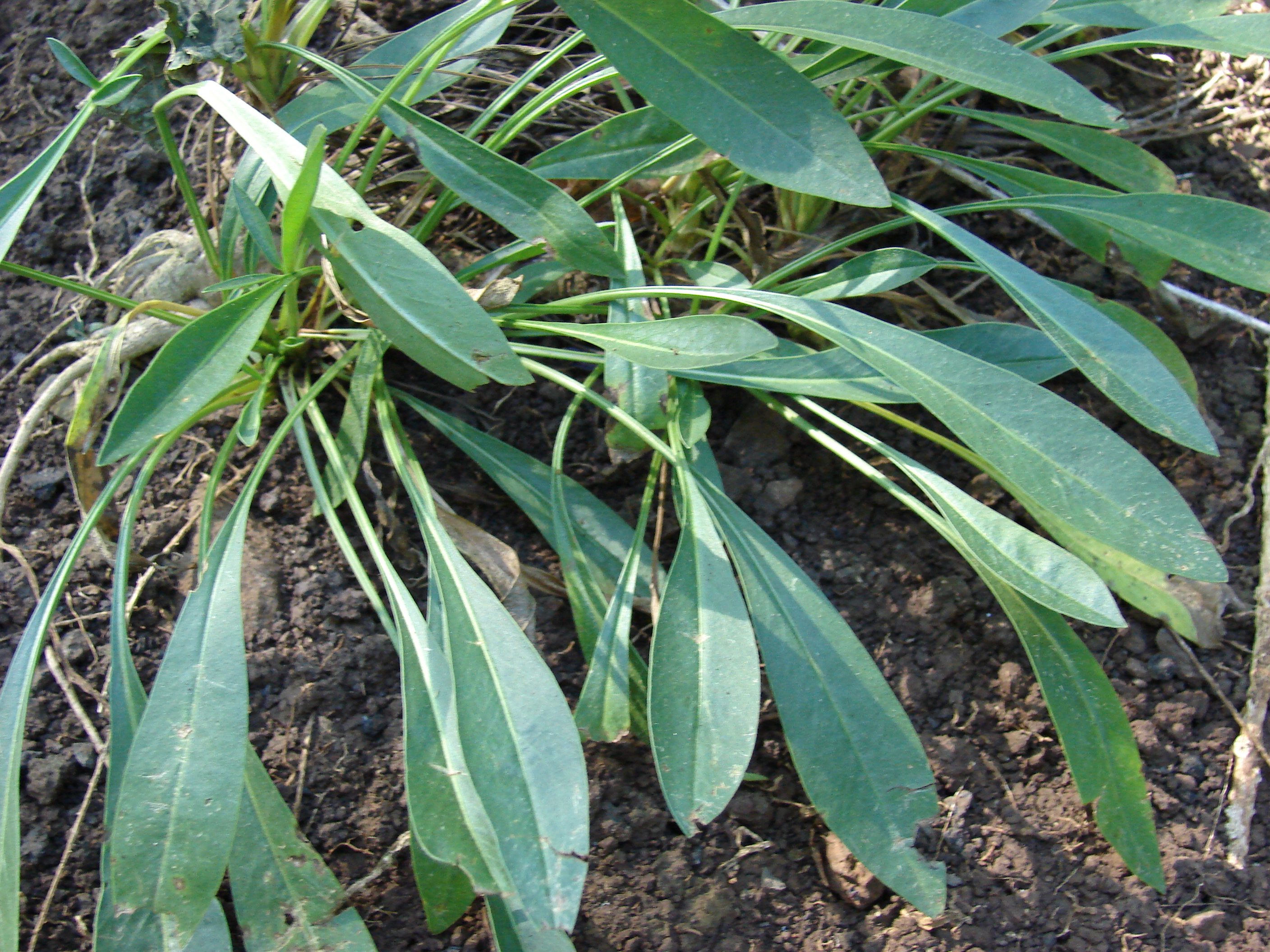
Обратноланцетный лист Кореопсис ланцетовидный (Coreopsis lanceolata)

Линейный лист — длина листовой пластинки больше ширины в 5 и более раз. Некоторые авторы считают, что к линейным относятся листья с соотношением длины к ширине не менее 10:1, другие — 4:1. Линейные листья характерны для семейства Злаки (Poaceae), Осоковые (Cyperaceae) и прочих семейств порядка Злакоцветные (Poales).

 Медиафайлы на Викискладе
- Линейный лист осоки (Carex)
- Линейный лист облепихи крушиновидной (Hippophae rhamnoides)
- Линейный лист Digitaria violascens
- Линейные листья шпажника итальянского (Gladiolus italicus)
- Линейные листья императы цилиндрической (Imperata cylindrica)
- Линейные листья валлиснерии американской (Vallisneria americana)

### Асимметричные листья
Асимметричный лист (лат. asymmetricus) — лист, имеющий форму, через которую нельзя провести ни одной плоскости симметрии. Форма лопастей различна с каждой стороны от центрального ребра.  Медиафайлы на Викискладе
Серповидный лист — лист, у которого главная ось изогнута, а форма похожа на серп. 

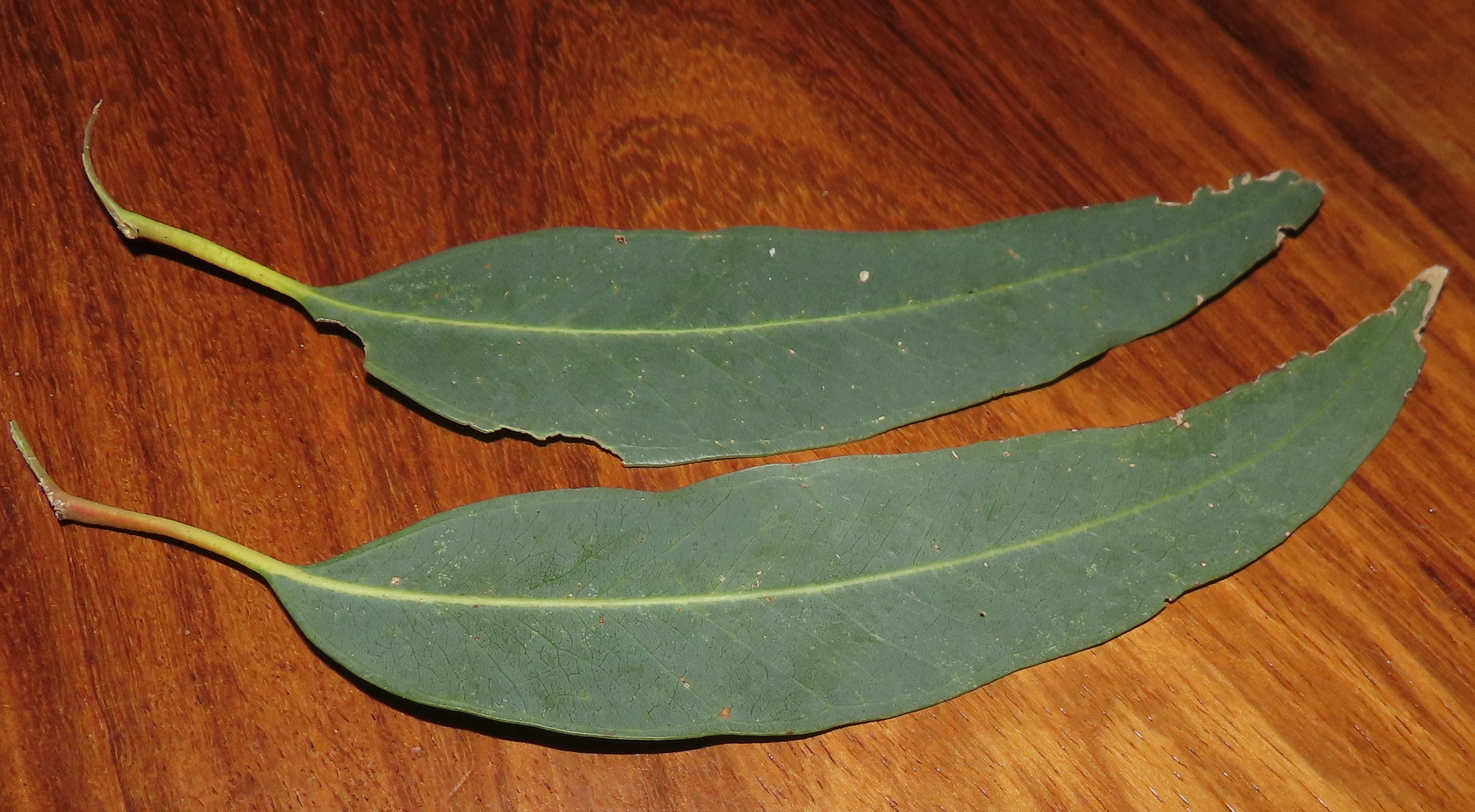
Серповидные листья эвкалипта камальдульского (Eucalyptus camaldulensis)

Кособокий лист или косой лист — лист, у которого перпендикуляры из самой широкой часть пластинки справа и слева проецируются в разные точки главной оси.

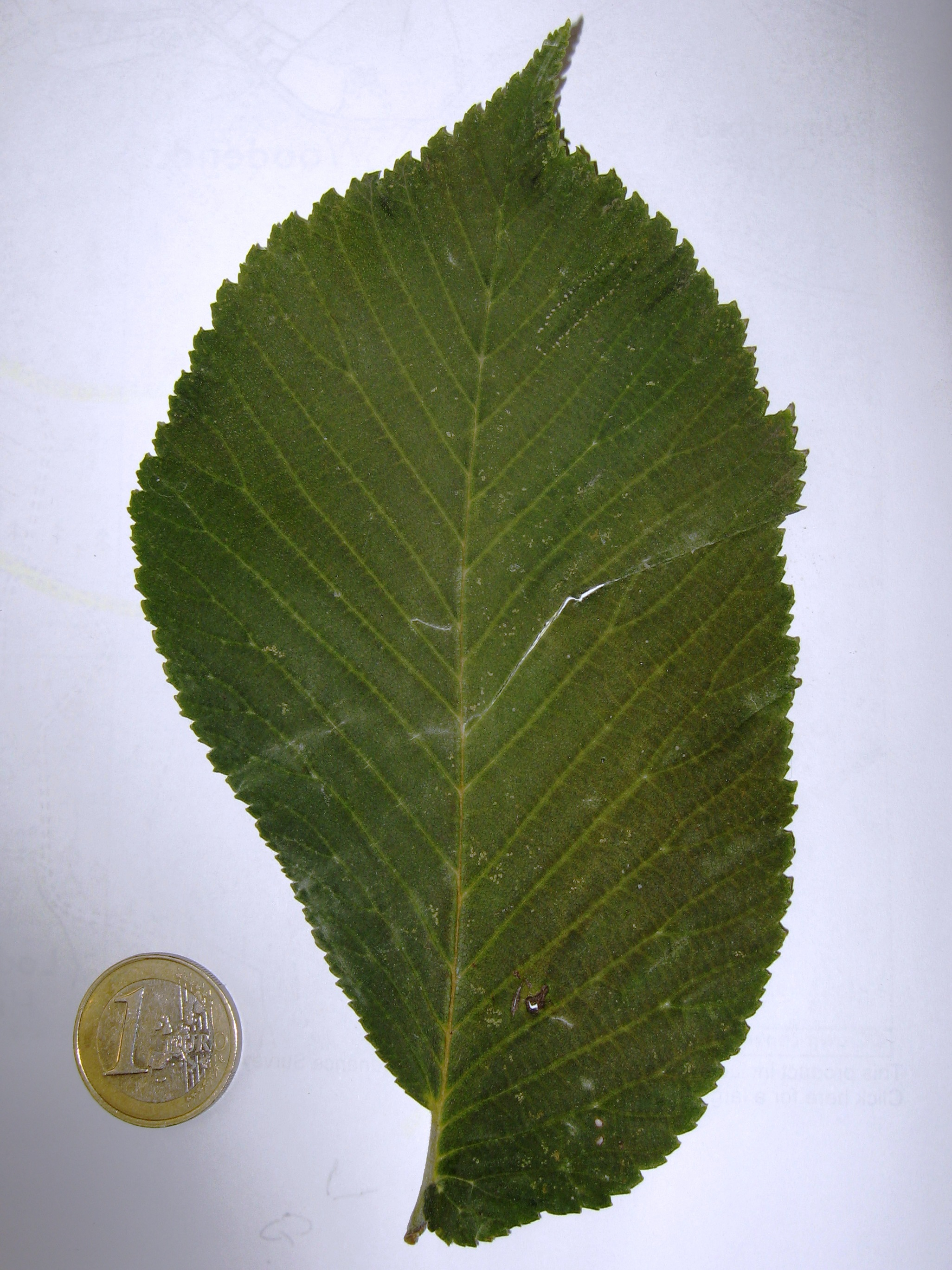
Кособокий лист вяза шершавого (Ulmus glabra)
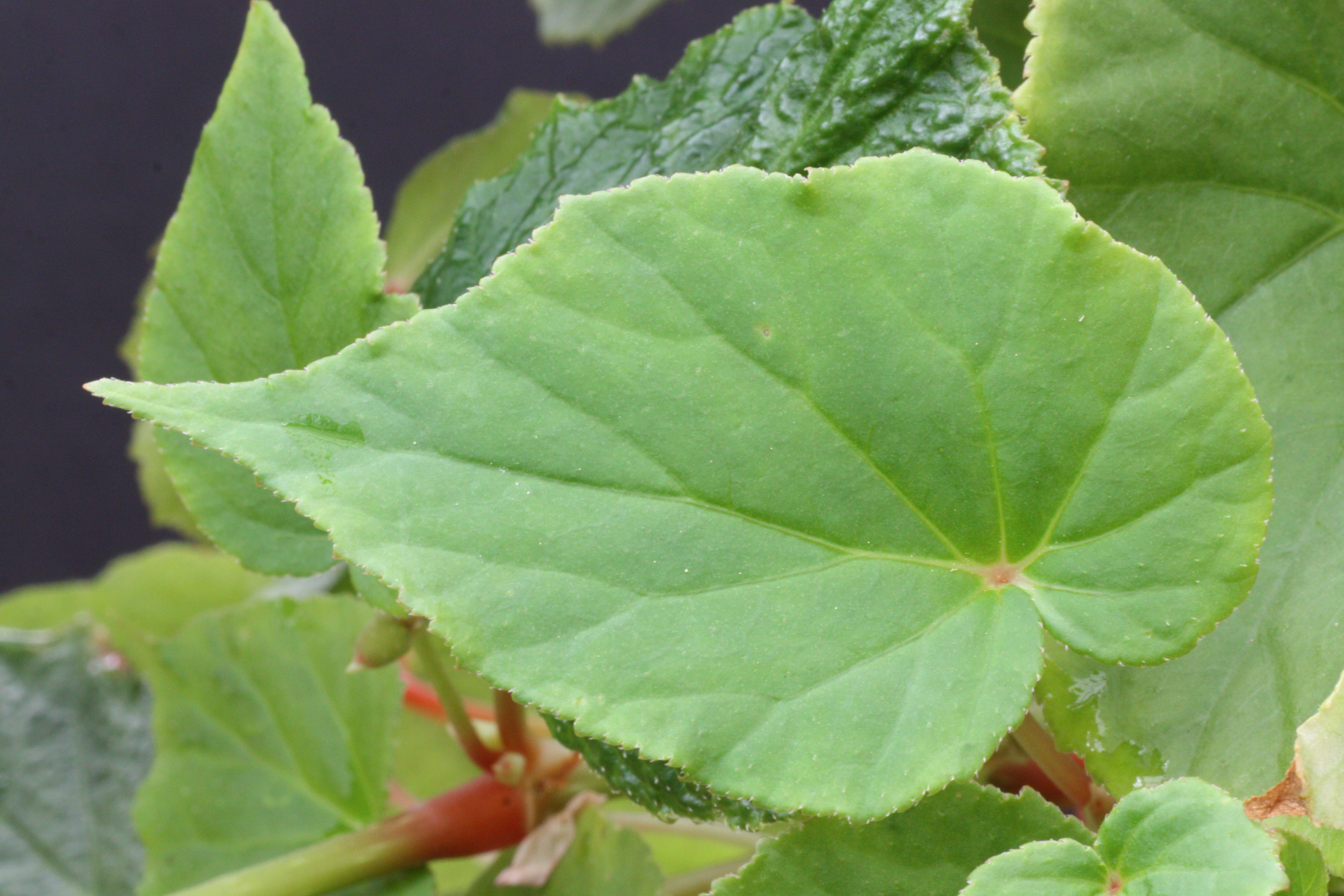
Кособокий лист бегонии большой (Begonia grandis)

### Формы листовых пластинок

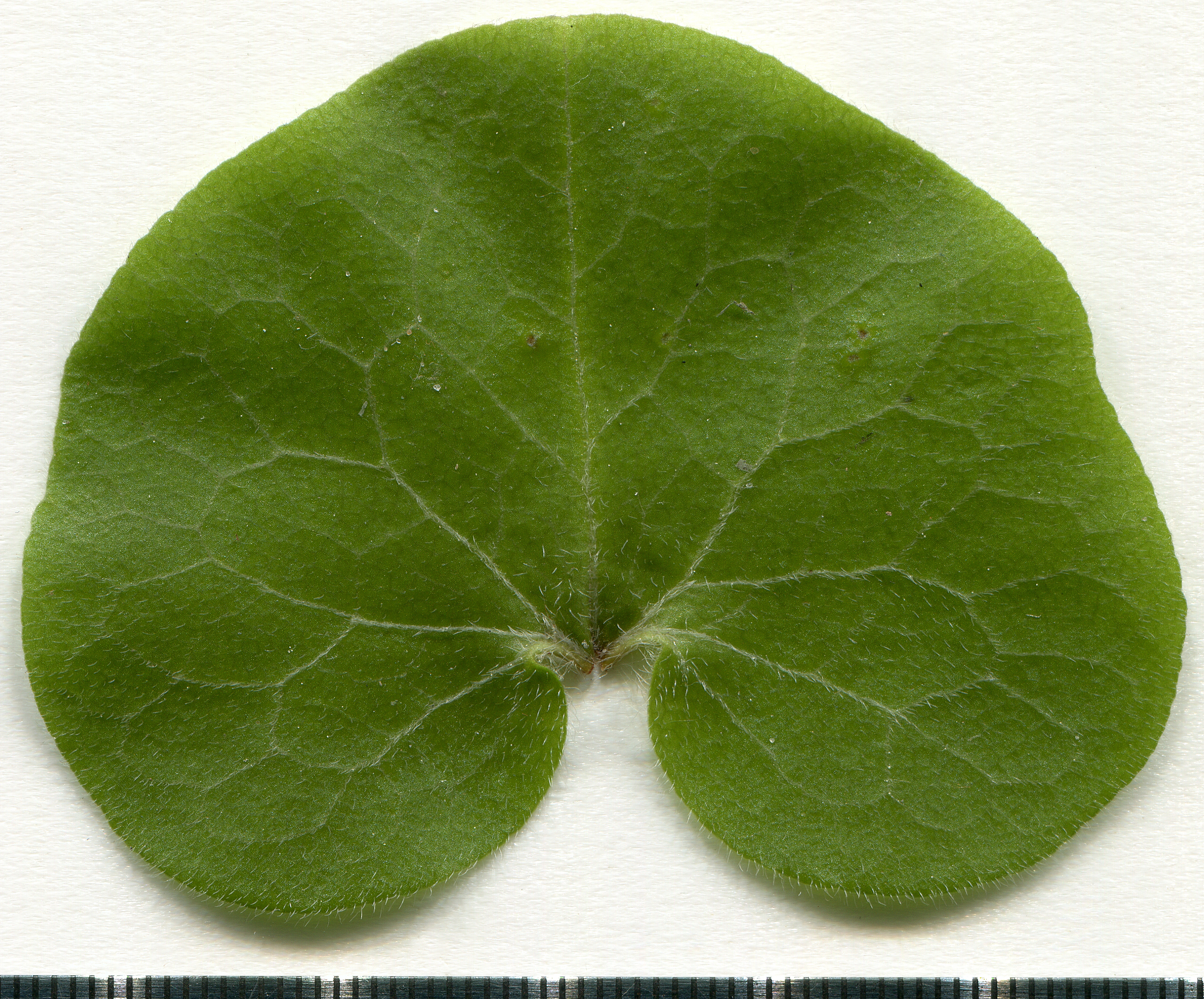
Почковидный лист Копытень европейский|копытня европейского (Asarum europaeum)
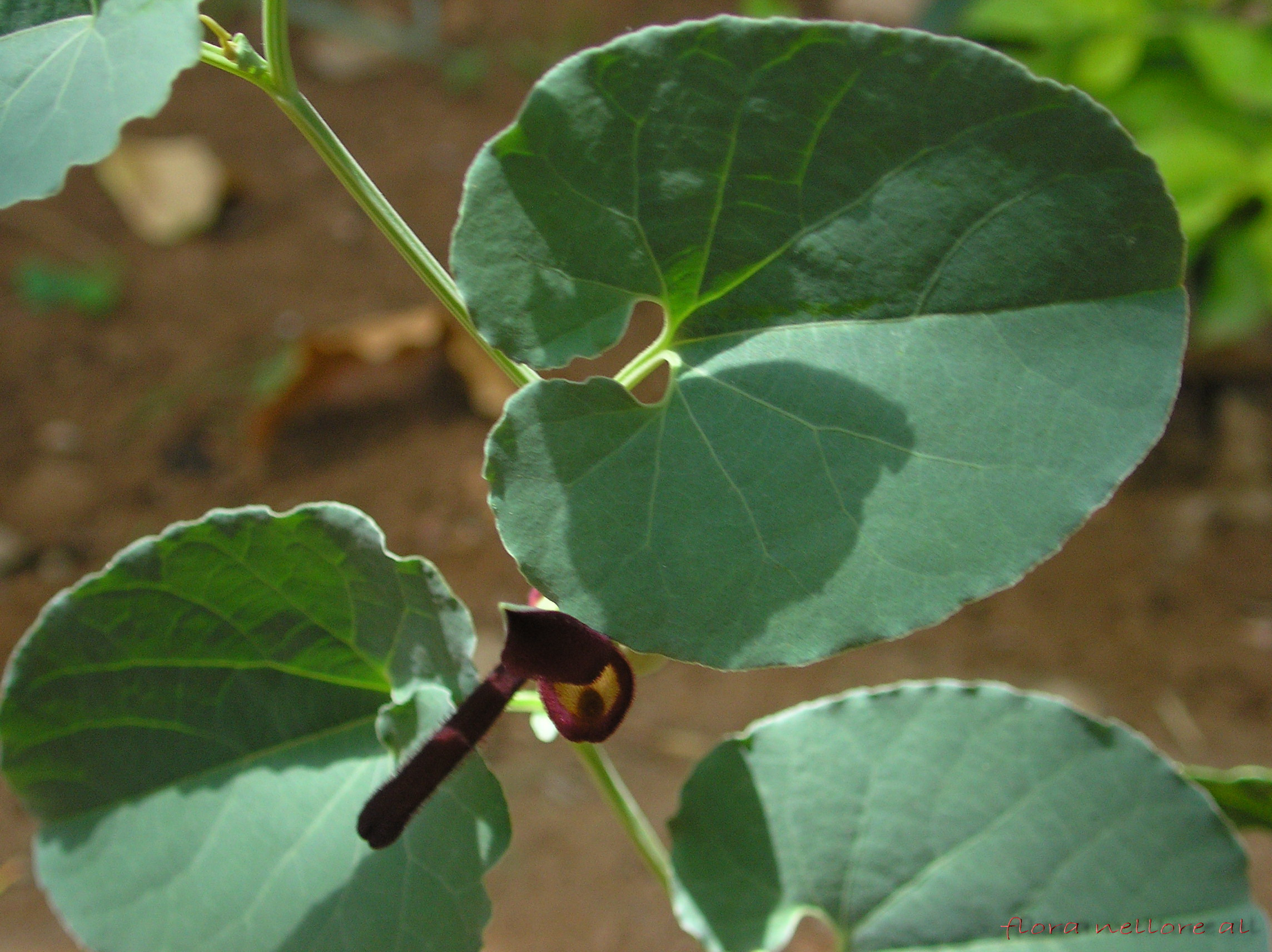
Почковидные листья Аристолохия прицветниковая|аристолохии прицветниковой (Aristolochia bracteolata)

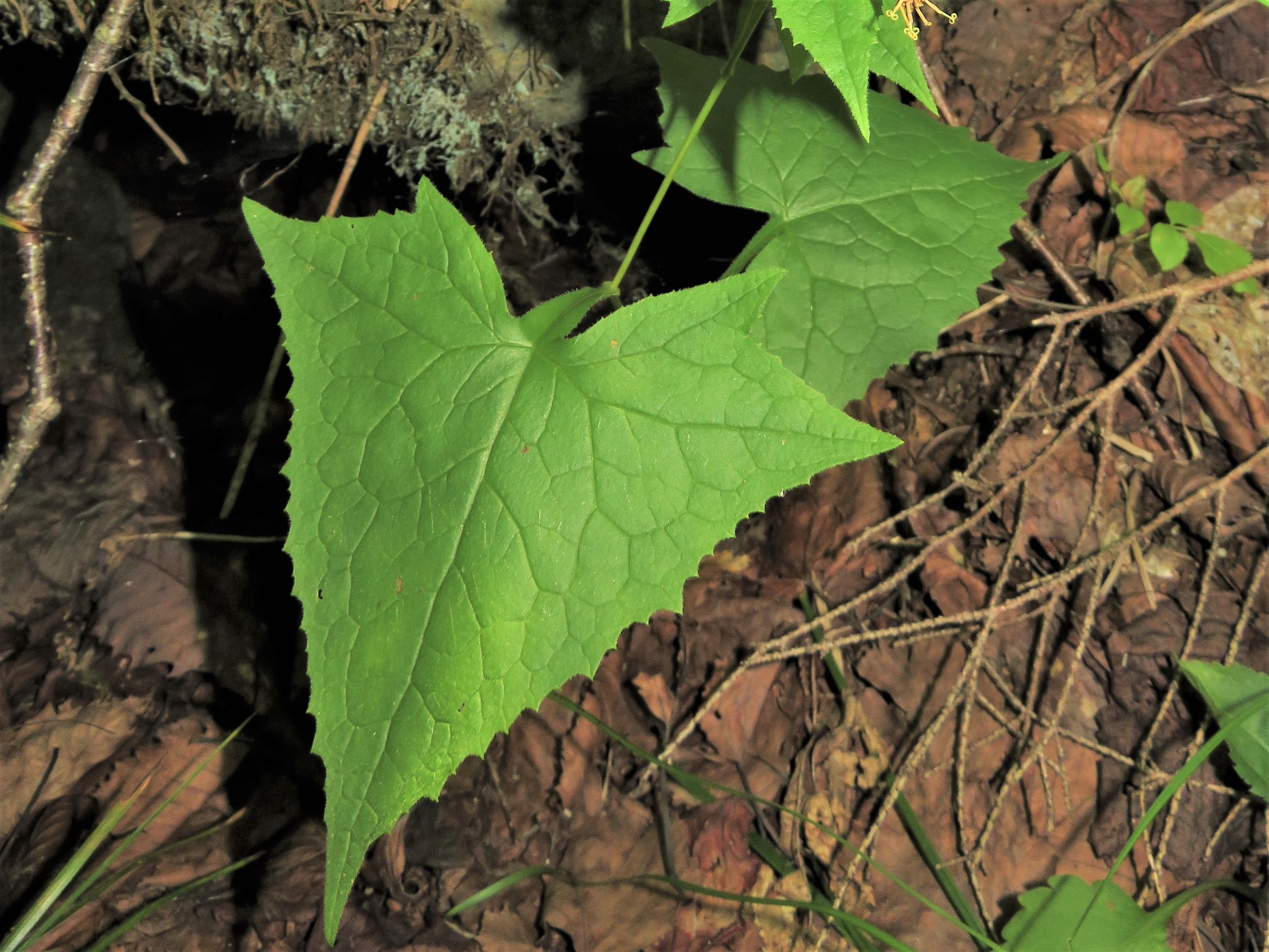
Копьевидный лист
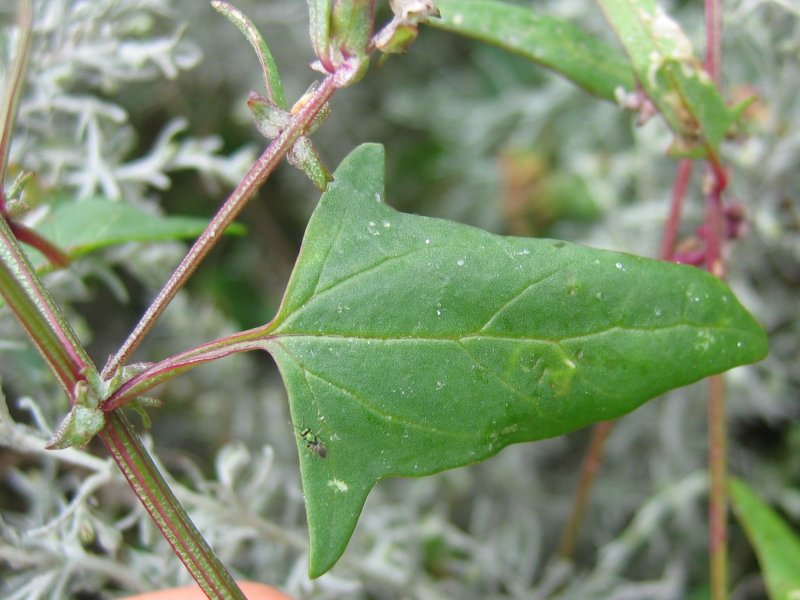
Копьевидный лист Лебеда простёртая|лебеды простёртой (Atriplex prostrata)
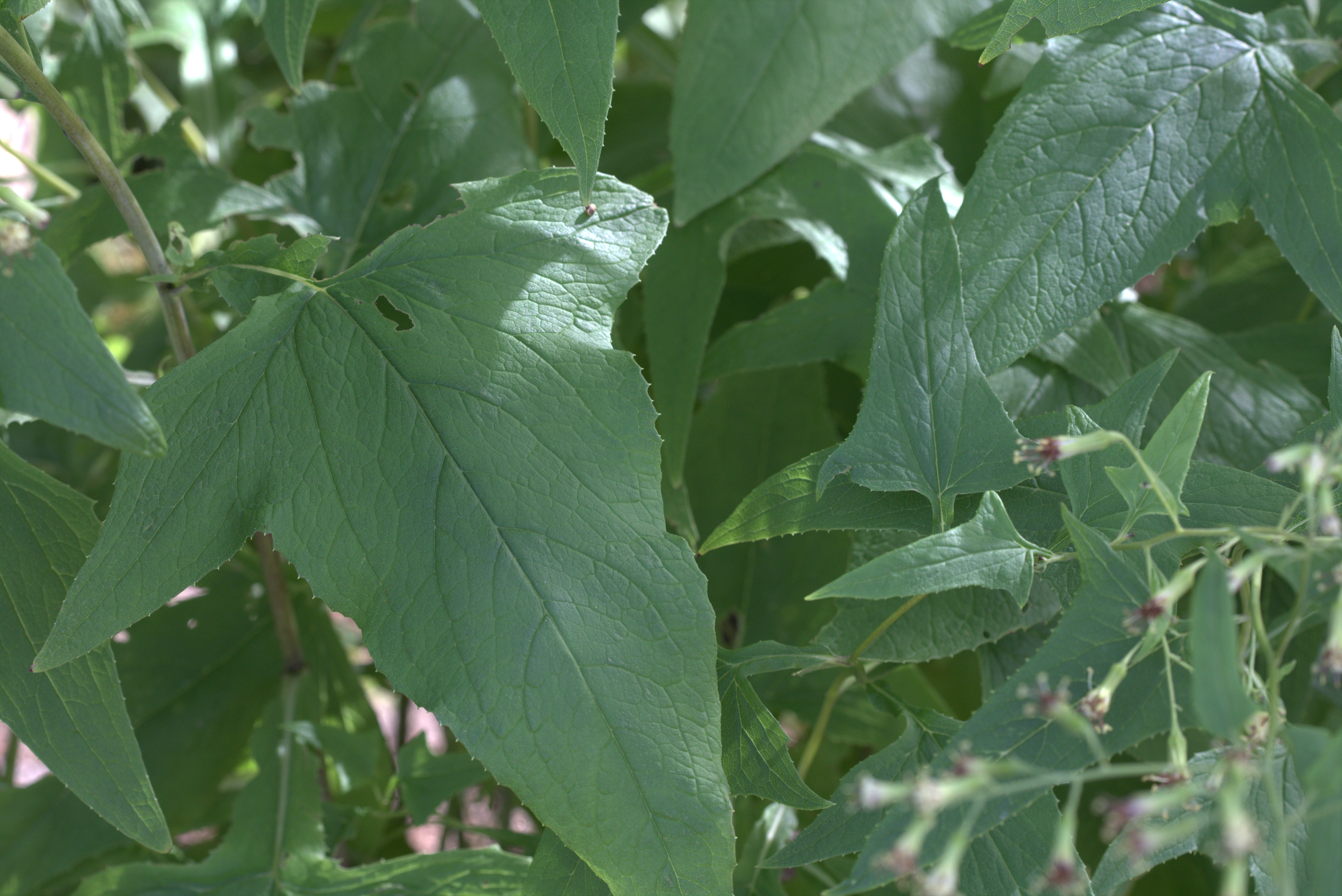
Копьевидные листья Недоспелка копьевидная|недоспелки копьевидной (Parasenecio hastatus)
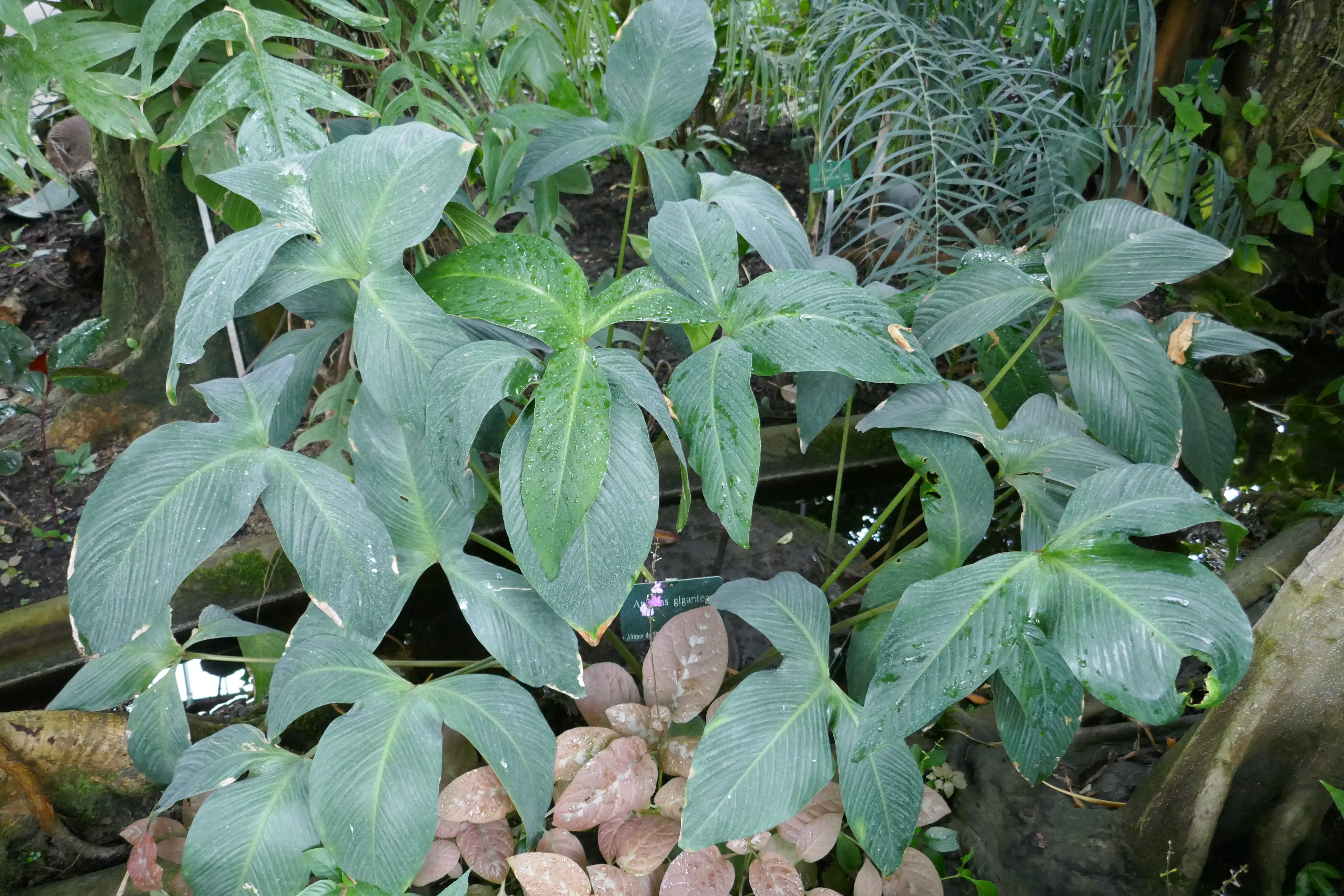
Копьевидный лист Анубиас гигантский|анубиаса гигантского (Anubias gigantea)
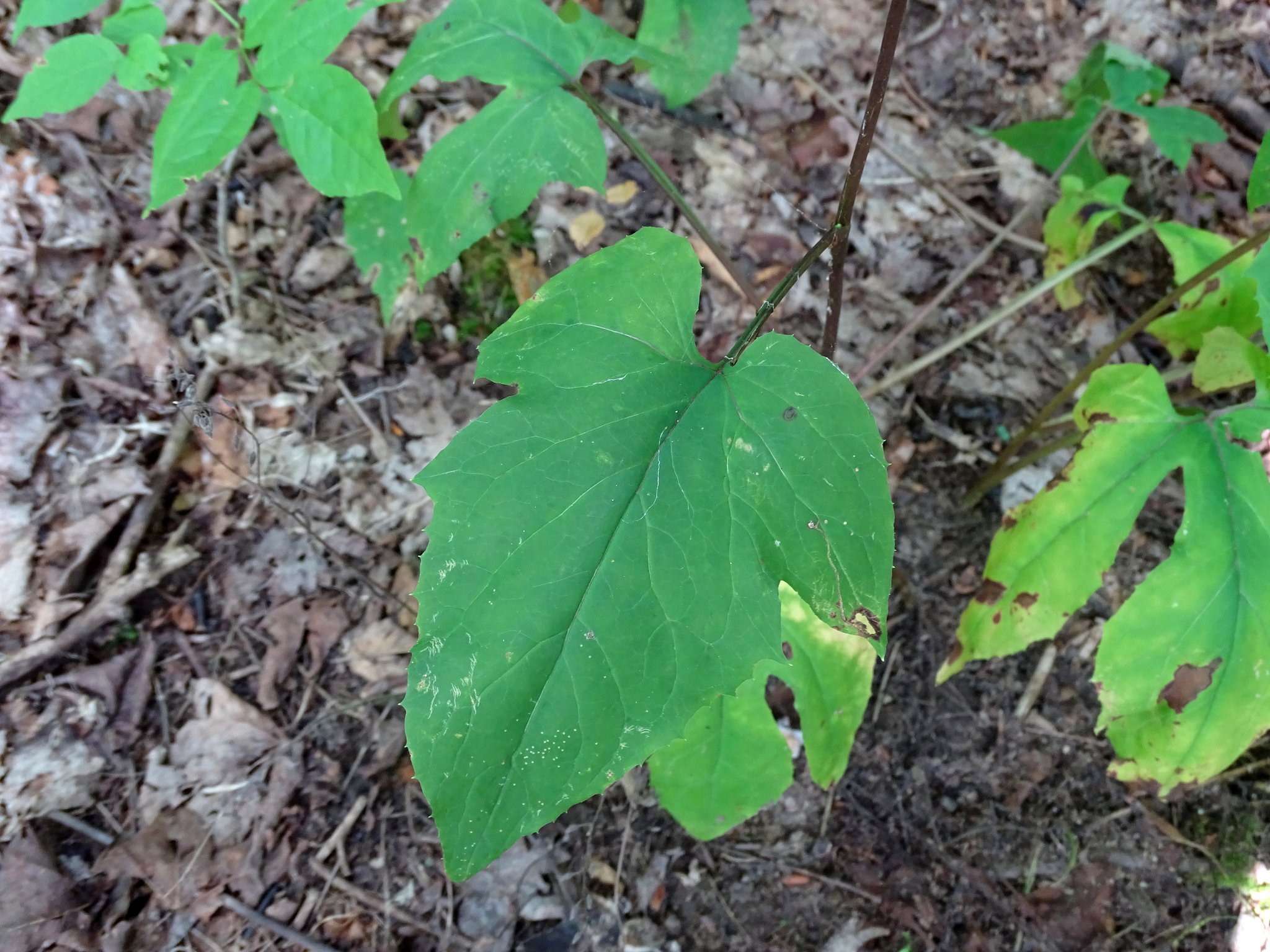
Копьевидный лист

При сочетании обобщенной формы и разноязычных конфигураций верхушки, основания и края пластинки, выделяют следующие формы листовой пластинки:
Сердцевидный лист (лат. cordatus) — лист с яйцевидной листовой пластинкой, с острой верхушкой и выемчатым основанием, имеющий форму сердца. Привычный представитель растений с такой формой — Липа сердцелистная (Tilia cordata Mill.).
 Медиафайлы на Викискладе

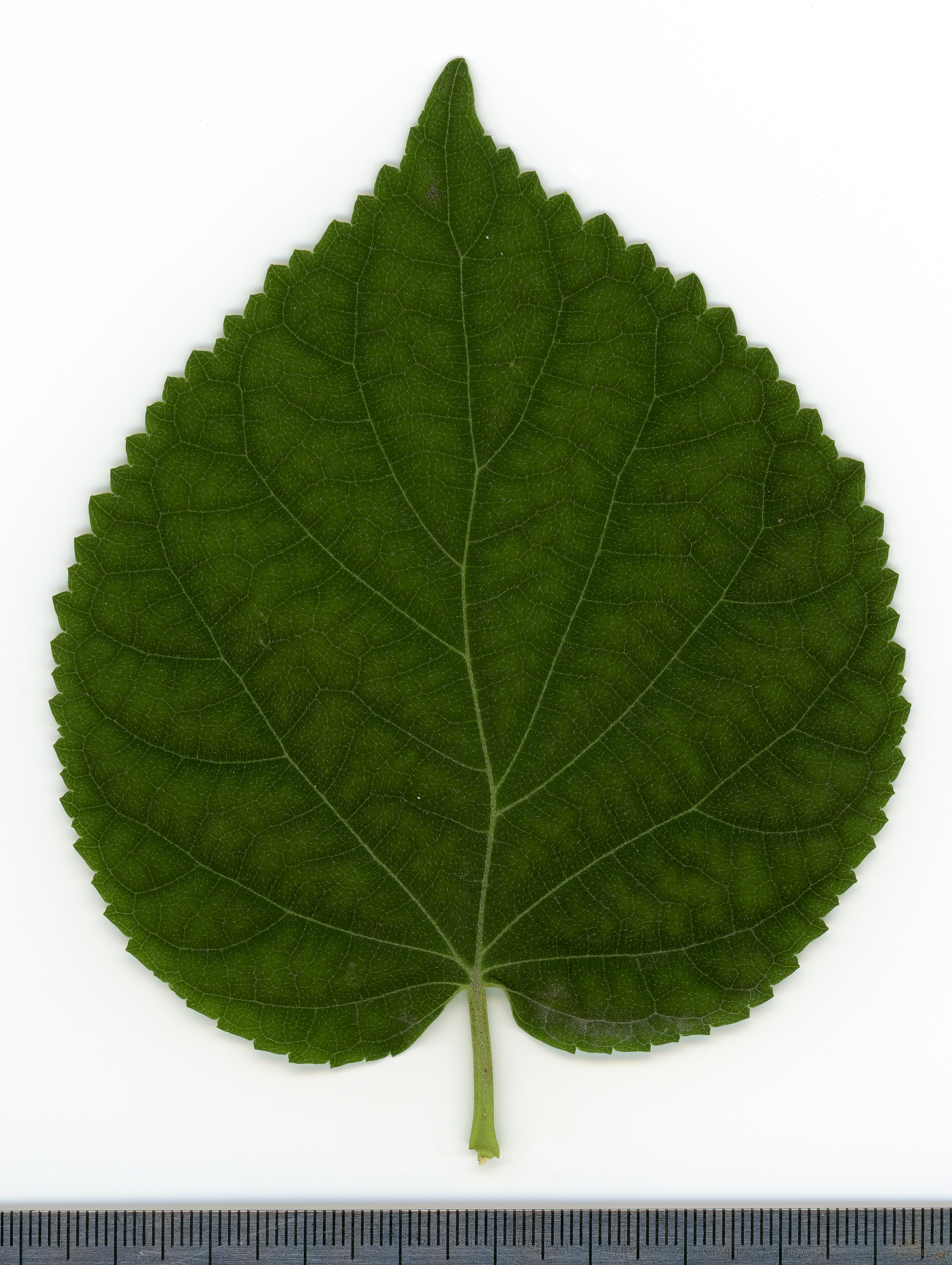
Сердцелистный лист гортензии древовидной (Hydrangea arborescens)
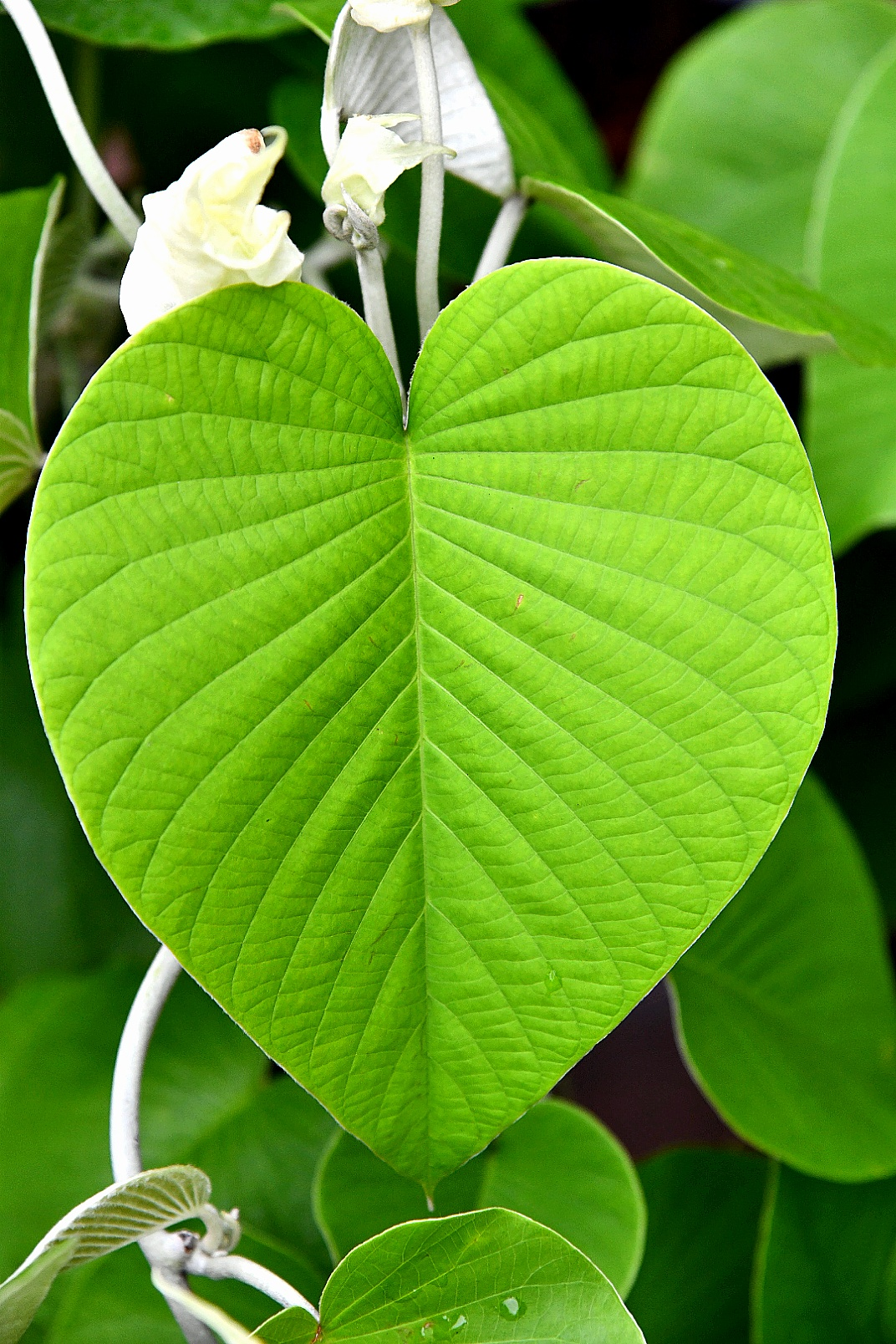
Сердцелистный лист аргирии (Argyreia)
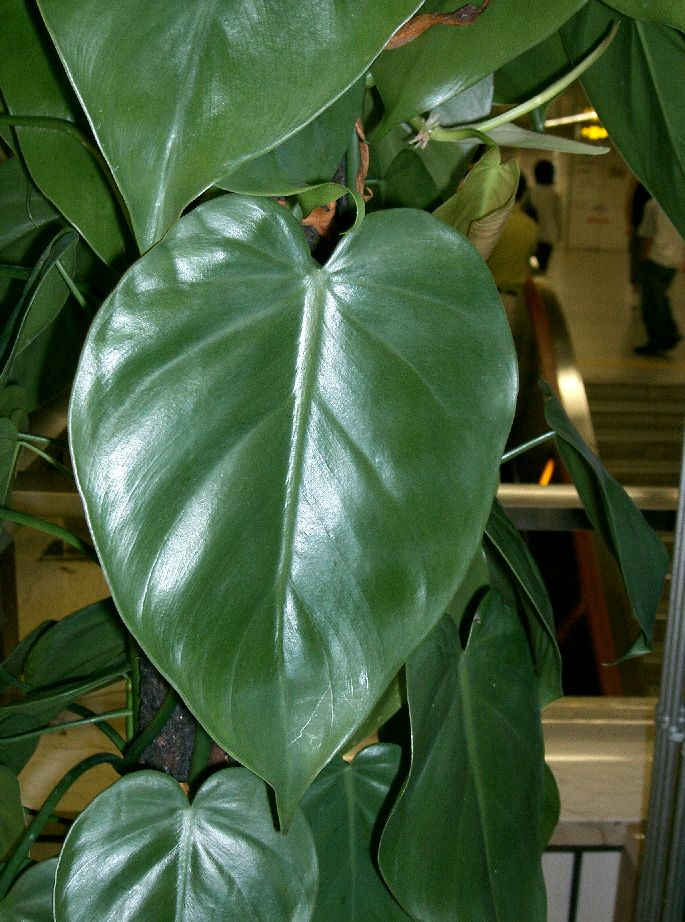
Сердцелистный лист филодендрона плющевидного (Heartleaf philodendron)
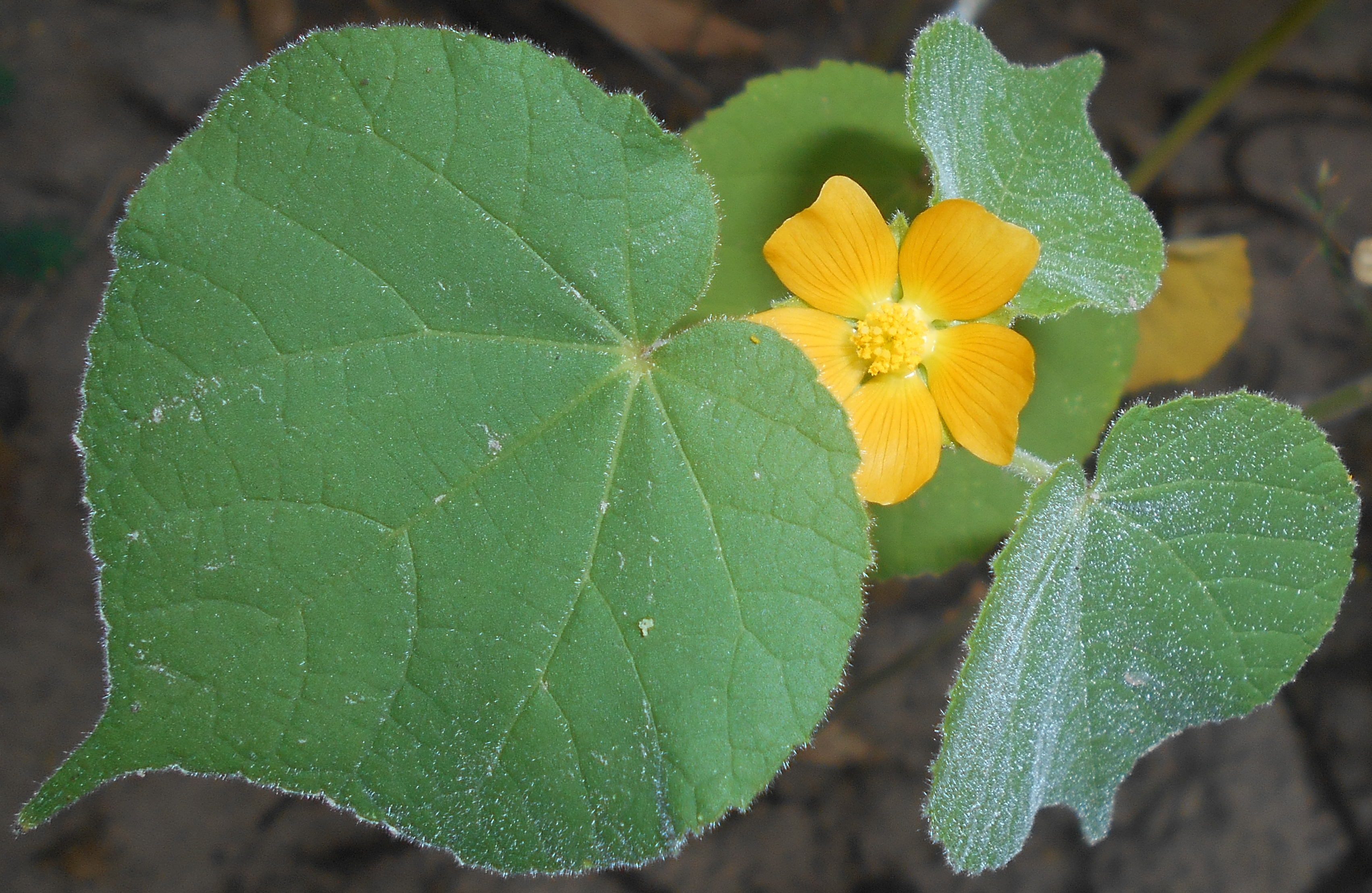
Сердцелистный лист канатника Теофраста (Abutilon theophrasti)
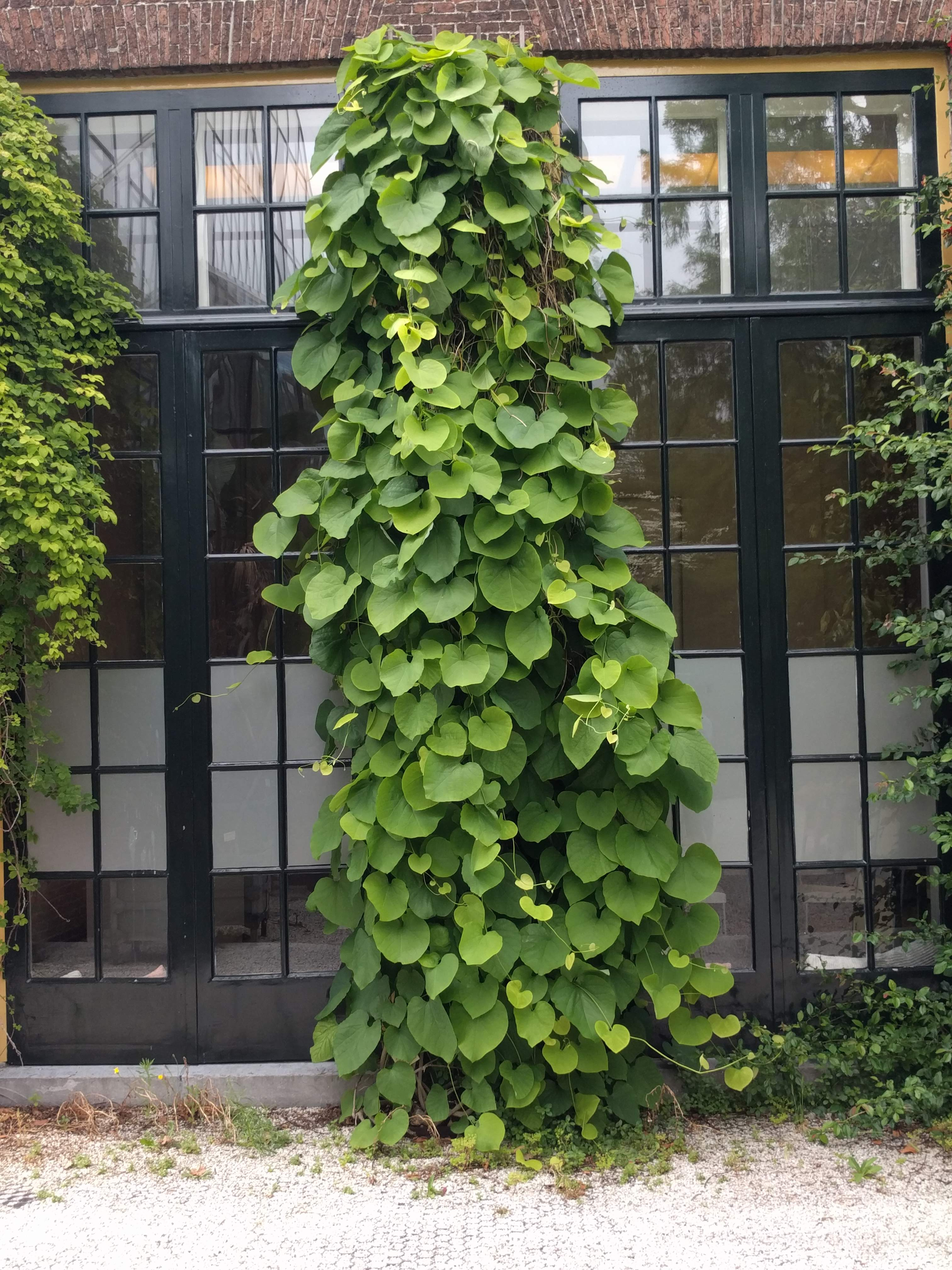
Сердцелистные листья кирказона крупнолистного (Aristolochia macrophylla)

Почковидный лист (лат. reniformis) — лист с округлой листовой пластинкой, округлой верхушкой и лопастным основанием, имеющим тупую выемку, форма напоминает почку.

 Медиафайлы на Викискладе
- Почковидный лист копытня европейского (Asarum europaeum)
- Почковидные листья аристолохии прицветниковой (Aristolochia bracteolata)

Стреловидный лист (лат. sagittatus) — лист, листовая пластинка которого имеет в основании глубокую треугольную выемку и заостренную верхушку.
 Медиафайлы на Викискладе

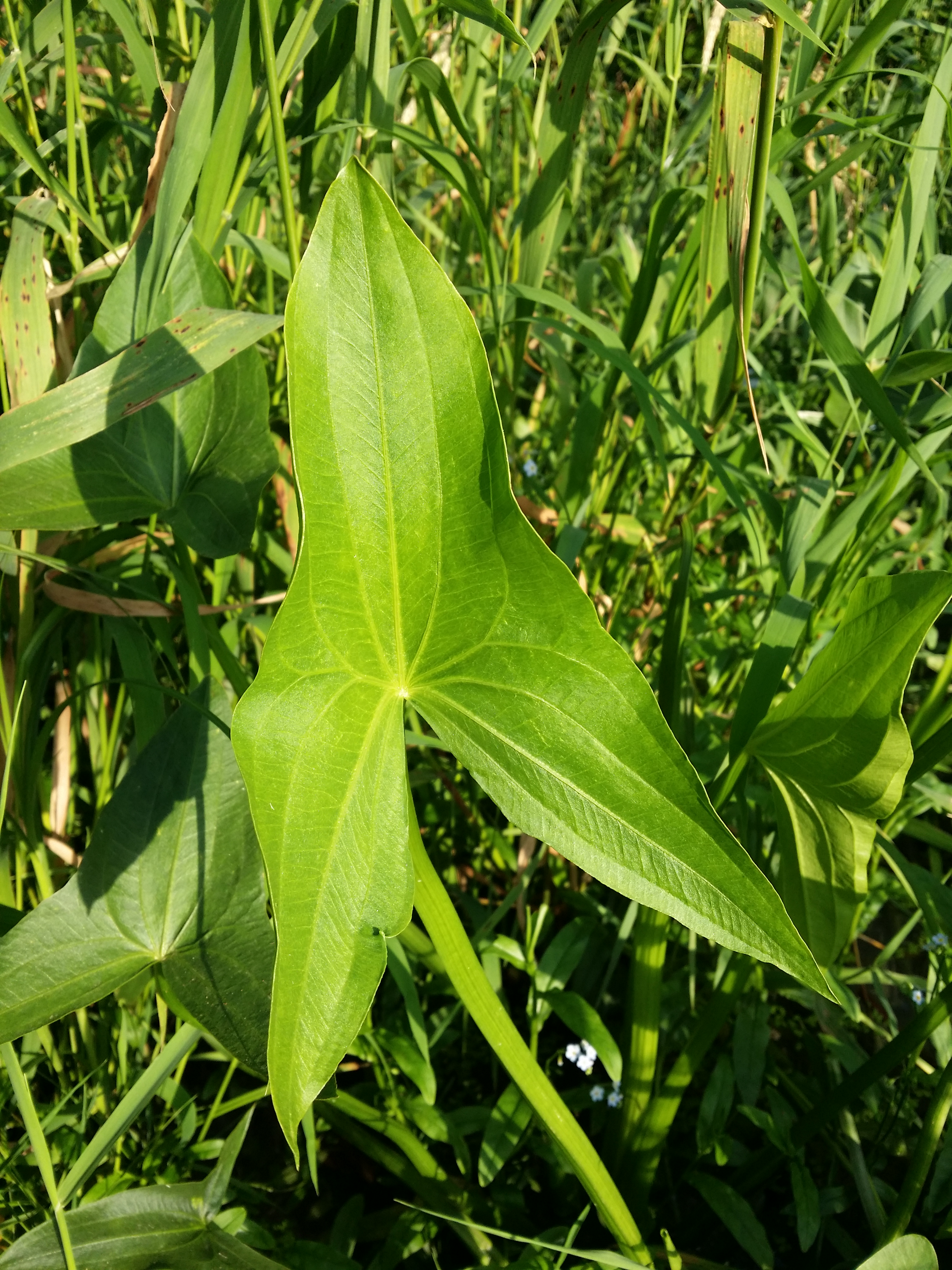
Стреловидный лист стрелолиста обыкновенного (Sagittaria sagittifolia)
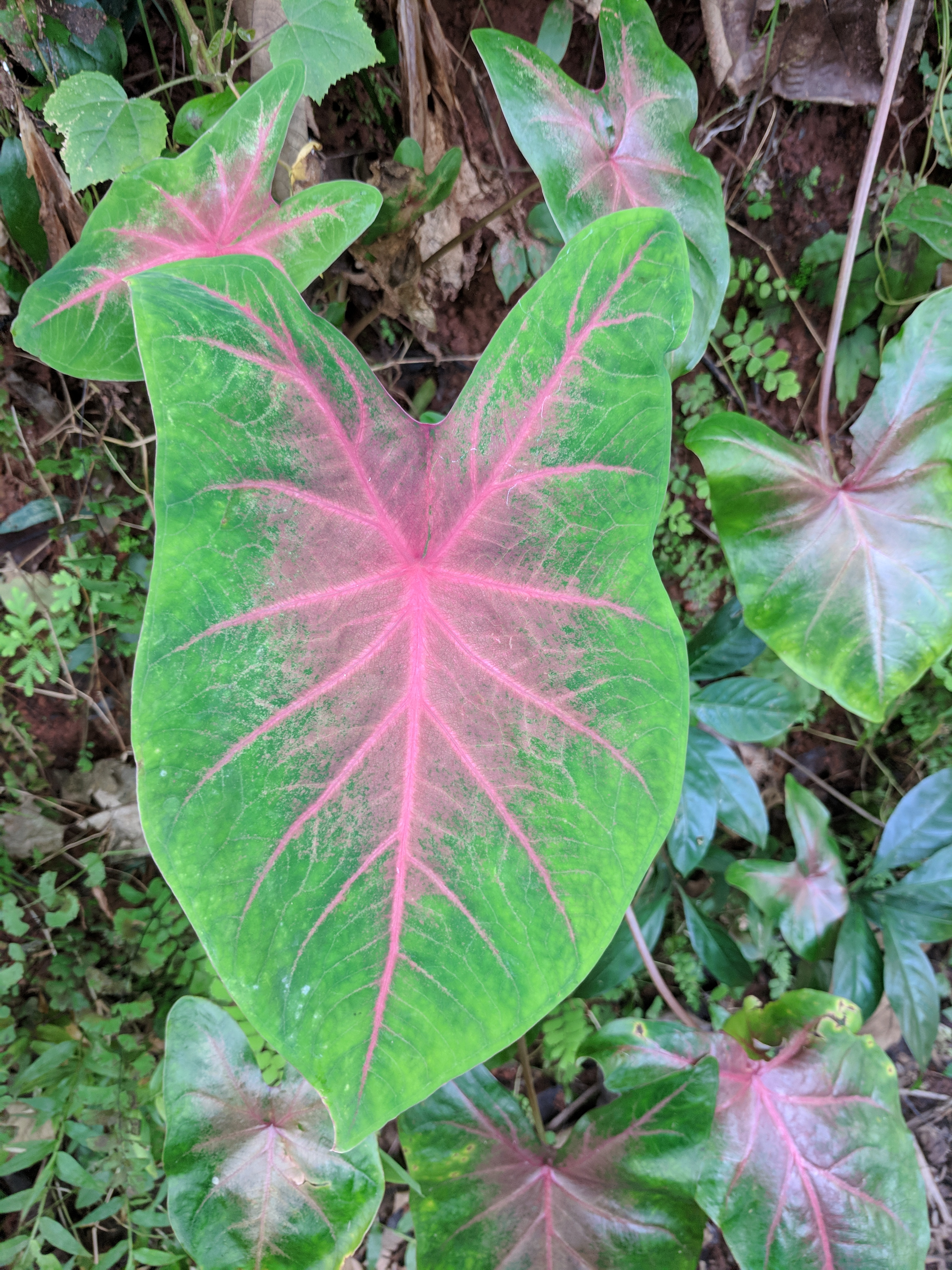
Стреловидный лист каладиума (Caladium)

Копьевидный лист (лат. hastatus) — лист с острыми, расходящимися в стороны лопастями в нижней части листовой пластинки.
 Медиафайлы на Викискладе
- Копьевидный лист Parasenecio hayachinensis
- Копьевидный лист лебеды простёртой (Atriplex prostrata)
- Копьевидные листья недоспелки копьевидной (Parasenecio hastatus)
- Копьевидный лист анубиаса гигантского (Anubias gigantea)
- Копьевидный лист Nabalus altissimus

Мечевидный лист — плотный, обычно крупный и толстый линейный лист, имеющий заостренную верхушку.

 Медиафайлы на Викискладе 

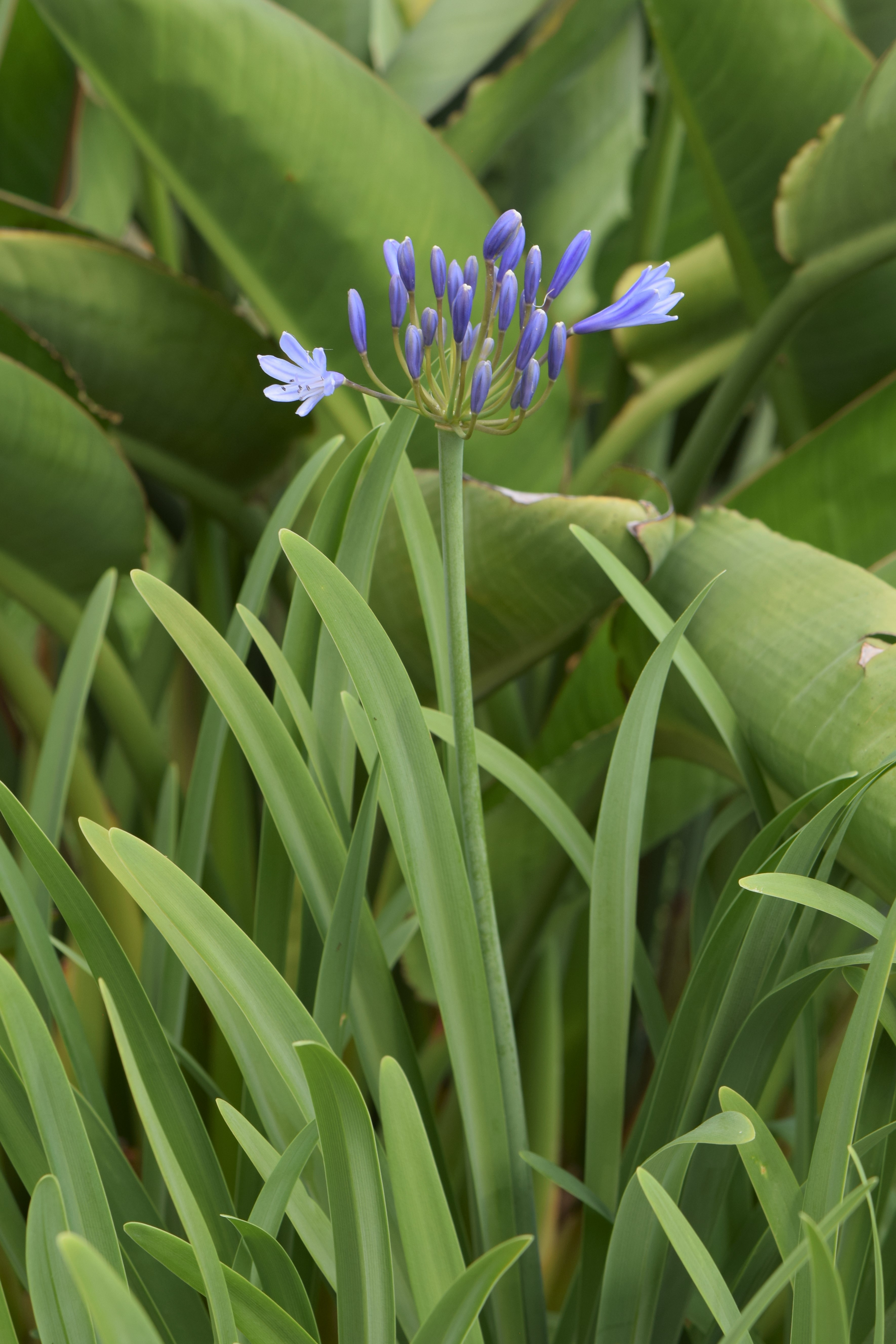
Мечевидные листья агапантуса колокольчатого (Agapanthus campanulatus)
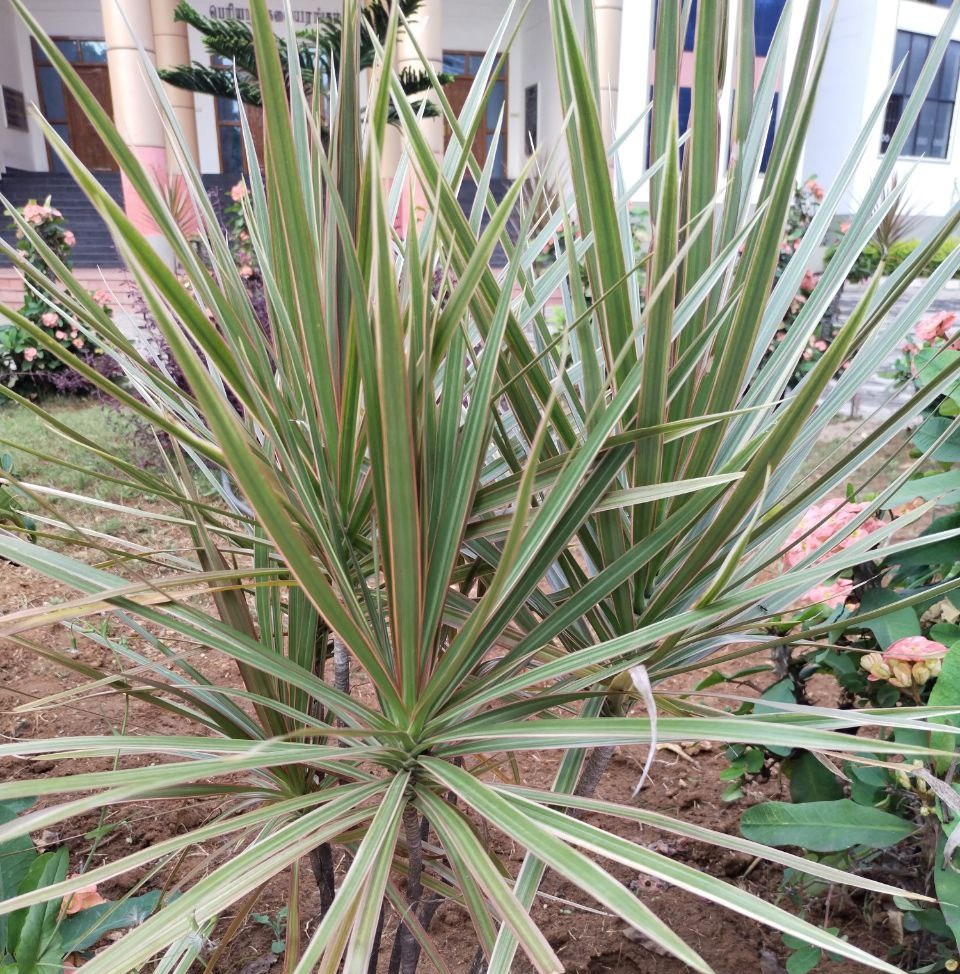
Мечевидные листья драцены (Dracaena)

Веерообразный лист — лист со сбежистым основанием и широкой округлой верхушкой, напоминает веер. 

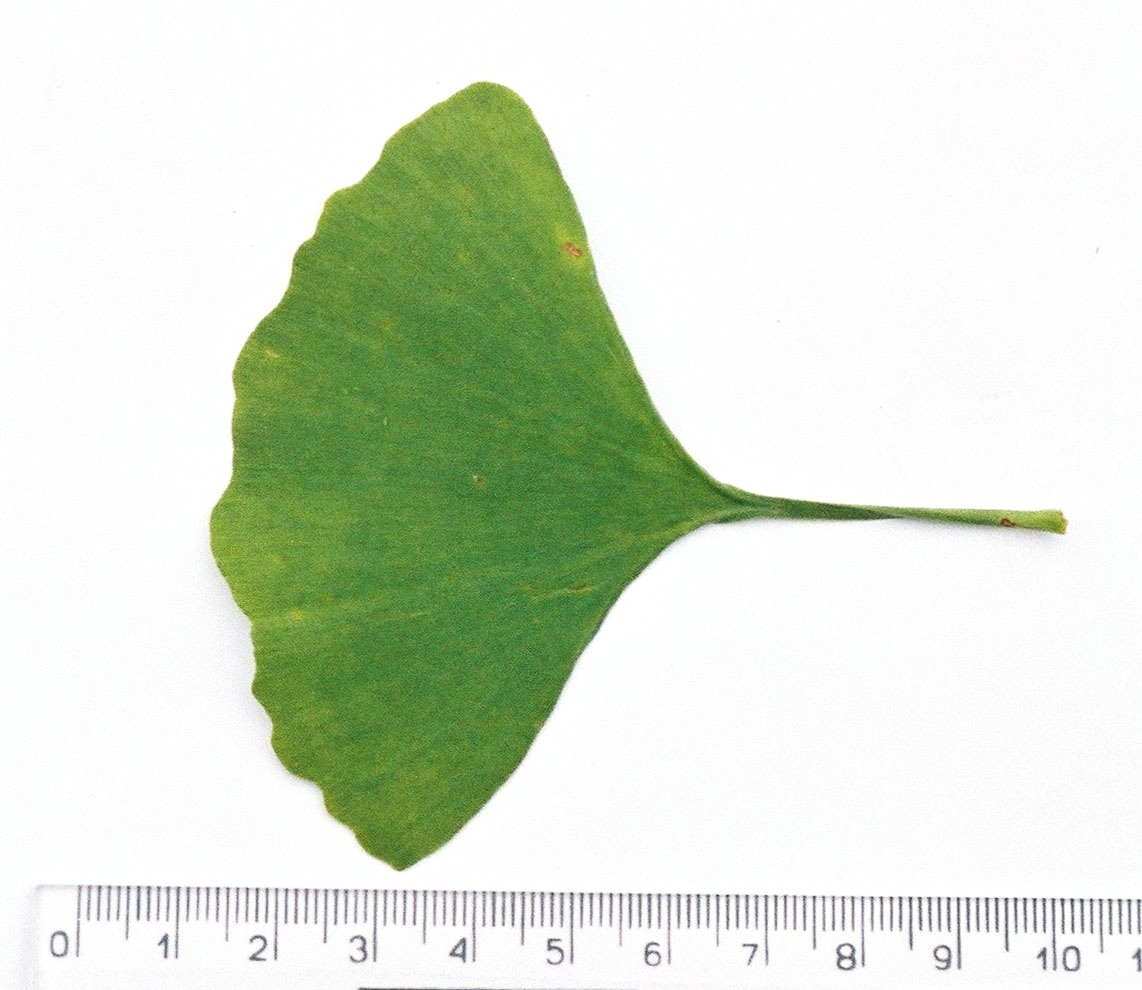
Веерообразный лист гинкго двулопастного (Ginkgo biloba)

Щитовидный лист — лист, у которого черешок

## Дольчатые листья
Дольчатый лист (лат. lobed) — простой лист, у которого листовая пластинка имеет выступы или лопасти, то есть расчленена на доли, между которыми имеются разрезы не менее 1/4 ширины пластинки. Листья с расчленённой листовой пластинкой характеризуются по:
- по характеру расчленения листовой пластинки (двух-, тройчато-, пальчато-, перисто-);
- по степени расчленения (глубине выемок) листовой пластинки (лопастной, раздельный, рассечённый);
- по другим формам расчленения.

В зависимости от глубины разрезов их подразделяют:
- Простой лопастной лист — лист, у которого пластинка имеет разрезы от 1/4 до 1/2 ширины полупластинки,
- Простой раздельный лист — лист, у которого пластинка имеет разрезы больше 1/2 ширины полупластинки,
- Простой рассечённый лист — лист, у которого пластинка имеет разрезы почти на всю ширину полупластинки, есть только небольшые перемычки.

Эта классификация условная, некоторые авторы говорят не про половину полупластинки, а про ⅓ ширины пластинки. При этом на одном и том же листе разрезы могут быть различной глубины, а форма пластинки может быть далека от правильных геометрических фигур.
При суперпозиции глубины разрезов и характеру членения получаем:
- Тройчатолопастной лист — простой лист, имеющий три лопасти с вырезами меньше половины полупластинки.
- Тройчатораздельный лист — простой лист, имеющий три лопасти с вырезами больше половины полупластинки.
- Тройчаторассечёный лист — простой лист, имеющий три лопасти с вырезами почти на всю глубину полупластинки.
- Пальчатолопастной лист (лат. palma + findere) —  простой лист, с пальчатыми лопастями с вырезами меньше половины полупластинки.
- Пальчатораздельный лист (лат. palma + partiri) — простой лист, с пальчатыми лопастями с вырезами больше половины полупластинки.
- Пальчаторассечённый лист (лат. palma + secare) — простой лист, с пальчатыми лопастями с вырезами почти на всю глубину полупластинки.
- Перистолопастной лист (лат. pinna + findere) — простой лист, имеющий с перистыми лопастями с вырезами меньше половины полупластинки.
- Перистораздельный лист (лат. pinna + partiri) — простой лист, имеющий с перистыми лопастями с вырезами больше половины полупластинки.
- Перисторассечёный лист (лат. pinna + secare) — простой лист, имеющий с перистыми лопастями с вырезами почти на всю глубину полупластинки.

### Двухлопастные листья
Двухлопастный лист (лат. bilobus) — частный случай лопастного листа, когда он состоит из двух лопастей. Самый известный вид, имеющий двулопастные листья — Гинкго двулопастный (Ginkgo biloba).
 Медиафайлы на Викискладе

Примеры двулопастных листьев
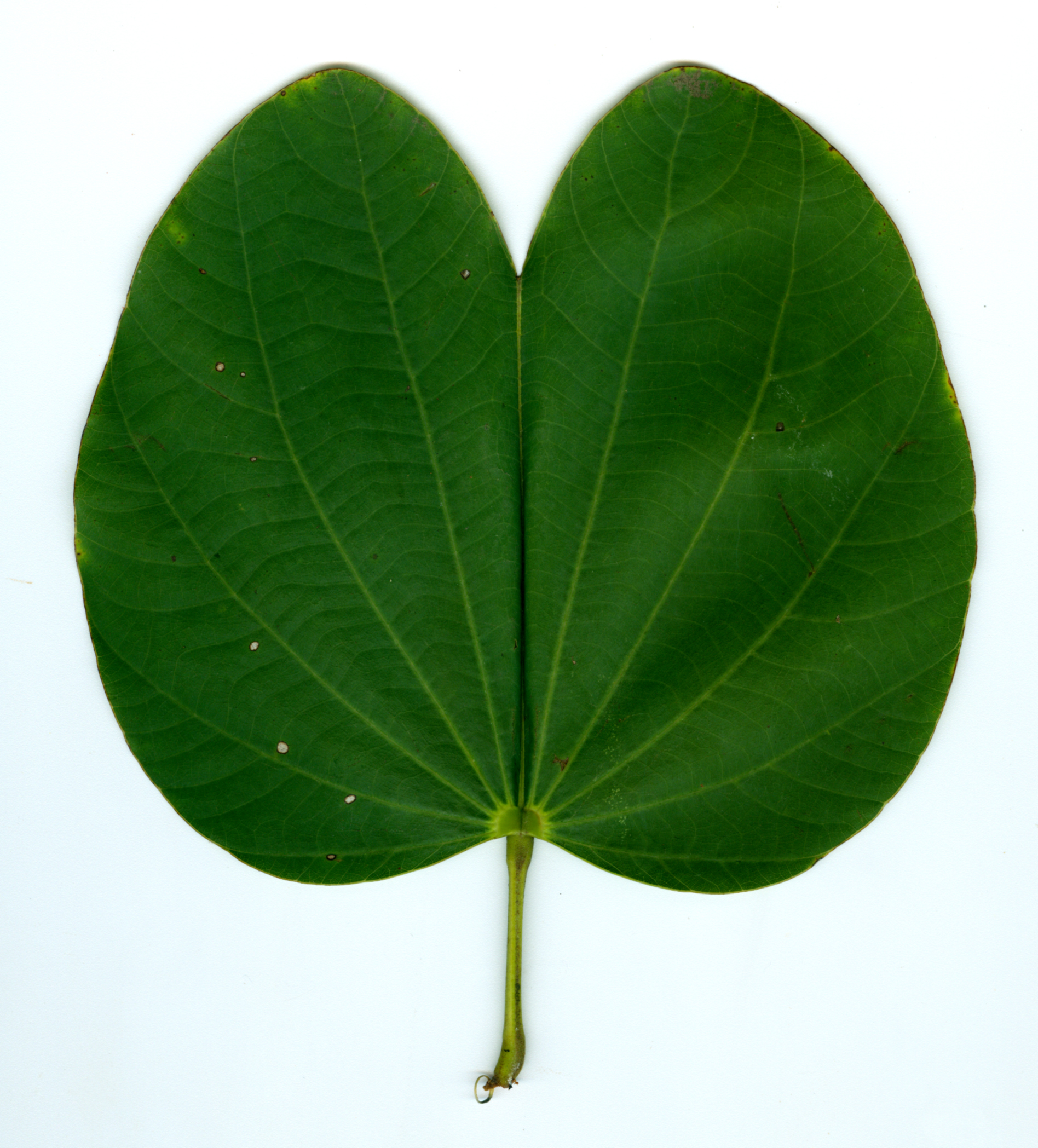
Двулопастный лист баугинии (Bauhinia)
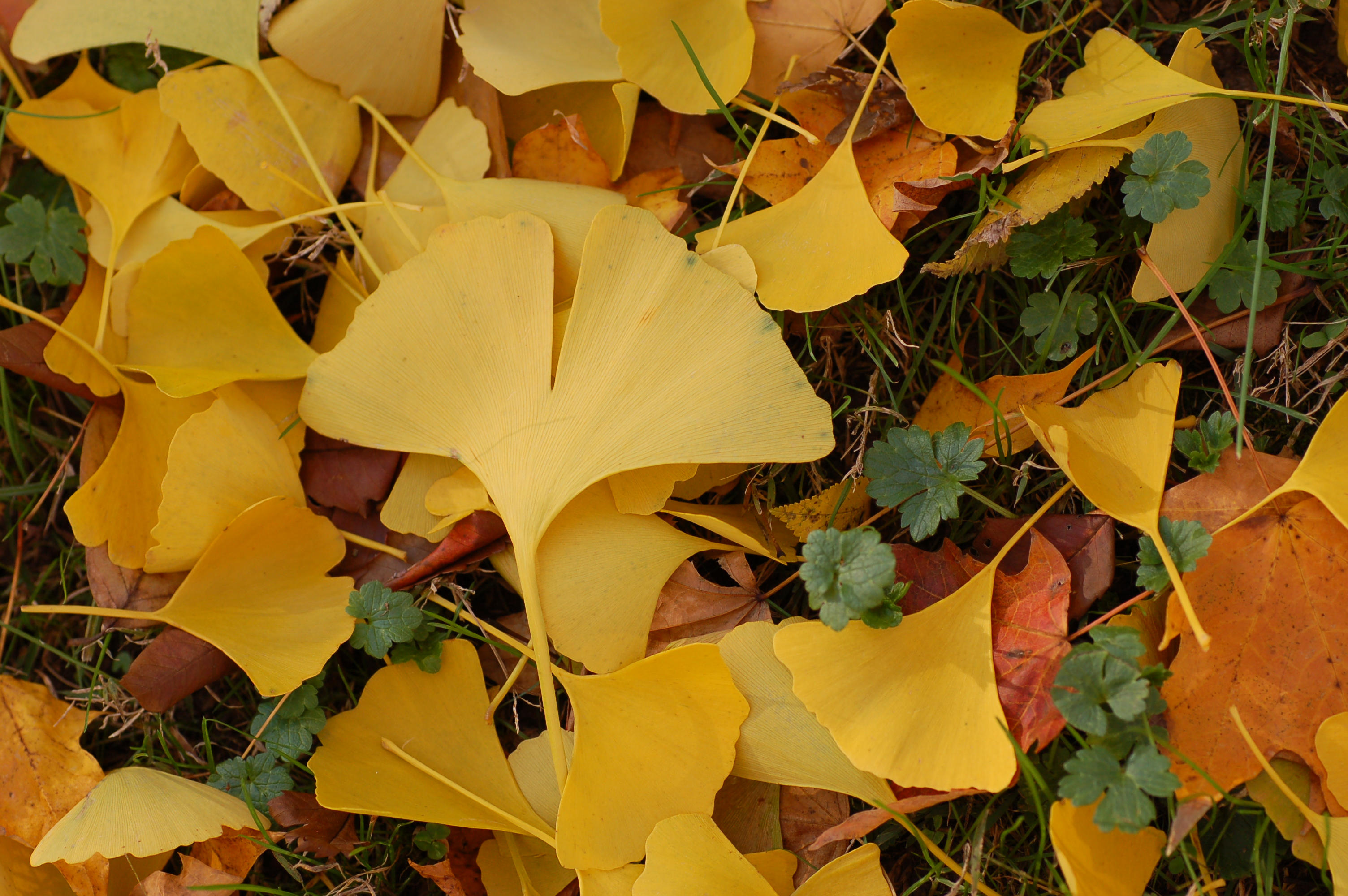
Листья гинкго двулопастного (Ginkgo biloba) в осенней окраске
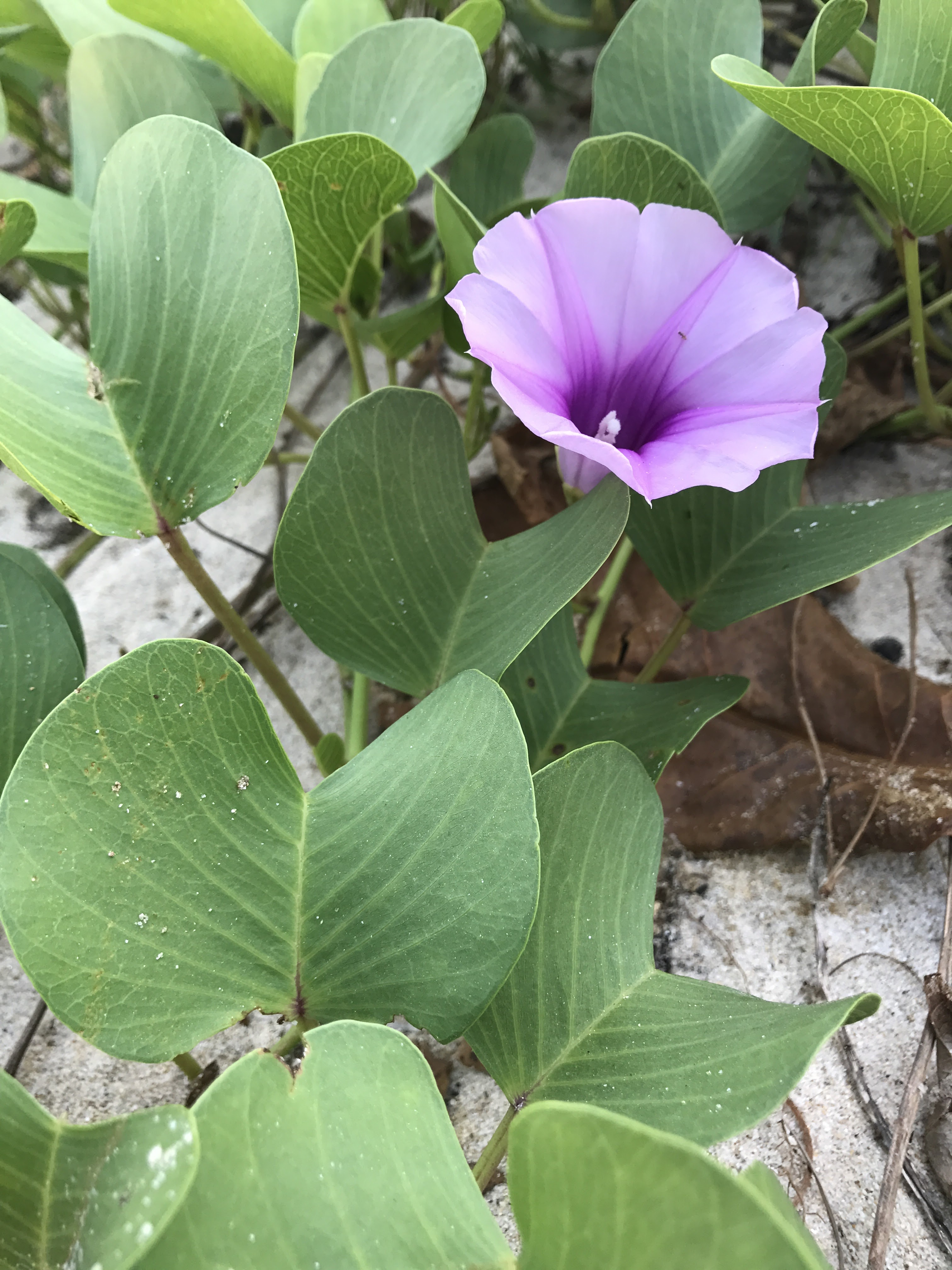
Двулопастные листья Ипомеи двулопастной (Ipomoea pes-caprae)
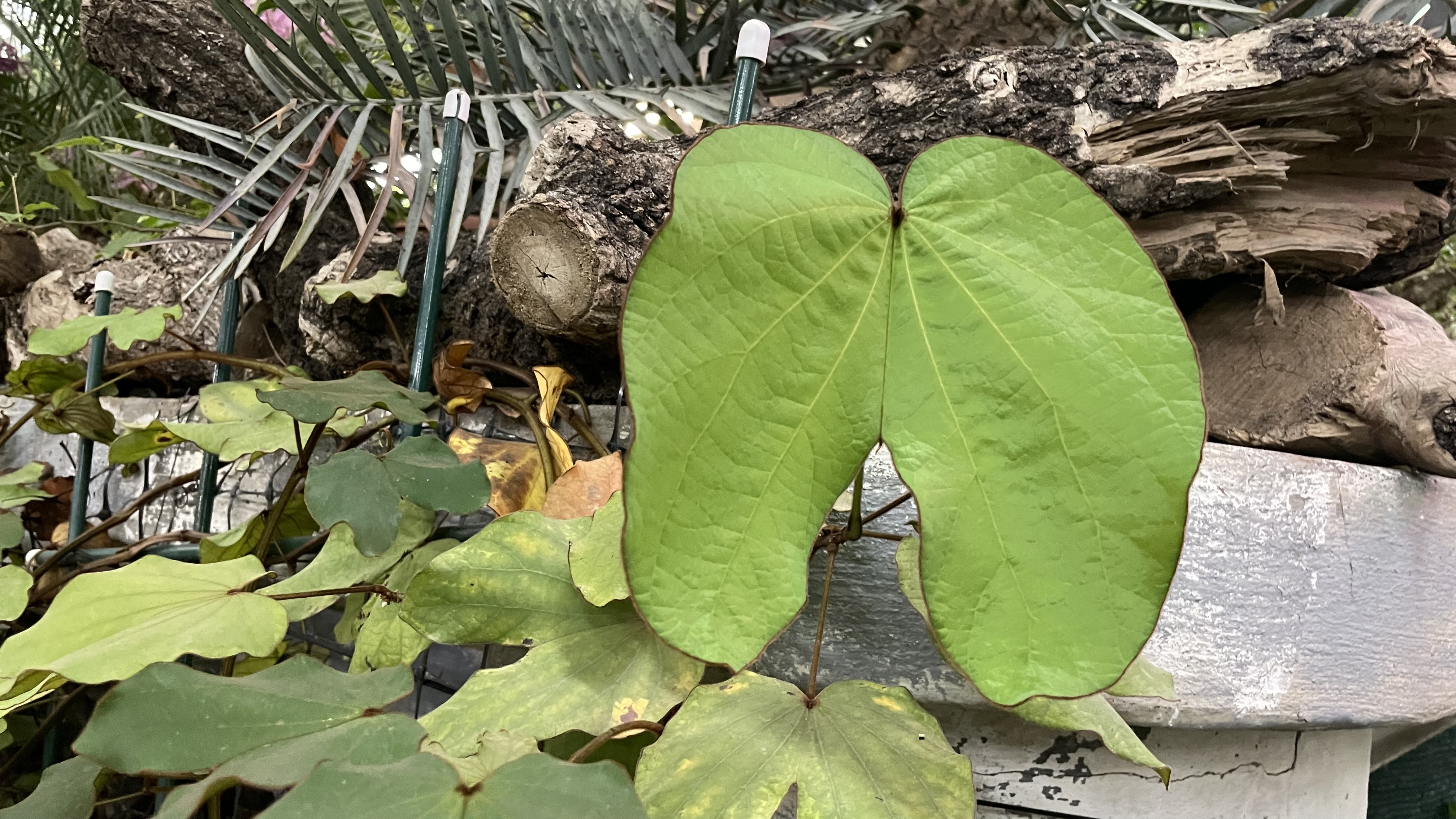
Лист лианы Bauhinia vahlii
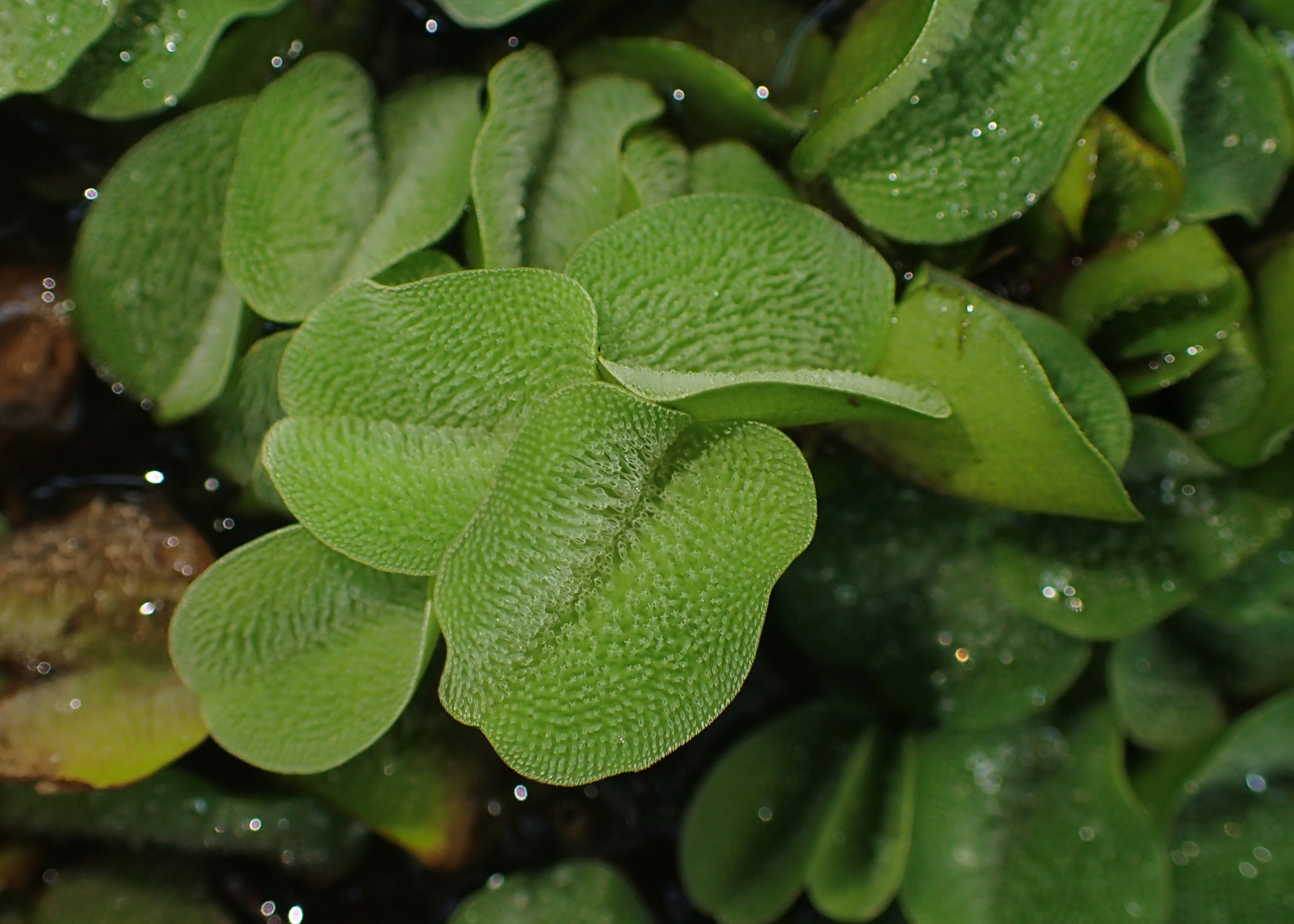
Листья сальвинии двухлопастной (Salvinia biloba)
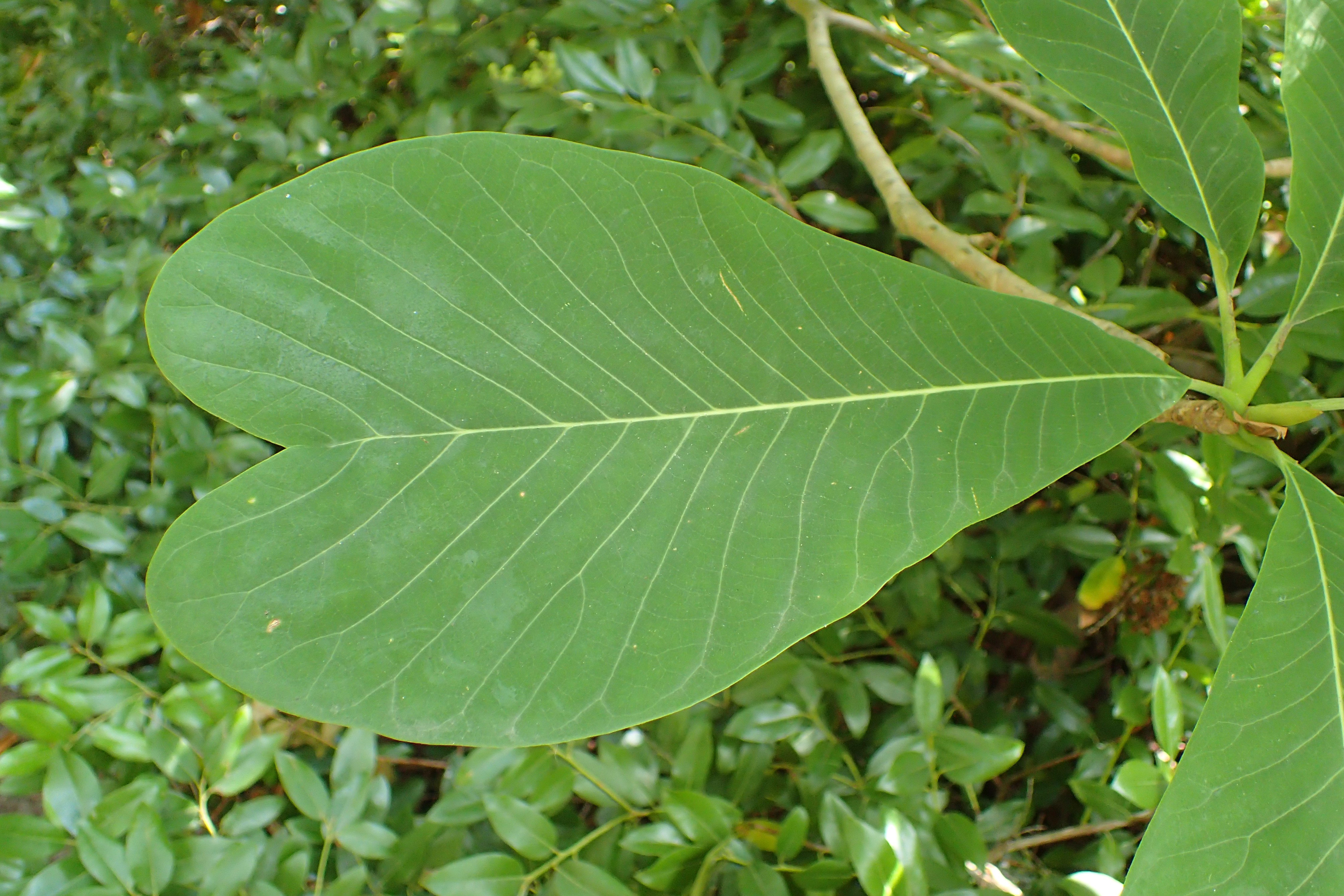
Листья магнолии лекарственной двулопастной (Magnolia officinalis var. biloba)
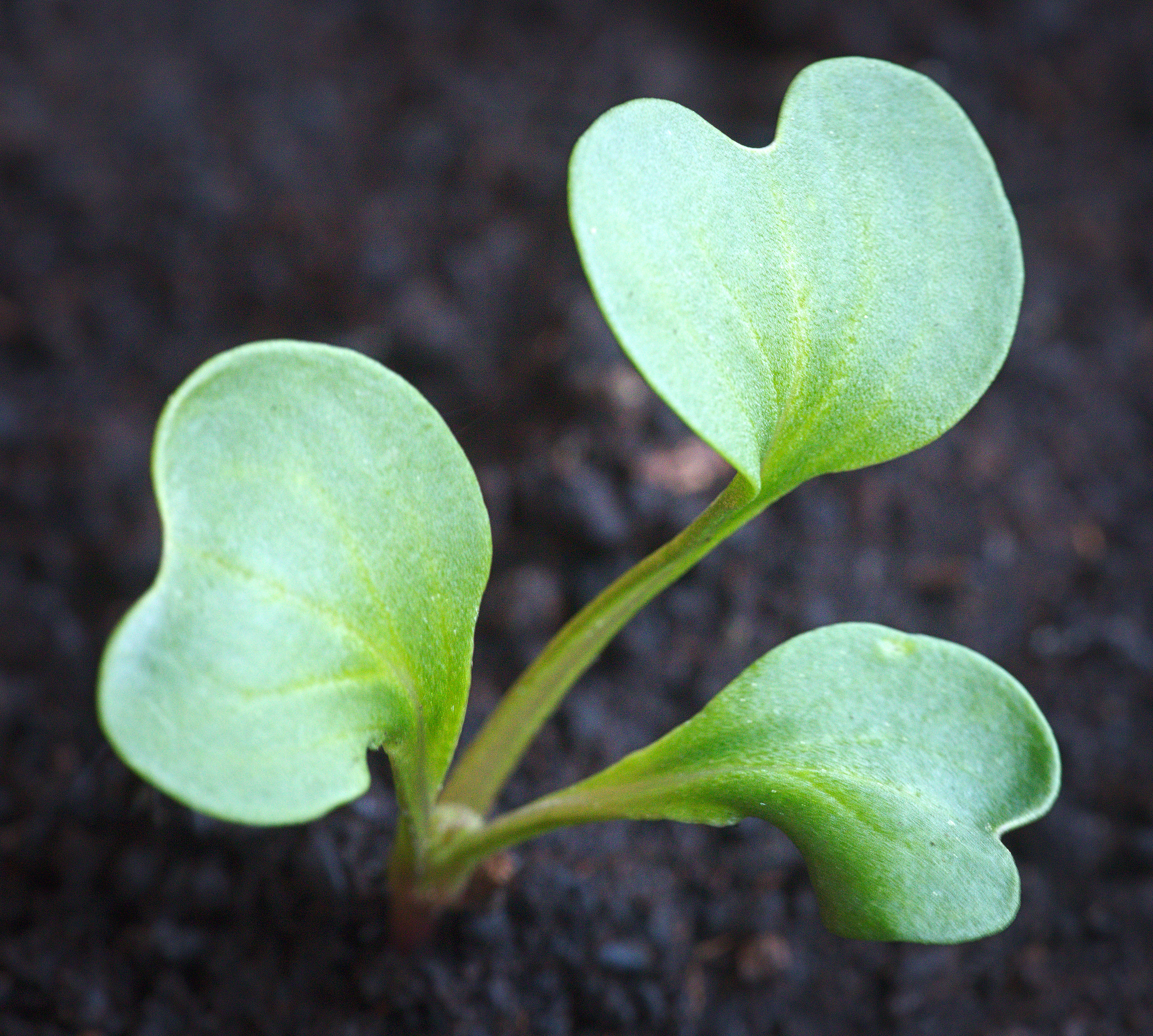
Семядольные листья редиса
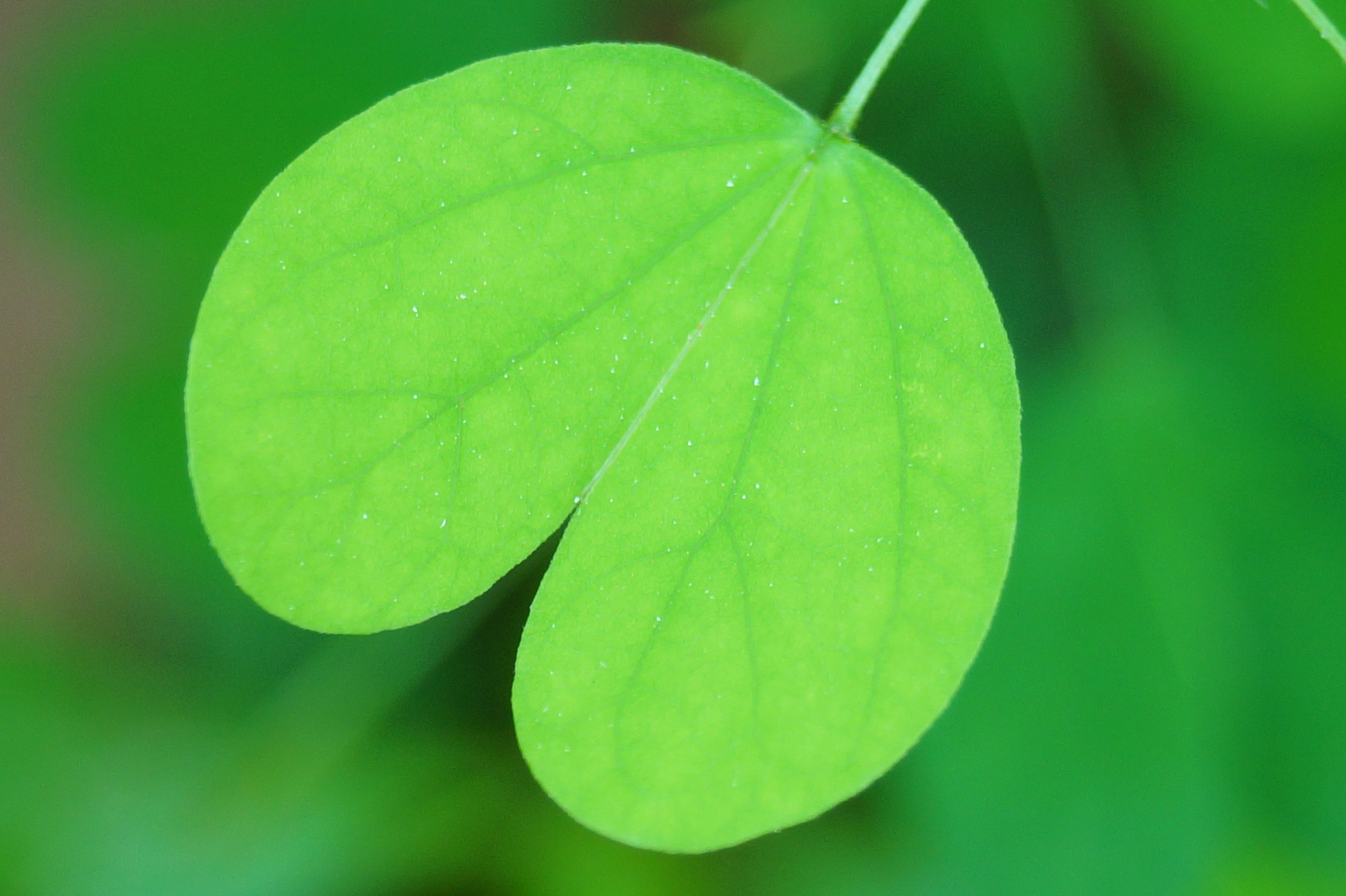
Лист баугинии войлочной (Bauhinia tomentosa)

### Трёхлопастные листья
Трёхлопастный лист (лат. trilobus) — частный случай лопастного листа, когда он состоит из трёх лопастей.
 Медиафайлы на Викискладе 

Примеры трёхлопастных листьев
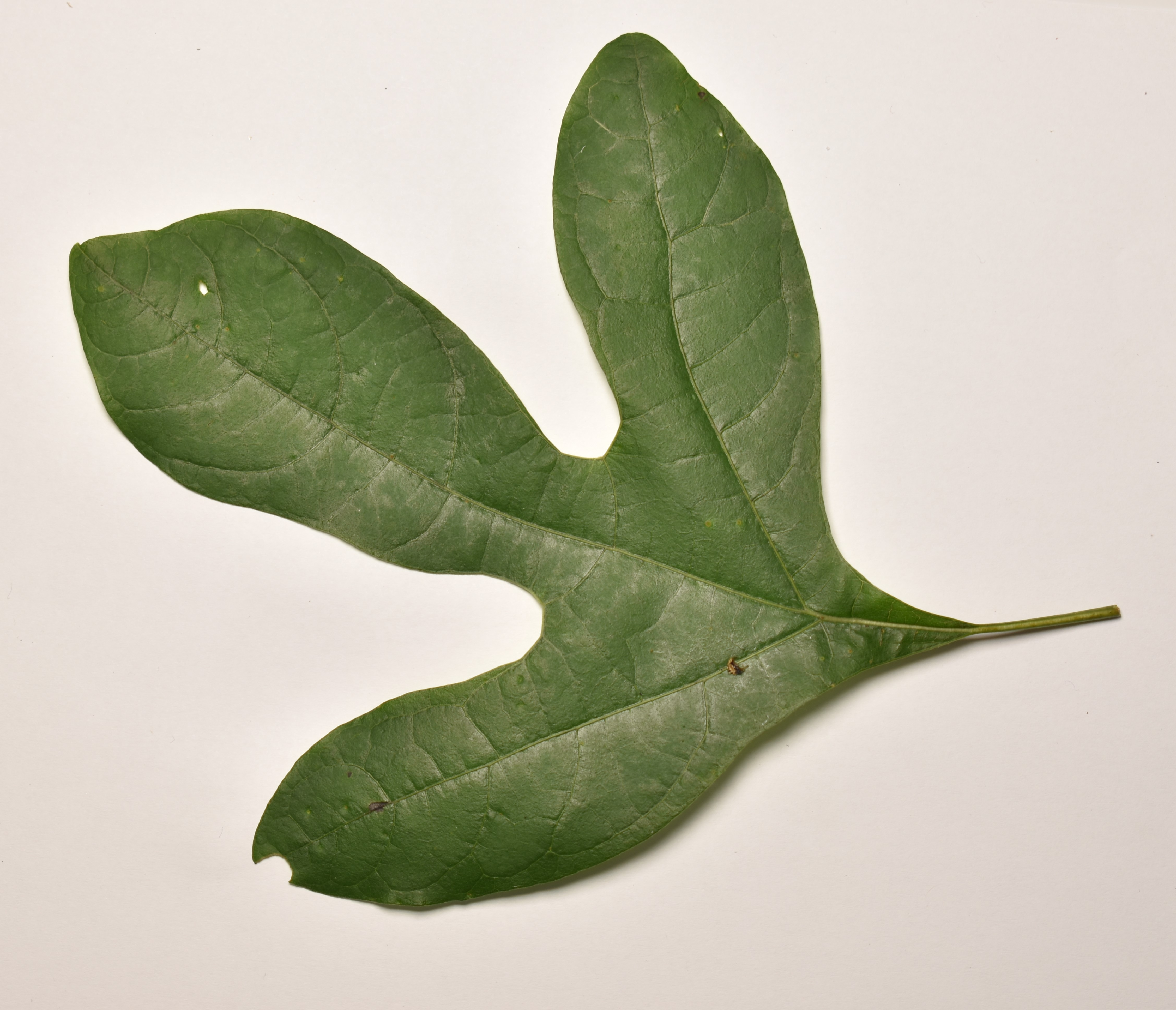
Лист сассафраса беловатого (Sassafras albidum)
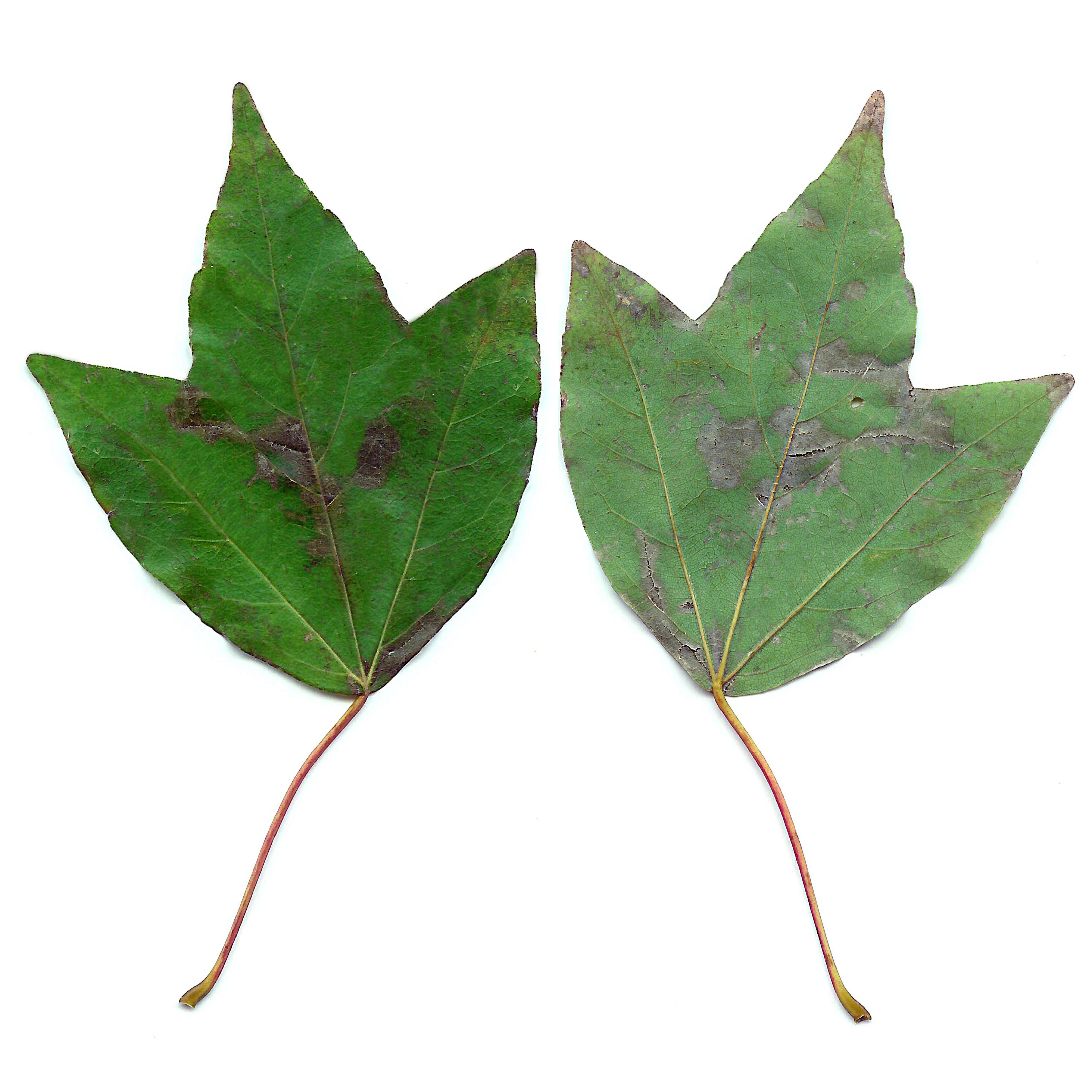
Листья клёна трёхраздельного (Acer buergerianum)
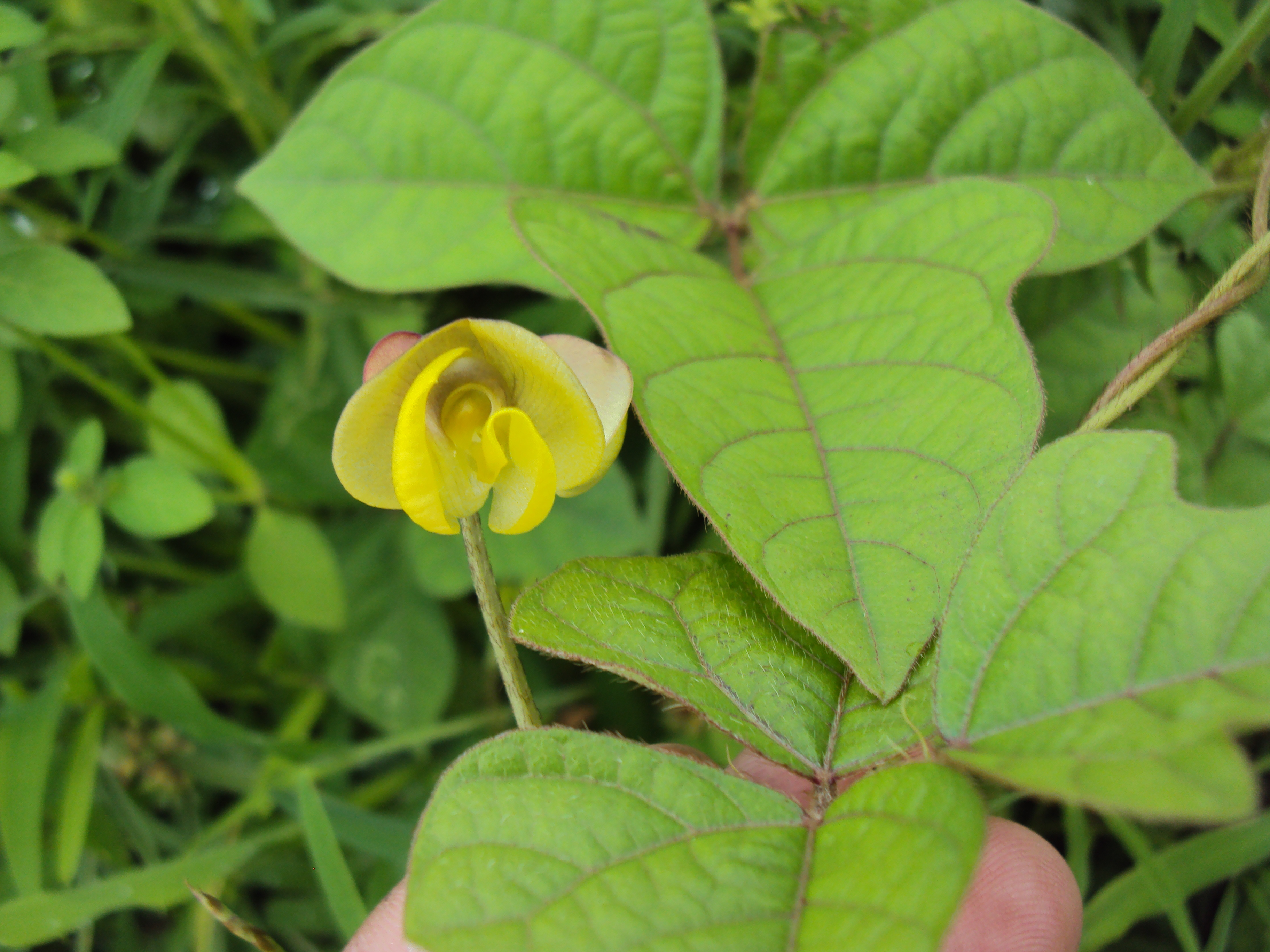
Листья Vigna trilobata
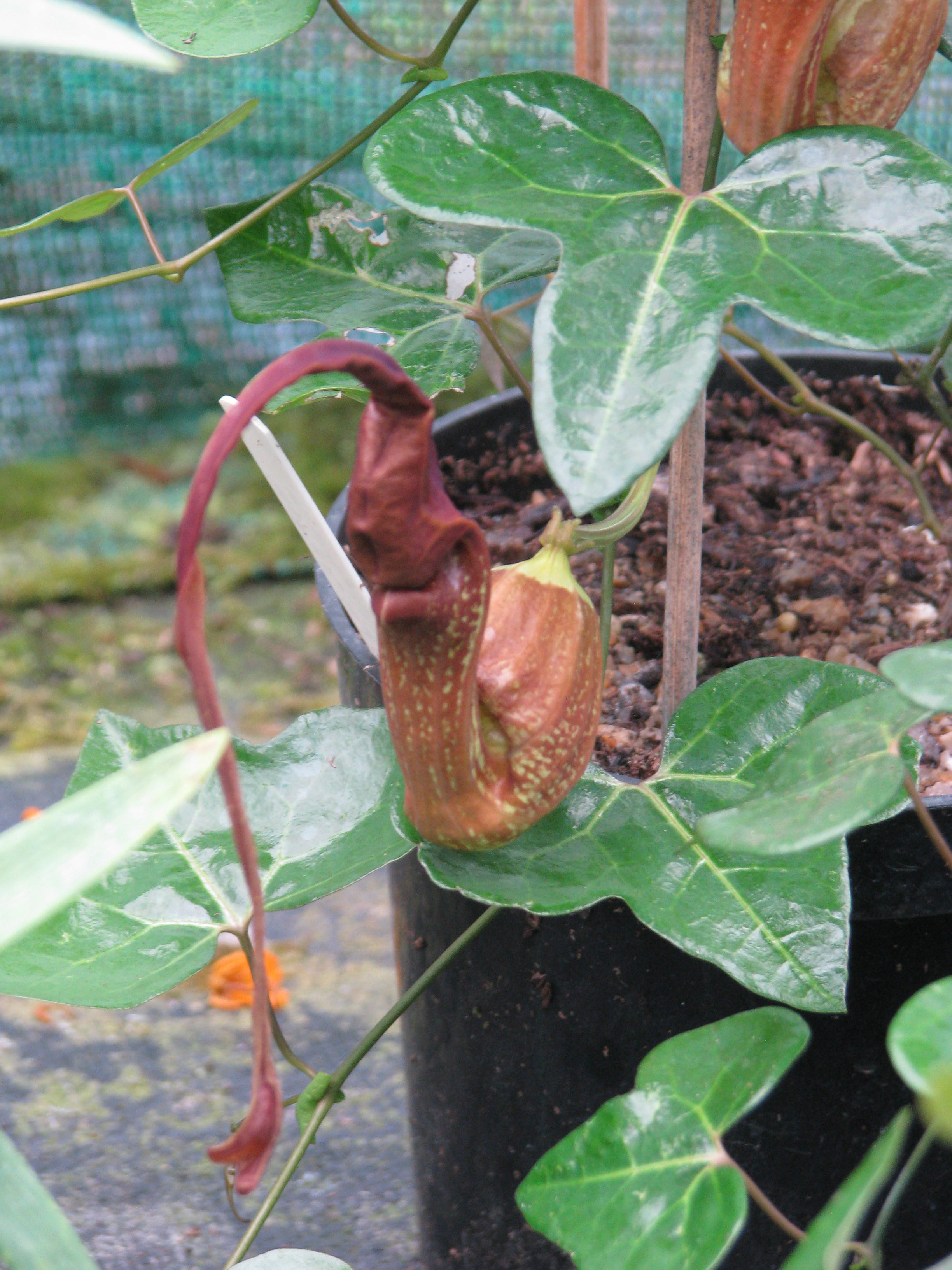
Листья Aristolochia trilobata
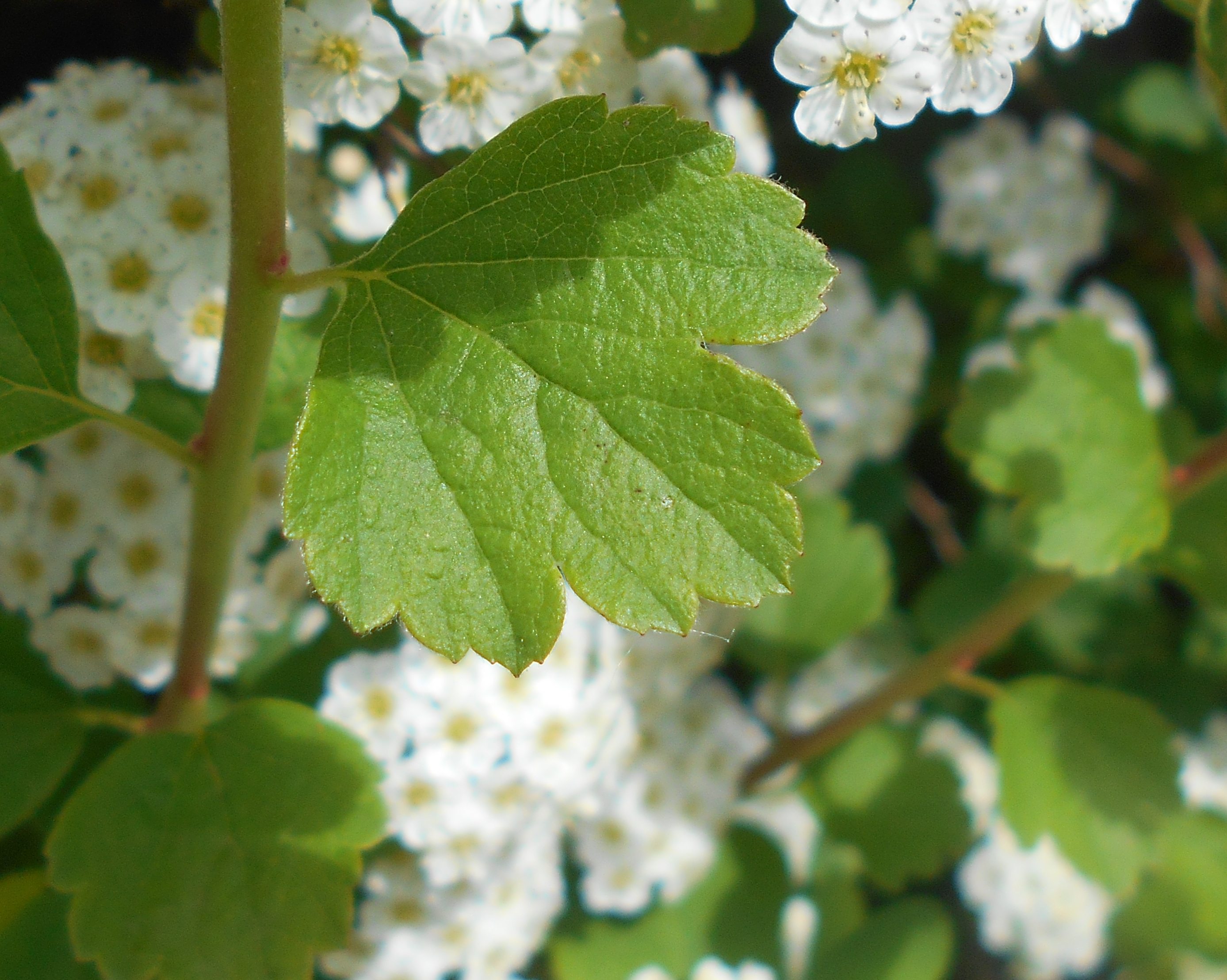
Лист спиреи трёхлопастной (Spiraea trilobata)
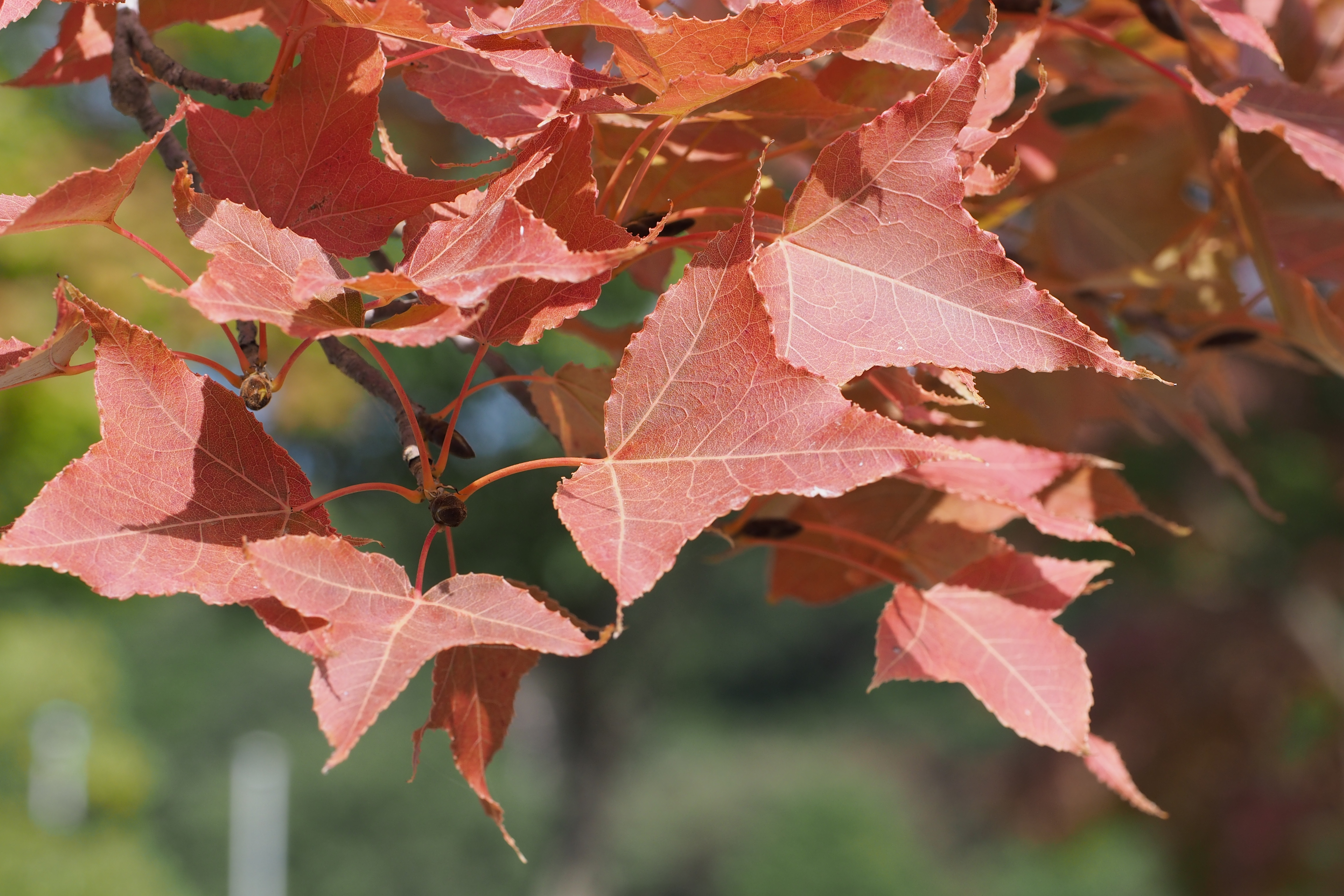
Листья ликвидамбара формозского (Liquidambar formosana) в осенней окраске